# Miley Cyrus
Miley Ray Cyrus (nacida Destiny Hope Cyrus; Franklin, Tennessee, 23 de noviembre de 1992) es una cantante, compositora, productora discográfica y actriz estadounidense. Destaca por su rango vocal y su versatilidad artística, recorriendo una amplia gama de géneros musicales, desde pop y country hasta hip hop, experimental y rock.
Cyrus, hija del músico de country Billy Ray Cyrus, alcanzó fama internacional con trece años al protagonizar la comedia musical de Disney Channel Hannah Montana (2006-2011). El triunfo inmediato de la serie le otorgó numerosos premios y la llevó a firmar con Hollywood Records, convirtiéndose en la artista más joven de la historia en debutar como número uno en el Billboard 200 de Estados Unidos, tras publicar la banda sonora teen pop y country Hannah Montana (2006). Dicho hito fue superado por ella misma al posicionarse en la cima con sus primeros álbumes pop rock de influencias punk: Meet Miley Cyrus (2007) y Breakout (2008), rompiendo récords de ventas. El auge de su carrera la llevó a embarcarse en una de las giras con mayor recaudación generada por una adolescente, cuyo documental, Best of Both Worlds Concert (2008), se convirtió en la película-concierto más taquillera de todos los tiempos. Fue nominada al Globo de Oro a la mejor canción original por «I Thought I Lost You», sencillo que compuso para el filme de Walt Disney Pictures Bolt (2008). Al año siguiente, protagonizó la adaptación cinematográfica de su serie, Hannah Montana: The Movie, segundo éxito en taquilla cuya banda sonora country se convirtió en su cuarto álbum consecutivo número uno en diversos países, incluyendo Estados Unidos. El éxito de su carrera simultánea como solista y actriz; las ventas de álbumes y bandas sonoras; los sencillos «See You Again», «7 Things», «The Climb» y «Party in the U.S.A.»; los récords de sus giras mundiales; y el fenómeno global de la franquicia Hannah Montana la consolidaron como el ídolo adolescente más importante, siendo acompañada por el título de «Reina de Disney», que marcaría su etapa como estrella adolescente en la década de los 2000.
La etapa de transición comenzó tras protagonizar el drama The Last Song (2010), obteniendo su tercer éxito consecutivo en taquilla. Cyrus exploró el género dance pop en el álbum Can't Be Tamed (2010), generando controversia en el público al presentar un concepto más adulto a su temprana edad. El proyecto fue catalogado como «protesta» hacia el acoso mediático y las doctrinas relacionadas con ser una estrella de Disney. Cyrus abandonó la discográfica y se retiró indefinidamente de la actuación, para retomar el control creativo de su carrera. Después de trabajar de forma independiente en las Backyard Sessions, incluyendo el éxito «Jolene», la artista anunció su regreso con la fusión explícita de R&B y hip hop sureño Bangerz (2013), obteniendo su quinto álbum número uno. Bangerz fue catalogado por la crítica como su renacimiento musical y constituye el proyecto más transgresor y polémico de la carrera de Cyrus. Su impacto en la cultura popular y mensaje de «liberación» representan el éxito de la transición de estrella infantil e ídolo adolescente hacia un enfoque más urbano y maduro, cuyos sencillos principales «We Can't Stop» y «Wrecking Ball» encabezaron las listas de éxitos en todo el mundo. El álbum rompió récords de ventas en compañía de la gira mundial Bangerz Tour, recibiendo su primera nominación en la 57.ª edición de los Premios Grammy como mejor álbum de pop vocal, consolidando su legado como artista adulta durante la década del 2010.
Después de distanciarse del foco mediático para explorar sonidos de forma independiente y continuar con las Backyard Sessions, se produjo el regreso de Cyrus a la televisión como entrenadora y asesora en el concurso de canto The Voice en Estados Unidos durante dos temporadas y protagonizando el episodio «Rachel, Jack and Ashley Too», de la serie Black Mirror (2019) de Netflix, considerado por los medios como «autobiográfico» y generando gran expectación en el público. Posteriormente, la artista decidió fusionar sus inicios y aventurarse en el rock y el glam rock con Plastic Hearts (2020), su primer álbum número uno en el Billboard Top Rock Albums de Estados Unidos. El octavo álbum de estudio de Cyrus, Endless Summer Vacation (2023), fue precedido por el sencillo principal «Flowers», que estableció varios récords de transmisión y se convirtió en su segundo sencillo número uno en Estados Unidos.
Entre los reconocimientos de su carrera musical, Cyrus estuvo en las entradas en la lista de Time 100 en 2008 y 2014, ganó el premio de MTV al mejor artista de 2013 y se la incluyó en la lista de Billboard de los mejores artistas de todos los tiempos en 2019. A menudo se la considera uno de los pocos ejemplos de niños que tras triunfar como actores lograron convertirse en cantantes. Cyrus se declaró defensora de los derechos de los animales y adoptó un estilo de vida vegano en 2014. En ese mismo año, fundó la Fundación Happy Hippie sin fines de lucro centrada en jóvenes sin hogar y la comunidad LGBT. A principios del año 2021 declaró públicamente su abandono del estilo de vida vegano.

## Biografía
Hija de Leticia «Tish» (Finley, de soltera) Cyrus y el cantante de country Billy Ray Cyrus. Sus padres la llamaron Destiny Hope porque creían que podría lograr grandes cosas en la vida. Le dieron el sobrenombre de «Miley», que proviene de «Smiley», porque tenía predisposición a sonreír.
En contra de los deseos de la compañía discográfica para la que trabajaba su padre, los padres de Cyrus se casaron en secreto un mes después del nacimiento de Miley, el 23 de noviembre de 1992. El matrimonio dio a Cyrus tres medio hermanos: Trace y Brandi, hijos de una antigua relación de Tish, y Christopher Cody, hijo de una relación anterior de Billy Ray Cyrus. Billy Ray adoptó a Trace y Brandi cuando eran pequeños. Cody nació en 1992 y creció con su madre en Carolina del Sur. La pareja más tarde dio a luz a los dos hermanos menores de Cyrus, Braison y Noah Cyrus. La madrina de la cantante es Dolly Parton. Cyrus estuvo muy cerca de su abuelo paterno, el político demócrata Ronald Ray Cyrus; Miley le ha rendido tributo en varias ocasiones desde su muerte en 2006, entre ellos el cambio de su segundo nombre a «Ray». Según el padre de Cyrus, «mucha gente dice que Miley se cambió el nombre a Miley Ray por Billy Ray, pero no es verdad. Lo hizo en honor a mi papá, porque los dos querían tener un pedazo de cada uno».
Cyrus nació y se crio en una granja de 520 acres en Franklin (Tennessee), a unos 35 kilómetros de Nashville (Tennessee), donde asistió a la Heritage Elementary School. Fue criada como cristiana, siendo bautizada en una iglesia bautista del sur antes de trasladarse a Hollywood en 2005. Asistió regularmente a la iglesia mientras crecía y llevaba un anillo de pureza. Cyrus mostraba facilidad para actuar desde muy pequeña, aunque no tuvo la posibilidad de actuar profesionalmente hasta que tuvo ocho años. Varios de los hermanos de Cyrus entraron en el negocio del espectáculo y el entretenimiento: Trace se convirtió en el vocalista y guitarrista de la banda de pop electrónico, Metro Station; Noah se convirtió en una actriz y cantante, y Brandi se convirtió en guitarrista.

## Carrera profesional

### 2001-2005: Inicios de su carrera

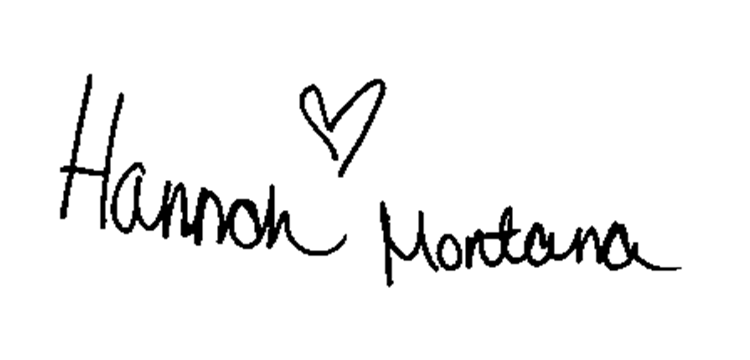
La serie Hannah Montana hizo que Cyrus adquiriese una gran popularidad.

En 2001, cuando Cyrus tenía ocho años, su familia se mudó a Toronto, Canadá, mientras que su padre filmaba la serie de televisión Doc. Gracias a esto, la cantante descubrió su gusto por la actuación. Después Billy Ray la llevó a ver el proyecto de 2001 de Mirvish Production, Mamma Mia!, en el teatro Royal Alexandra. Cyrus lo tomó del brazo y le dijo: «Esto es lo que quiero hacer, papá. Yo quiero ser una actriz». Comenzó a tomar clases de canto y actuación en el Armstrong Acting Studio, en Toronto. En su primer papel interpretó a una niña llamada Kylie en Doc. En 2003, fue acreditada bajo su nombre de nacimiento por su papel de Ruthie en Big Fish de Tim Burton.
A la edad de 11 años, Cyrus supo que estaba abierto el casting para lo que sería Hannah Montana, una serie de televisión infantil original de Disney Channel, sobre una adolescente que vive una doble vida secreta como una estrella pop. Cyrus envió una cinta de vídeo para visionar el papel de la mejor amiga, pero recibió una llamada donde le pedían que probara para la estrella principal, Chloe Stewart. Después de enviar una nueva cinta y volar a Hollywood para más audiciones, le dijeron que era demasiado joven y demasiado pequeña para el rol. Sin embargo, su persistencia y habilidad para cantar además de actuar llevaron a los productores de la serie a invitarla a más audiciones. Cyrus finalmente recibió el papel con su propio nombre Miley Stewart a la edad de doce años. Durante ese tiempo, también visionó con Taylor Lautner para la película Las Aventuras de Sharkboy y Lavagirl, donde quedó junto a otra actriz, pero Cyrus empezó a grabar en Hannah Montana.
Como la carrera de Cyrus había comenzado, su madre tomó varias decisiones importantes relativas a la representación de su hija. La hizo firmar con Mitchel Gossett, director de la división juvenil en Cunningham Escott Slevin Doherty. Gossett, que se especializa en la creación de estrellas infantiles, había arreglado que hiciera una audición para Hannah Montana y se le atribuye su descubrimiento.

### 2006-2007:Hannah Montanay el comienzo de su carrera musical

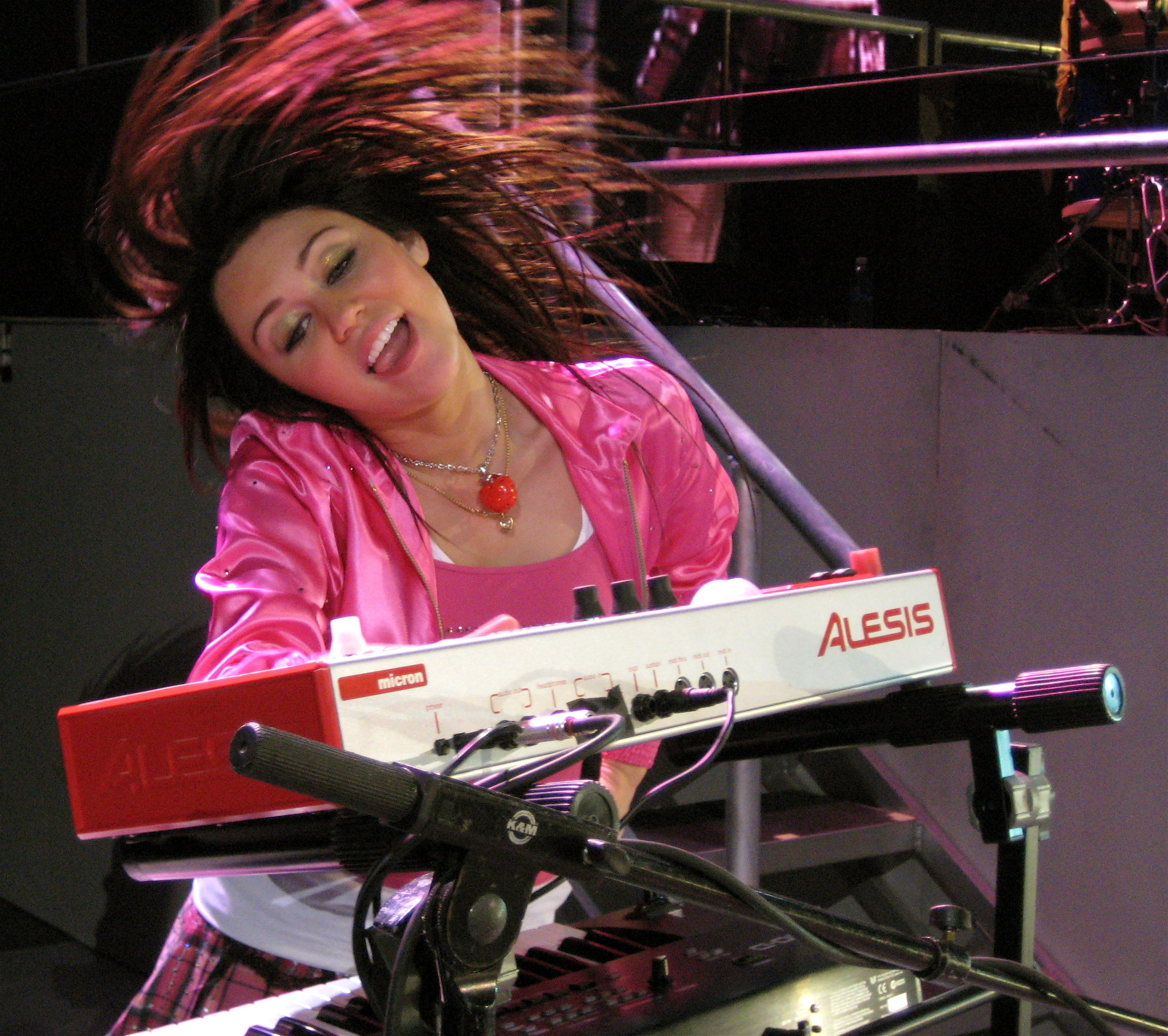
Cyrus en la gira Best Of Both Worlds Tour (2007).

El 26 de marzo de 2006, se estrenó la serie de televisión Hannah Montana, en la que Cyrus interpreta a una estrella pop; el primer episodio obtuvo la mayor audiencia jamás registrada en un programa de Disney Channel, siendo la mayor hasta mayo de 2011, según The Daily Telegraph. Este hecho propulsó a Cyrus al estatus de ídolo adolescente. La revista Time informó que el «fenomenal» éxito de Cyrus se debía en parte a su talento y en parte el «saber de Disney al marcar territorios, coleccionar multimedias» y a promocionar a Cyrus y a Hannah Montana adecuadamente. Cyrus finalmente se convirtió en la primera artista en tener ofertas de televisión, cine, productos y música dentro de The Walt Disney Company.
Su primer sencillo fue «The Best of Both Worlds», el tema principal de Hannah Montana. Fue puesto a la venta el 28 de marzo de 2006 y está acreditado al personaje de la serie. Cuando interpreta la canción en vivo, Cyrus generalmente viste como el personaje. La primera canción bajo su propio nombre fue una versión de «Zip-a-Dee-Doo-Dah» de James Baskett, publicado el 4 de abril de 2006 en la cuarta edición de DisneyMania. Vestida como Hannah Montana, Cyrus abrió para las Cheetah Girls en veinte fechas de su gira The Party's Just Begun Tour, a partir del 15 de septiembre de 2006. El 24 de octubre del mismo año, Walt Disney Records lanzó la primera banda sonora de Hannah Montana. De los nueve temas interpretados por Cyrus, ocho fueron acreditados a Hannah Montana y uno, un dueto con su padre titulado «I Learned from You», fue acreditado a Miley Cyrus. El álbum alcanzó el puesto número uno en la lista Billboard 200 de los Estados Unidos.
El 23 de abril de 2007, se estrenó la segunda temporada de Hannah Montana y terminó de transmitirse originalmente el 12 de octubre de 2008. Cyrus firmó un contrato para un álbum cuádruple con Hollywood Records, propiedad de Disney, y el 26 de junio de 2007 se publicó un álbum de dos discos. El primero fue la banda sonora de la segunda temporada de la serie, mientras que el segundo, titulado Meet Miley Cyrus, fue el álbum debut de la cantante acreditado a su propio nombre. El álbum se posicionó en el número uno en el conteo Billboard 200 y posteriormente obtuvo tres discos de platino por la asociación Recording Industry Association of America (RIAA). Meet Miley Cyrus generó «See You Again», el primer sencillo de Cyrus en ser lanzado bajo su propio nombre y el primero en estar ubicado en los diez primeros puestos de la lista Billboard Hot 100. En otoño de 2007, Cyrus se embarcó en su primera gira, Best of Both Worlds Tour, para promover Meet Miley Cyrus y las bandas sonoras de Hannah Montana, con los Jonas Brothers, Aly & AJ y Everlife como actos de apertura. Cyrus se presentó desde el 17 de octubre de 2007 al 31 de enero de 2008 con paradas en los Estados Unidos y Canadá. Las entradas se agotaron en cuestión de minutos y llegaron a costar un máximo de $2500 dólares y un promedio de $214, cuando el promedio en general es de 26 a 65 dólares. Un funcionario de Ticketmaster comentó: «El infierno no tiene tanta furia como el padre de un niño haciendo un berrinche. La gente que ha estado en este negocio por mucho tiempo están viendo lo que está pasando, y dicen que no ha existido una demanda de este nivel o intensidad desde The Beatles o Elvis».

### 2008-2009:BreakoutyThe Time of Our Lives

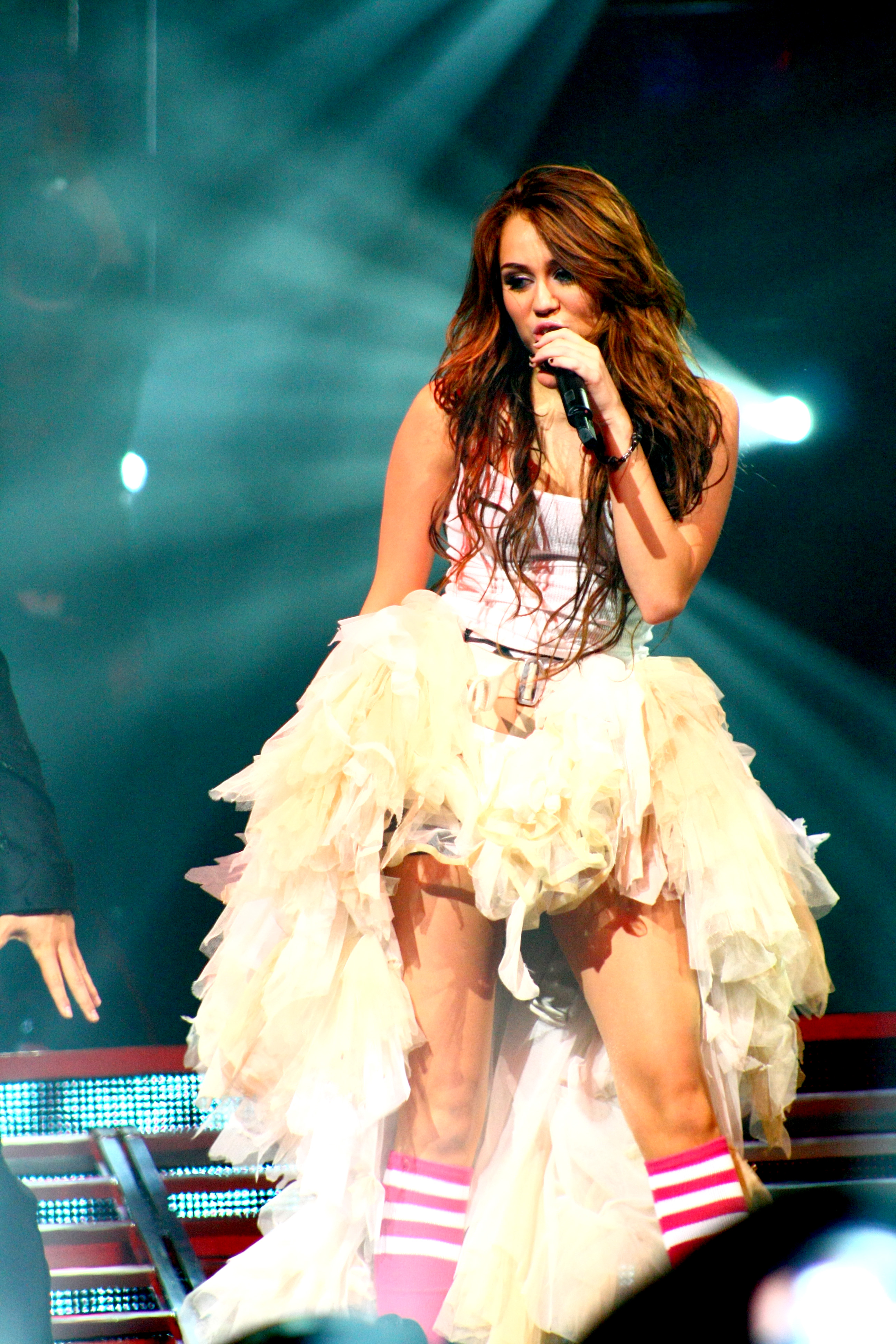
Cyrus presentando la gira Wonder World Tour (2009).

Tras el final de la gira Best of Both Worlds Tour en enero de 2008, Walt Disney Pictures estrenó Hannah Montana & Miley Cyrus: Best of Both Worlds Concert, una película concierto de la gira, el 1 de febrero de 2008; recaudó en taquilla más de 31 millones de dólares en la semana de lanzamiento, más de 70 millones mundialmente y un promedio de 42000 por sala de cine, el doble del total previsto. Esto motivó que los ejecutivos de Disney extendieran indefinidamente su exhibición, planeada originalmente para una semana. Al respecto, Chuck Viane, jefe de distribución de Disney, declaró que «no queremos darle la espalda a los admiradores que no pudieron ir a los conciertos». El 11 de marzo de 2008, Walt Disney Records y Hollywood Records publicaron la banda sonora de la película, que alcanzó el puesto número tres en la lista Billboard 200.
El 22 de junio de 2008, la discográfica publicó el segundo álbum de estudio de Cyrus bajo su propio nombre, Breakout. La cantante afirmó que fue inspirado por «lo que está pasando en mi vida en este último año». Cyrus coescribió ocho de las doce canciones del álbum. «Escribir canciones es lo que realmente quiero hacer en mi vida para siempre, [...] solo espero que este disco presente que, más que nada, soy compositora». El álbum debutó en el puesto número uno de la Billboard 200 de los Estados Unidos con ventas de 371 000 copias en la primera semana de lanzamiento; su primer sencillo, «7 Things», alcanzó el puesto número nueve en el Hot 100. Junto a su padre presentó los premios CMT Music Awards en abril de 2008 y los Teen Choice Awards en agosto del mismo año, pero esta vez lo hizo sola. Cyrus proveyó la voz de Penny en la película de animación Bolt, estrenada el 21 de noviembre de 2008, con reconocimiento de la crítica hacia su actuación de voz. Cyrus también compuso y grabó la canción «I Thought I Lost You» como un dueto con John Travolta para la película, por la cual recibió una nominación a la mejor canción original en los premios Globo de Oro. En septiembre de 2009, Cyrus participó en el sencillo de caridad «Just Stand Up!», en apoyo a la campaña Stand Up to Cancer y en City of Hope Benefit Concert en apoyo a la investigación del cáncer y programas de capacitación. También se involucró en Disney's Friends For Change, un grupo ambientalista, para el cual grabó el sencillo benéfico «Send It On», junto con otras estrellas de Disney Channel.

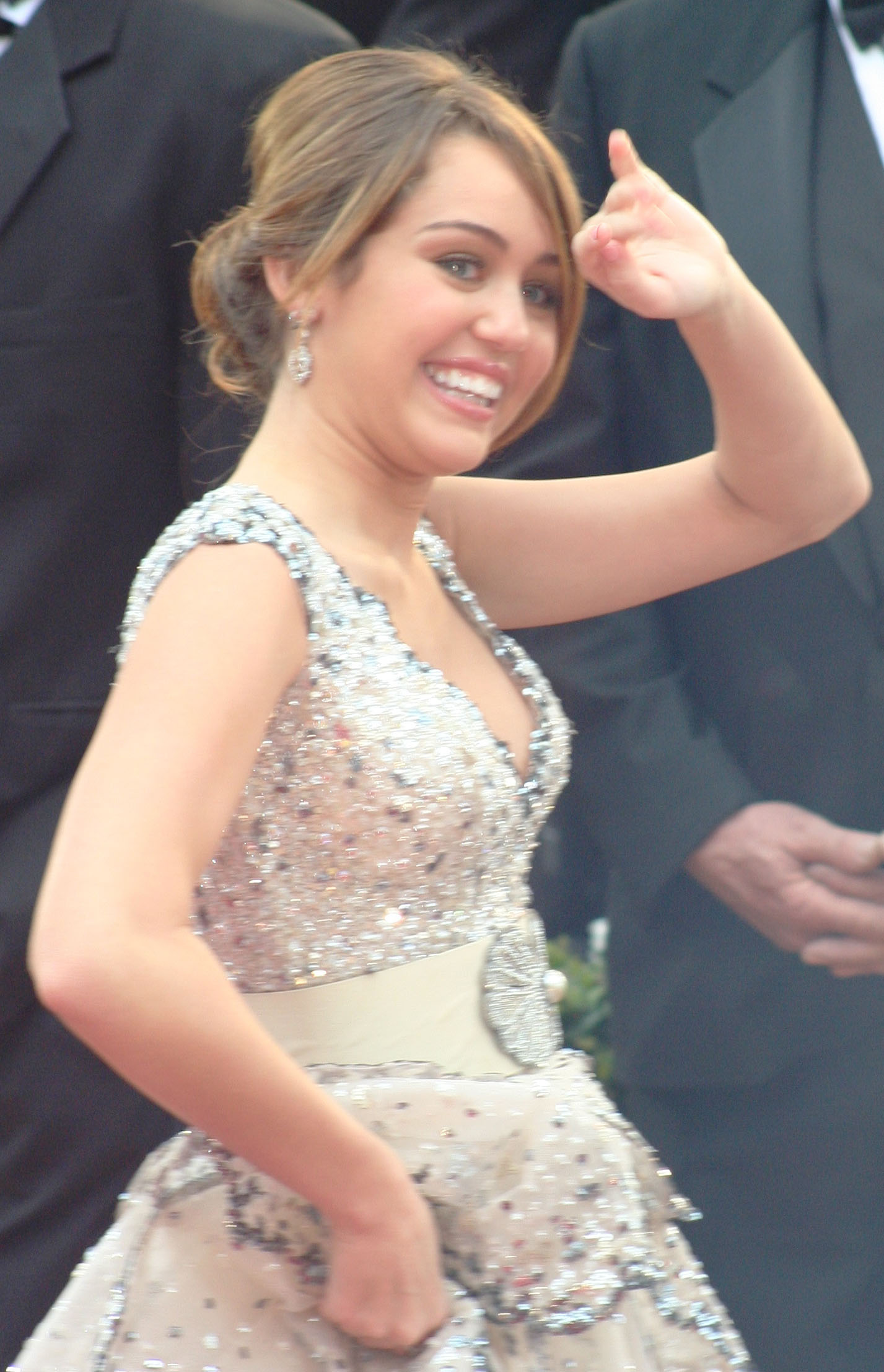
Cyrus en la 82.ª entrega de los premios Óscar.

Cyrus ya había comenzado la transición a una imagen más adulta a finales de 2008, cuando sus representantes negociaron un acuerdo para que el novelista Nicholas Sparks escribiera el guion de una película para presentarla a un público maduro, el contrario que ganó con los niños, fanáticos de Hannah Montana. Eso fue importante para Cyrus, porque no quería volver a actuar como cantante: «No quería ser una cantante en otra película. No quiero hacerlo más. No tienen idea cuántos musicales tocan a mi puerta. Quiero hacer algo un poco más serio». En marzo de 2009, Cyrus publicó Miles to Go, un recuerdo coescrito por Hilary Liftin que habla sobre su vida hasta sus dieciséis años. Cyrus protagonizó el papel de Miley Stewart/Hannah Montana en Hannah Montana: The Movie, estrenada el 10 de abril de 2009. Tanto la película como su banda sonora contienen doce canciones originales interpretadas por Cyrus, las cuales fueron un éxito comercial. El sencillo principal de la banda sonora, «The Climb», alcanzó los cuarenta primeros lugares en doce países, y Cyrus presentó un género fuera de su típica influencia teen pop. Cyrus había considerado poner fin a Hannah Montana después de su tercera temporada, la cual terminó su producción el 5 de junio de 2009, pero Disney ejerció la opción para una cuarta.
La producción de la película La última canción duró desde el 15 de junio de 2009 hasta el 18 de agosto de ese año. En el medio, Cyrus publicó la tercera banda sonora de Hannah Montana, grabó el EP The Time of Our Lives y se publicó el sencillo «Party in the USA». Al respecto, la artista explicó que «The Time of Our Lives es un álbum de transición. [...] Realmente quiero introducir a la gente a lo que yo quiero que mi próximo disco suene como que con el tiempo voy a ser capaz de hacer un poco más». El sencillo debutó en el número dos de la lista Billboard Hot 100. El EP fue lanzado en conjunto con una línea de ropa codiseñado por Cyrus y Max Azria para Walmart. Desde el 14 de septiembre de 2009 hasta el 29 de diciembre, Cyrus realizó la gira Wonder World Tour como promoción para Breakout y The Time of Our Lives. El 7 de diciembre de 2009, Cyrus cantó para la Reina Isabel II y de numerosos otros miembros de la Familia Real Británica en el Royal Variety Performance en Blackpool, noroeste de Inglaterra.

### 2010-2012:Can't Be Tamed, salida de Disney y películas

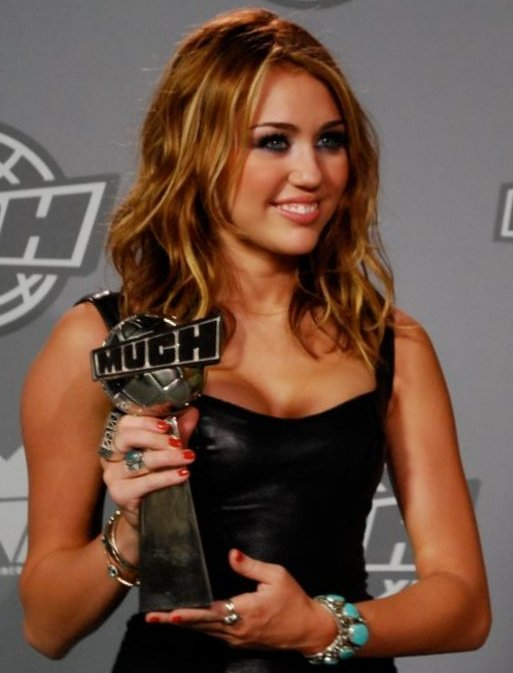
Cyrus en los MuchMusic Video Awards 2010 de Canadá, donde fue la anfitriona del espectáculo, además de una de las galardonadas.

El 18 de enero de 2010, se inició la producción de la cuarta y última temporada de Hannah Montana. A raíz del terremoto de 2010 en Haití, Cyrus apareció en los sencillos de caridad «We Are the World 25 for Haiti» y «Everybody Hurts». Su tercer álbum de estudio, Can't Be Tamed, fue lanzado el 21 de junio de 2010. El primer sencillo del álbum, «Can't Be Tamed» fue publicado el 18 de mayo y se ubicó en la octava posición de la lista Billboard Hot 100. En el vídeo de la canción Cyrus aparece disfrazada como un ave, con lo cual se dijo que era más sexy que sus anteriores proyectos, lo que despertó las opiniones de los medios. Después de lanzar el álbum, Cyrus se tomó un descanso en la música con el fin de centrarse en su carrera cinematográfica.
Cyrus protagonizó La última canción, que fue estrenada el 31 de marzo de 2010, y recibió por lo general críticas negativas. Sin embargo, la película fue un éxito comercial, al recaudar más de $88 millones de dólares en todo el mundo. Según el analista de taquilla Exhibitor Relations, la película marcó «una transición exitosa a los papeles de adultos para Miley Cyrus».
El 22 de octubre de 2010 fue lanzado el segundo sencillo de Can't Be Tamed, «Who Owns My Heart», exclusivo para Europa, y del cual sería el último que lanzaría con esta disquera. La mayoría de los críticos dijeron que era una de las mejores canciones del álbum. No obstante, recibió una recepción comercial baja en el modo; su posición más alta la obtuvo en Bélgica, donde llegó a la segunda posición de la lista Ultratip.
La cuarta y última temporada de la serie de televisión Hannah Montana (comercializada como Hannah Montana Forever) comenzó a transmitirse en los Estados Unidos el 11 de julio de 2010. La producción de la temporada inició el 18 de enero y finalizó el 14 de mayo. Es la única temporada de la serie que fue filmada en HD.[cita requerida] El último episodio de la serie se emitió el 16 de enero de 2011 en Estados Unidos y obtuvo buenos resultados en cuanto a la audiencia —tras competir con los premios Globo de Oro— con 6,2 millones de televidentes, por lo que el capítulo se consideró como el número uno en transmisión por cable entre los niños de 6-11 años y preadolescentes de 9 a 14, poniendo las calificaciones más altas para Disney Channel.

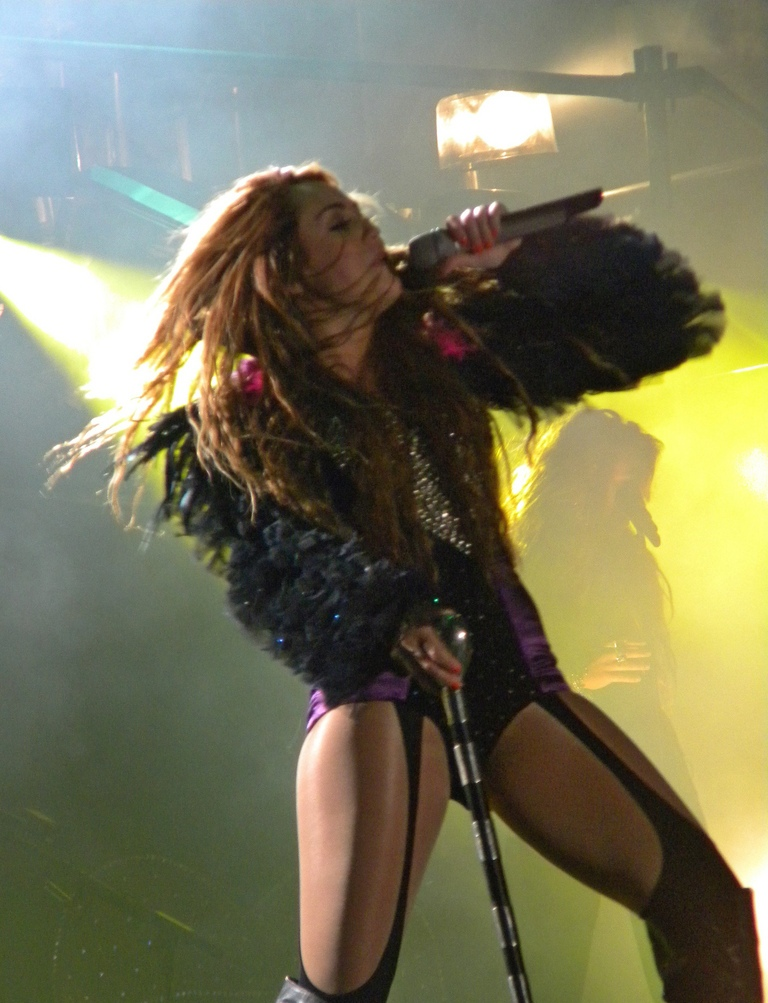
Cyrus interpretando «Can't Be Tamed» en São Paulo (Brasil), como parte de la gira Gypsy Heart Tour (2011).

Miley organizó un episodio de Saturday Night Live el 5 de marzo de 2011, donde actuó en varias facetas. También cantó un tema breve sobre varias de las controversias que ha protagonizado, titulado «I'm sorry, but I'm not perfect». En marzo de 2011, su padre confirmó en el programa de entrevistas The View que la cantante se había reunido con el productor Dr. Luke para un futuro nuevo álbum, a pesar de que antes había anunciado que estaría más centrada en actuar. Cyrus se embarcó en la gira Gypsy Heart Tour, que visitó Latinoamérica, Asia y Oceanía entre el 29 de abril y el 2 de julio de 2011. La artista expresó su deseo de visitar estos países al comentar: «Solo quiero ir a lugares donde voy a conseguir el mayor cariño y me sienta cómoda». Esta gira fue el fin de su etapa con la Compañía Disney y su antigua discográfica, Hollywood Records. Cyrus después de realizar los shows correspondientes, decidió tomarse unos años, fueron casi dos, de descanso para la re-dirección su carrera. Cabe destacar que es la primera gira en la que no interpreta canciones de su alter-ego Hannah Montana. La gira al finalizar logró recaudar más de 26 millones de dólares y se consideró un gran éxito con tan solo 21 conciertos, situándose como una de las giras más exitosas del año, concretamente, en la posición 22 del Top 50 Worldwide Tours realizado por Pollstar.
El 24 de enero se lanzó Chimes of Freedom: The Songs of Bob Dylan Honoring 50 Years of Amnesty International, un álbum en honor a Bob Dylan en el que Cyrus colabora versionando «You're Gonna Make Me Lonesome When You Go». De esta canción se realizó un vídeo musical en el que Cyrus aparece cantando junto con Johnzo West. La versión recibió críticas positivas y alcanzó al puesto sesenta y ocho en iTunes Estados Unidos, el puesto número seis en iTunes Top 100 Rock Songs de Australia, el cincuenta y nueve en iTunes Canadá, etc.
En marzo se estrenó la nueva temporada de Punk'd de la cadena de televisión MTV. Miley Cyrus participó en tres episodios donde realiza bromas a Khloe Kardashian, Kelly Osbourne y a su novio Liam Hemsworth. En el primer episodio Justin Bieber le realiza una broma a Cyrus.
El 18 de abril de 2012, se anunció que la empresa Lionsgate estrenaría la película LOL en solo siete ciudades de Estados Unidos, ya que había perdido interés en la película y el contrato firmado con los distribuidores extranjeros contenía una disposición de que debía exhibirse a nivel nacional en al menos cien salas de cine. La compañía aseguró que no podía competir contra otros éxitos como Los juegos del hambre o The Avengers. La comedia se estrenó el 4 de mayo de 2012 en solo 105 cines de Estados Unidos, sin ninguna premier con la prensa. Tuvo fuertes críticas por parte de la prensa internacional, por su fracaso en la taquilla, logrando ganar en su primera semana 46 500 dólares. Después del estreno en Europa, LOL tuvo un gran éxito ganando $2 789 671 dólares en Alemania, $1 600 000 en Escandinavia, $1 056 015 en Rusia y $834 461 en Noruega.

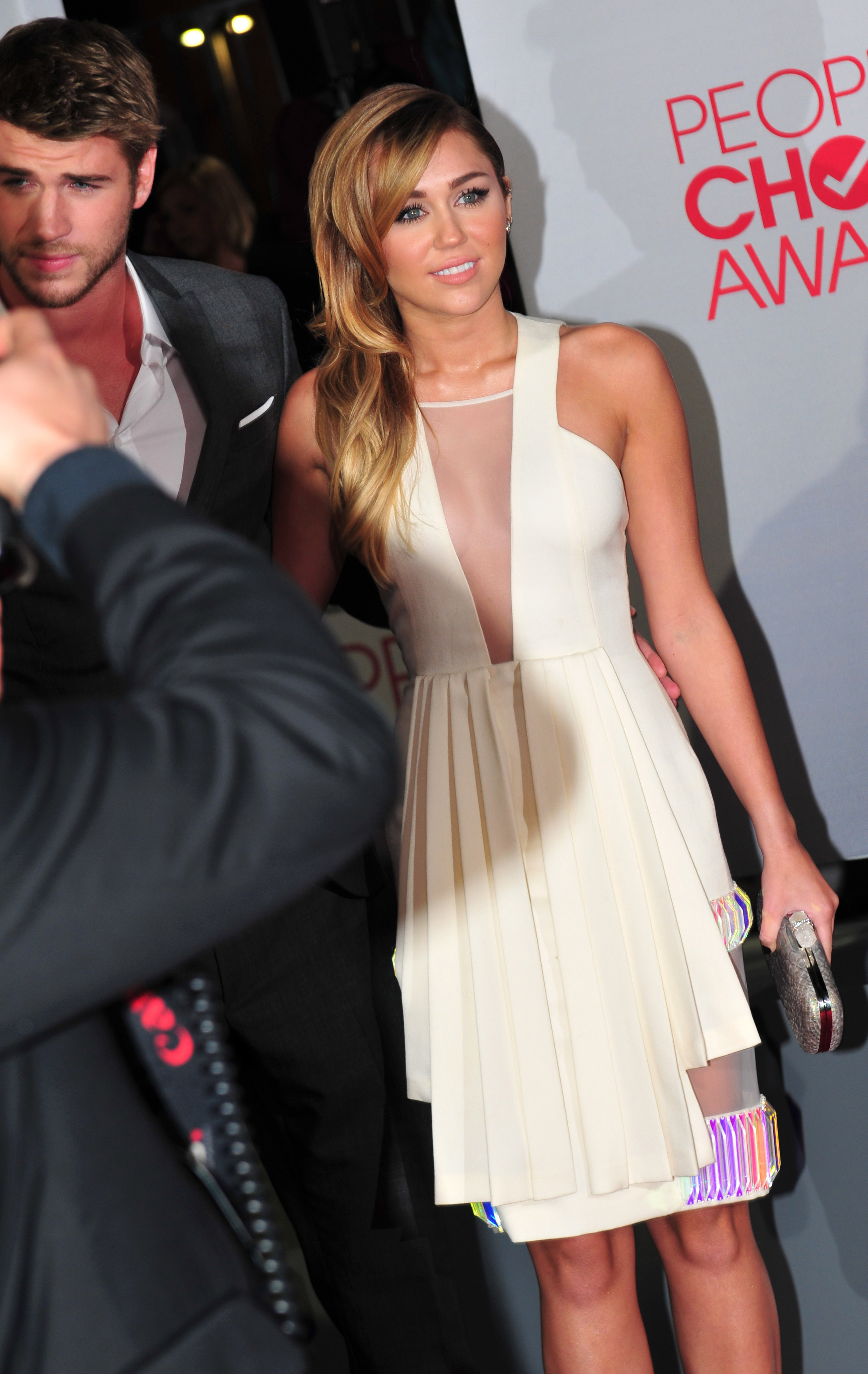
Cyrus y Liam Hemsworth en la 38.ª entrega de los Premios People's Choice el 11 de enero de 2012 en Los Ángeles.

El 4 de julio de 2012, se lanzó la canción «Morning Sun», tema que pertenece al álbum Mixtape Vol. 1 de Rock Mafia en donde colabora Miley Cyrus. La canción está basada en "C'Mon" del DJ Tiësto del álbum Club Life: Volume One (Las Vegas). Las críticas de la canción fueron positivas; la página aztecaespectaculos.com dijo que: «“Morning Sun” tiene un sonido más electropop en el cual Miley interviene con un estilo muy diferente al que presentó con el álbum Can't Be Tamed». Otros medios aplaudieron el gran sonido de la canción resaltando que: «Los sonidos contagiosos hacen presagiar que esta canción está destinada a ser la sensación del verano [...] Han pasado casi dos años para que finalmente los fanes puedan gozar de la versión mixta de uno de los éxitos más esperados».
El 16 de junio se lanzó la canción «Decisions», interpretada por Borgore y Cyrus. Más tarde, un vídeo musical fue lanzado el 1 de noviembre. La canción rápidamente se volvió tendencia en Twitter y en otras redes sociales. La página analítica.com escribió que: «La cantante pretende demostrar que este género será el que tendrá su nuevo disco, el cual espera lanzar poco antes de casarse con su novio Liam Hemsworth». Los críticos comentaron que, aunque Cyrus no participe mucho en la canción, su voz resalta los coros, haciendo a la canción un posible éxito y un triunfo de Cyrus en la música electrónica y en el dubstep. El 4 de octubre fue lanzado el segundo vídeo de The Backyard Sessions, donde Cyrus versiona «Look What They've Done to My Song», de Melanie Safka. El 6 de diciembre, con motivo de la renovación de su página web oficial, mileycyrus.com, se lanzó el primer vídeo de The Backyard Sessions, una serie de vídeos grabada a principios del verano en el patio trasero de Cyrus, donde cantó algunas de sus canciones favoritas. Para el primer vídeo, Cyrus versionó «Lilac Wine», de James Shelton.
El 16 de diciembre de 2012 Cyrus versionó en directo «Rebel Yell», de Billy Idol, en la gala VH1 Divas 2012. El 24 de diciembre de 2012, fue lanzado el tercer vídeo de The Backyard Sessions, en donde Cyrus versiona «Jolene», de su madrina, Dolly Parton. Cyrus lanzó en total siete canciones durante 2012, «You're Gonna Make Me Lonesome When You Go», de Bob Dylan, «Decisions», con Borgore, «Morning Sun», con Rock Mafia, «Lilac Wine», de James Shelton, «Look What They've Done to My Song», de Melanie Safka, «Rebel Yell», de Billy Idol y «Jolene», de Dolly Parton.
Durante la transmisión de los premios MTV Video Music Awards 2012, la noche del 6 de septiembre, Cyrus anunció por televisión que: «Tendré un sencillo a la venta este año. Es la primera vez que lo digo por lo que estoy contenta». Además habló sobre su compromiso con Liam Hemsworth y dijo que: «Estoy, obviamente, entusiasmada por casarme, pero como que ya me siento casada. Sé que somos para siempre, no necesito que un papel me lo diga». El 20 de septiembre, durante el festival de música iHeartRadio en Las Vegas, la cantante tuvo una entrevista para la revista Rolling Stone, donde habló sobre su nuevo álbum: «Estoy pensando en noviembre para lanzar un primer sencillo [...] Estuve trabajando con Pharrel en un montón de cosas, y estuve escribiendo, sobre todo, concentrándome en lo que quiero decir sin saber en que sonido se iba a convertir después [...] me metí en el viejo «Motown Sound», lo que fue realmente divertido, mezclar todo con este sonido country pop [...] Ahora que soy más independiente, no es como: ¿Cual será el primer sencillo? – Ahora estoy pensando en el álbum completo no quiero que sea un solo hit, quiero entregar un álbum de calidad». Antes de anunciar su nuevo sencillo, Cyrus colaboró con el rapero Will.i.am en el tema «Fall Down», perteneciente al álbum Willpower. La canción obtuvo una recepción moderada a baja, aunque fue certificada con disco de oro en Nueva Zelanda y de platino en Australia. Además, colaboró con la canción «Ashtrays and Heartbreaks», de Snoop Lion.

### 2013-2014:Bangerz, regreso a la música

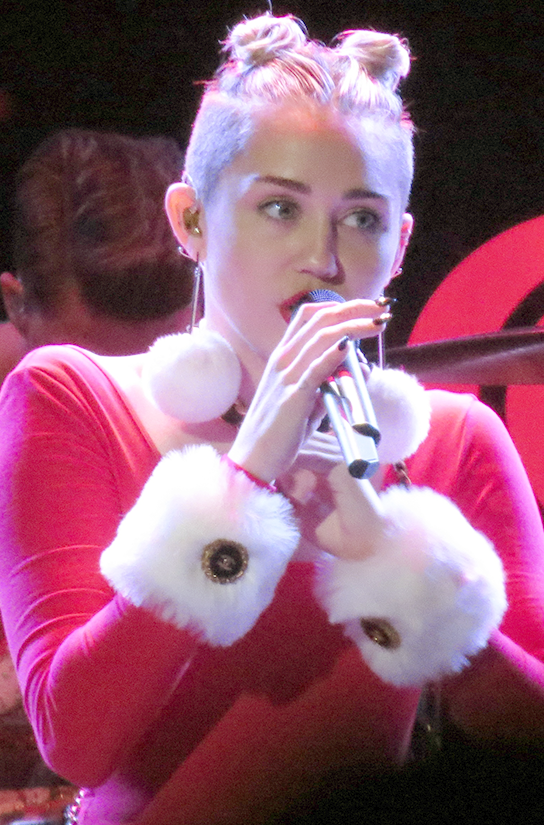
Cyrus el 18 de diciembre de 2013 en Tampa, durante su presentación en el Jingle Ball Tour.

Durante la entrega de los Billboard Music Awards 2013, Cyrus anunció que su nuevo sencillo, «We Can't Stop», sería publicado como el primero de su nuevo álbum de estudio el 3 de junio de 2013. Al respecto, comentó: «Realmente resultó ser solo perfecto y exactamente lo que quería, y es exactamente lo que yo quería que fuese mi primer sonido, y mi primera mirada, que creo que es un mensaje importante para mis admiradores que no han dejado de esperar, ¡así que es genial!». El 3 de junio, fecha de lanzamiento del sencillo, Cyrus se presentó en el programa radial de Ryan Seacrest, KIIS-FM, donde comentó parte de «We Can't Stop». Asimismo, habló de cómo sería el disco: «Estoy muy contenta con mi disco, porque siento que tengo muchas opciones para los sencillos. Es como una película. Es una historia de lo que yo he estado pasando por los últimos dos años». El primer sencillo del álbum recibió un gran éxito comercial, pues alcanzó el puesto número uno en países como Nueva Zelanda, Reino Unido, Escocia e Indonesia. Además, fue condecorado con tres discos de platino en Australia y Canadá, uno en Dinamarca, Suecia, Nueva Zelanda y uno de oro en el Reino Unido. El vídeo musical del sencillo obtuvo críticas variadas, debido a que mostró una imagen más sexual de Cyrus. No obstante, estableció dos récords en el sitio Vevo, el primero al ser visto más de diez millones de veces dentro de las veinticuatro horas de su lanzamiento, y el segundo ser el que más rápido consiguió las 100 millones de visitas, solo en 37 días.[cita requerida] En los MTV Video Music Awards, donde estaba nominada a cuatro categorías, interpretó «We Can't Stop» y «Blurred Lines», esta última junto con Robin Thicke, durante la cual Cyrus realizó un baile denominado twerk, un movimiento muy sensual que provocó la exaltación del público, por lo que generó críticas y polémica. El segundo sencillo de Bangerz, «Wrecking Ball», publicado el 25 de agosto de 2013, es una balada compuesta por Cyrus y producida por Dr. Luke. La canción alcanzó la primera posición de la Billboard Hot 100, por lo que se convirtió en el primer sencillo número uno de Cyrus en la lista. Además, obtuvo diversas certificaciones de disco de platino en países como Canadá, Australia, Nueva Zelanda, Dinamarca, y Suecia, y disco de oro en México y Alemania. Su videoclip, donde aparece desnuda sobre una bola de demolición, fue publicado en YouTube el 9 de septiembre de 2013 y estableció un nuevo récord, al tener 19,3 millones de vistas en Vevo en las primeras veinticuatro horas de su lanzamiento. Además, fue calificado como el más visto del 2013 y recibió el premio a mejor vídeo durante la entrega de 2013 de los MTV Europe Music Awards. Celebrados en Ámsterdam, la cantante abrió la gala con «We Can't Stop» y luego con «Wrecking Ball», con una puesta en escena más sencilla, diferente a la acontecida en los Video Music Awards. Durante la entrega, subió al escenario a recoger el premio por el sencillo y lo celebró fumando un cigarro de cannabis —haciendo alusión a la libertad que hay respecto al consumo de esa droga en los Países Bajos— lo que generó una nueva polémica.

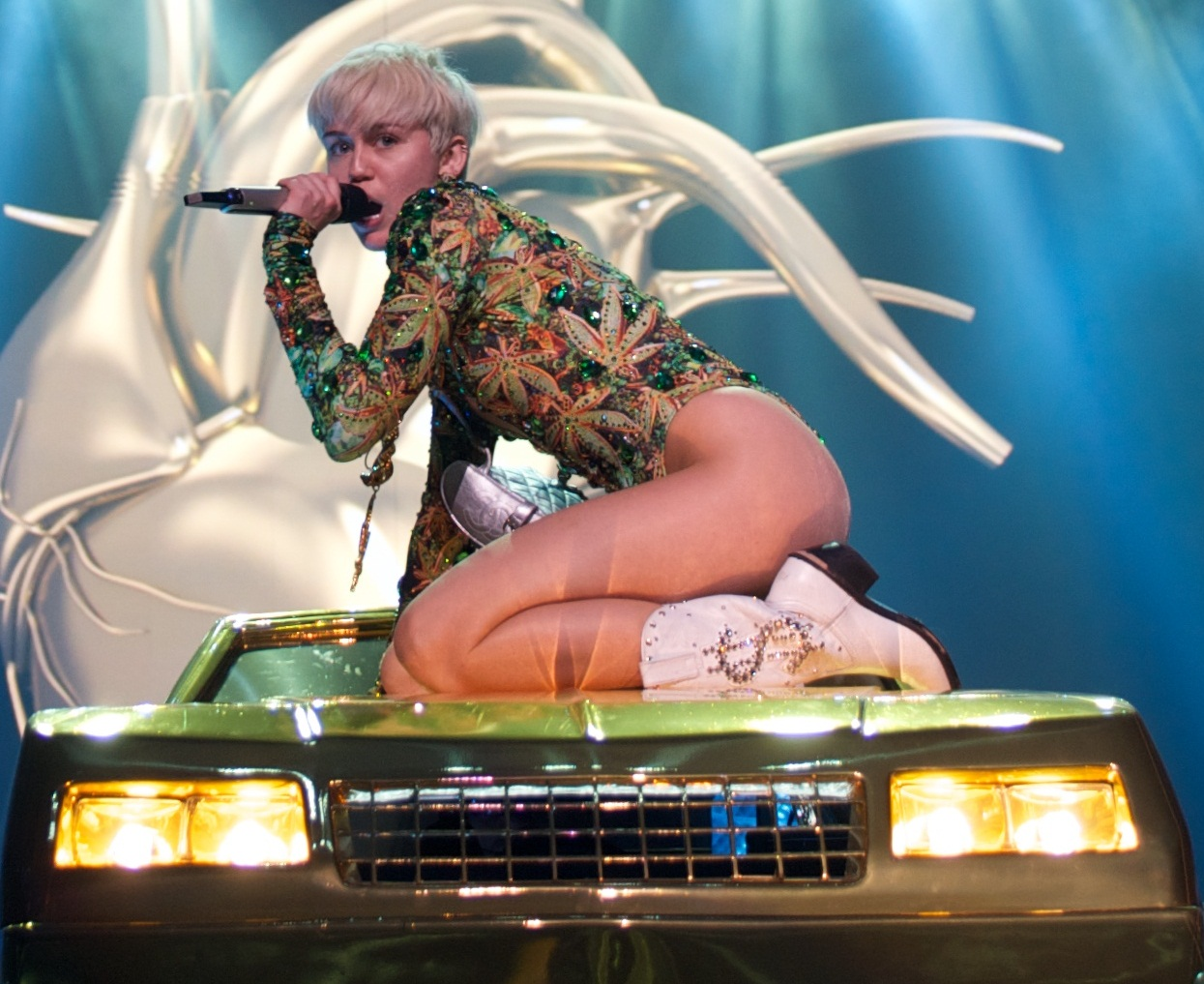
La cantante presentándose en la gira Bangerz Tour, de 2014.

Por su parte, en octubre de 2013, Cyrus fue portada de la revista estadounidense Rolling Stone, donde apareció desnuda cubriéndose sus pechos con sus brazos mientras surgía del agua de una piscina. En la entrevista que acompañaba a la portada, habló sobre temas muy polémicos como el consumo de drogas, lo que nuevamente llamó la atención del público. El 2 de octubre, MTV transmitió el documental Miley: The Movement, en el que mostró la grabación de Bangerz y escenas detrás de cámaras, como Cyrus en su preparación para la actuación en los MTV VMA 2013 y su reflexión sobre su presentación allí y el mundo del espectáculo. El documental tuvo como invitados a will.i.am y a Britney Spears, con quienes trabajó en el álbum. Tres días después, el 5 de octubre, condujo el programa Saturday Night Live por segunda vez —la primera había sido en 2011—, y que recibió buenas reseñas de los críticos. En esa ocasión, también anunció los preparativos para su nueva gira mundial, llamada Bangerz Tour. El 5 de noviembre, se publicó «Real and True», canción del rapero estadounidense Future y Mr Hudson, que contó con la participación de la cantante. El vídeo, estrenado el 10 de noviembre, muestra a la artista como un extraterrestre, con purpurina plateada. También, realizó otras colaboraciones como «23» con Mike Will Made It, Wiz Khalifa y Juicy J y «Feelin' Myself», con will.i.am, French Montana y Wiz Khalifa. El 14 de noviembre, la cantante se presentó en los Premios Bambi 2013 de Alemania, donde interpretó «Wrecking Ball» en una versión acústica. Además, fue reconocida como artista pop internacional; dicho premio es otorgado a los máximos exponentes de la música pop en el mundo. El 17 de noviembre, apareció en The X Factor e interpretó la canción caracterizando a una egipcia en un desierto. Detrás del escenario se proyectaron imágenes alusivas a la temática del vídeo musical. Una semana después, cantó el tema en los American Music Awards de 2013, celebrados en el L.A. Live de la ciudad de Los Ángeles. La temática de la presentación estaba basada en el espacio exterior; en la parte posterior del escenario se proyectó una imagen de un gato espacial que cantaba «Wrecking Ball» con sincronía de labios junto con Cyrus y lloraba diamantes. La revista Billboard calificó la presentación como la mejor de la ceremonia de premiación.
El 17 de diciembre, se publicó «Adore You», tercer sencillo de Bangerz, que recibió opiniones generalmente favorables; los críticos elogiaron su producción y la entrega vocal de Cyrus. En cuanto a su recepción comercial, alcanzó la cima de la lista Streaming Songs y el número 22 en la Hot 100 de Estados Unidos, aunque había ingresado allí al 42 antes de ser lanzado como sencillo. El vídeo musical que la acompaña fue lanzado el 26 de diciembre de 2013 y provocó polémicas por su contenido sexual. Cyrus finalizó el año siendo la persona más buscada en las redes y actuando en los espectáculos del Jingle Ball National Tour, organizados por iHeart Radio. Realizó una pequeña gira navideña por los Estados Unidos donde interpretó varias de sus canciones. Además, actuó en el Dick Clark's New Year's Rockin' Eve, presentado por Ryan Seacrest en el Times Square el 31 de diciembre e interpretó «Get It Right» y «Wrecking Ball». En 2013, un medio peruano la consideró «un icono del pop». Debido a su éxito, los canales MTV y ABC la nombraron la artista del año, mientras que la revista Time la consideró una de las personas más relevantes del 2013 en su lista.
El 8 de enero de 2014, anunciaron que Cyrus sería la imagen de Marc Jacobs, para su campaña de primavera-verano 2014. Ambos trabajaron juntos anteriormente en una campaña benéfica contra el cáncer de piel, en la que Cyrus apareció desnuda en unas camisetas junto a un mensaje de protección de la piel. En diciembre de 2014 el sitio web de moda Fashionista nombró esta campaña como una de las mejores realizadas a lo largo del 2014, situándola en la cuarta posición de su Top 15, describiendo las imágenes expuestas como «memorables». El 29 de enero, la cantante realizó un concierto acústico para el programa MTV Unplugged donde interpretó en versión acústica algunos de los temas de Bangerz y otras canciones de anteriores discos; además, actuó con Madonna, que fue la artista invitada al especial televisivo. Ambas artistas interpretaron un mash-up de las canciones «We Can't Stop» y el sencillo del año 2000, «Don't Tell Me», siendo considerado este momento como «otro momento legendario de la música pop». Para la promoción del programa, Cyrus realizó un cartel promocional en el que apareció con una peluca rubia, una dentadura postiza y con el torso desnudo, tapándose los pezones con unas pezoneras con forma de estrella. El 14 de febrero de 2014, Cyrus inició su gira mundial Bangerz Tour en Vancouver; el espectáculo tuvo opiniones mayoritariamente positivas e incluso fue comparado con los de la cantante Madonna, aunque hubo varias controversias por el contenido explícito que mostró durante el mismo y por el beso lésbico que la cantante se dio con Katy Perry durante el concierto de Los Ángeles.
Otras actividades que realizó Cyrus en el año fue la colaboración que hizo con Madonna en el proyecto denominado «Art for Freedom» —«Arte por la libertad»— el 2 de marzo, y cuyo objetivo es defender los derechos humanos a partir del arte público, para animar a las personas a expresar su sentido personal de libertad y revolución, en forma de vídeos, música, poesía e imágenes. Por otra parte, el 18 de mayo, la cantante actuó junto con la banda The Flaming Lips en los Billboard Music Awards 2014, donde fue galardonada con dos premios. La presentación fue grabada durante su gira desde el Phones4u Arena de Mánchester. Ambos interpretaron una versión de «Lucy in the Sky with Diamonds» de The Beatles. Días después, el 2 de junio, se presentó una nueva figura de cera de Cyrus en el Museo Madame Tussauds de Berlín, caracterizada a partir de su presentación en los MTV Europe Music Awards de 2013, celebrados en Ámsterdam.
El 16 de mayo se anunció que Cyrus, además de otros artistas, actuó en la gala de los World Music Awards de 2014, celebrados el 27 de mayo en Montecarlo (Mónaco), donde interpretó finalmente una versión al piano de «Wrecking Ball» y además, recibió 4 premios. El 13 de agosto, se informó que Bluewater Productions documentó la vida de la artista en un cómic llamado Fame: Miley Cyrus; el libro comenta la polémica actuación de 2013 en los MTV Video Music Awards y continúa hablando de su fama en Disney y la exploración de su infancia en Tennessee. El cómic fue escrito por Michael L. Frizell y dibujado por Juan Luis Rincón, y estará disponible tanto en formato impreso como en digital.
El 24 de agosto, Cyrus asistió a los MTV Video Music Awards, celebrados en el estadio The Forum en Inglewood, California, donde estaba nominada en dos categorías, de las cuales ganó a vídeo del año por su sencillo «Wrecking Ball». Durante el momento de la entrega de dicho premio, en lugar de subir al escenario a recogerlo, dejó que un joven indigente llamado Jesse lo recogiese en su nombre para dar un discurso sobre la indigencia y la pobreza juvenil que hay en los Estados Unidos, y llamó a los espectadores a que ayudasen en la causa de la fundación My Friend's Place, en la que colabora Cyrus. Al día siguiente de la gala, The New York Times informó que la fundación consiguió recaudar más de 200 000 usd. El 29 de agosto de 2014, se informó que Jesse, el joven que había recogido el premio de Cyrus en su lugar, tenía una orden de captura por la policía desde noviembre de 2011. En diciembre de 2014 se publicó que este acto fue uno de los momentos que más tuits generó por minuto, con un total de 138.792, situando a Cyrus en la séptima posición de la lista anual. Poco después, MTV nombró esta acción solidaria como el mejor momento de la cultura pop en 2014.
El 10 de septiembre de 2014 durante la Semana de la Moda de Nueva York, Cyrus mostró "Dirty Hippie", la colección de accesorios que diseñó y elaboró con sus propias manos para el desfile de primavera/verano de Jeremy Scott, con el cual ha colaborado en la propia línea de moda del diseñador. Cyrus comento lo siguiente tras el desfile: "Mi arte es una expresión o metáfora de mi vida. Siempre he sido muy afortunada", contaba Miley unos minutos antes. "Todo me ha resultado fácil. Y a comienzos de este año, odié 2014 porque todo lo que podría haber ido mal fue mal. Estar hospitalizada, la muerte de mi perro... Todo era peor, y peor, y peor... Así que empecé a convertir todas esas cosas malas en buenas, a usarlas y a cambiarlas. Así es como empecé con mi arte". El 15 de septiembre de 2014, la revista estadounidense Forbes publicó la lista de los artistas más poderosos del momento, donde Cyrus apareció como la cuarta cantante más poderosa del 2014 y la octava en la clasificación general de los músicos.
El 27 de octubre se puso a la venta el álbum-tributo de The Flaming Lips, a la banda británica The Beatles, bajo el título With a Little Help from My Fwends, donde Cyrus colabora en dos canciones, que además fueron los dos sencillos oficiales del disco, se trata de «Lucy in the Sky with Diamonds» y «A Day in the Life», mostrando una Cyrus inmersa en los estilos musicales del rock psicodélico y la neopsicodelia.

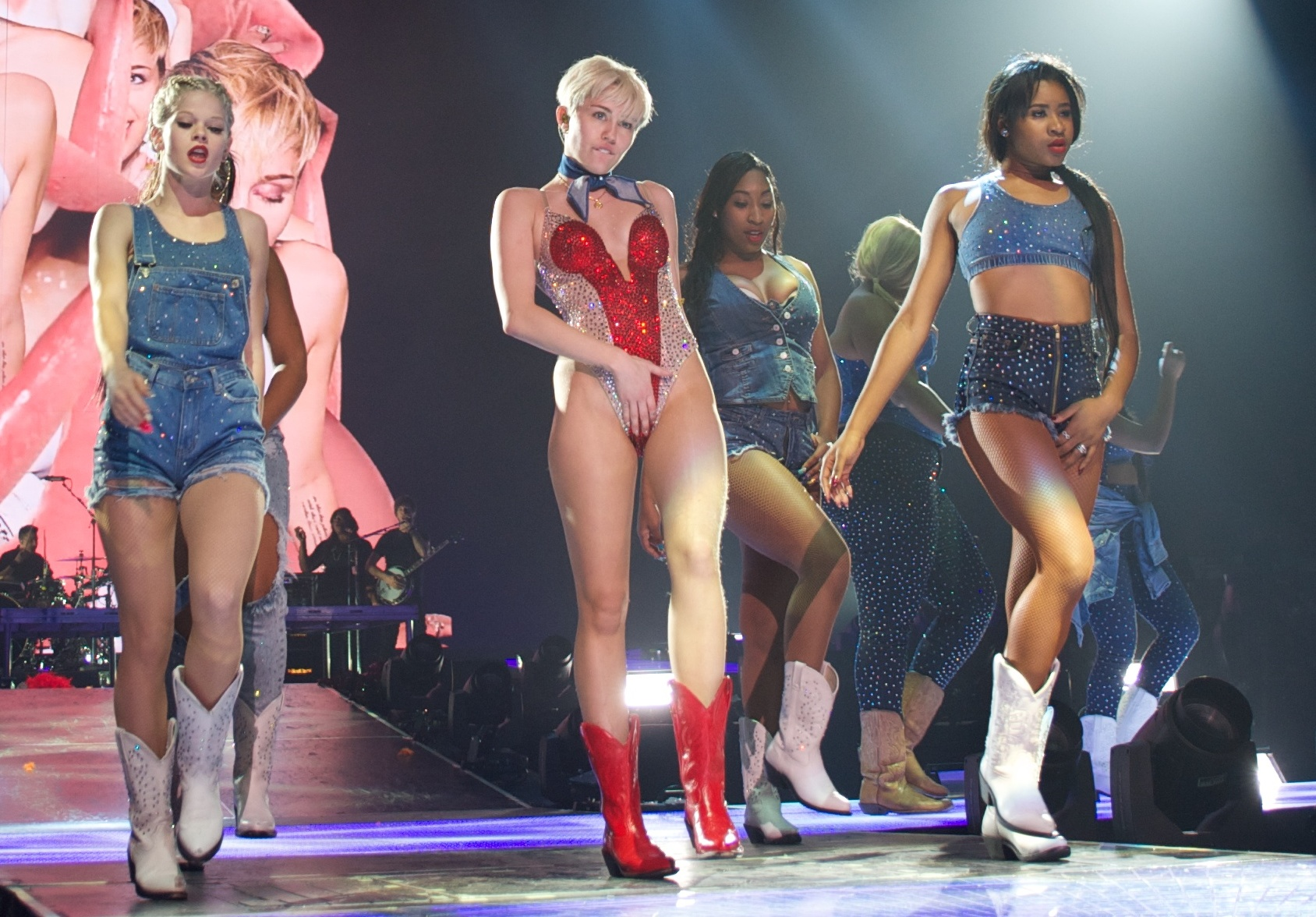
Cyrus el 14 de febrero de 2014 en Vancouver, Canadá, durante la primera fecha de la gira Bangerz Tour.

El 29 de octubre de 2014, durante la gala benéfica de los amfAR Awards celebrada en Los Ángeles, Cyrus fue galardonada con el premio solidario al mejor ídolo, por su labor en el campo "a la ayuda de la investigación de una cura para el sida, la prevención del VIH y la educación sobre el tratamiento y la defensa de la enfermedad", además, Cyrus donó más de 500 000 dólares para la causa. Además, durante su discurso al ser galardonada, anuncio de forma oficial que ella sería la nueva imagen de la línea solidaria de MAC Cosmetics con la gama de maquillaje 'Viva Glam' de la firma de cosméticos para enero y febrero de 2015, cuyos beneficios serán utilizados para ayudar a la causa por la cual fue galardonada. Así, Cyrus durante el discurso hablo sobre la enfermedad, convirtiéndose así en la primera persona, como imagen de MAC, que escribe un discurso sobre la enfermedad desde que la marca iniciase esta iniciativa en 1994. Cyrus en la revista Flare dijo al respecto: «escribí mi discurso, porque sé lo que siento. Es lo mismo con el maquillaje, con música, con todo esto. Esta vez, solo quiero hacerlo sola». Además de ser la imagen de MAC Cosmetics, pocos días después, se anunció que Cyrus sería la nueva imagen de Golden Lady Company. La marca italiana lanzará una nueva línea de medias sin costuras, para la cual contara con Cyrus bajo el eslogan "Rock Your Legs". El 13 de noviembre se lanzó el anuncio oficial, para ser emitido en televisión, mediante la cuenta de la marca en YouTube. En el mismo, se usa la canción «#GETITRIGHT» del cuarto álbum de Cyrus, Bangerz, mientras esta usa unas medias rojas y un corazón hinchable con el que se cubre el torso desnudo. Dicho anuncio fue realizado con el fotógrafo y amigo de Cyrus, Terry Richardson.
El 28 de noviembre de 2014, Cyrus participó en un especial solidario del canal FOX. Bajo el título “Cause For Paws”, el proyecto tenía como objetivo ayudar a los animales sin hogar en Estados Unidos. El 3 de diciembre actuó en el festival de arte moderno-contemporáneo Art Basel en su edición de Miami, donde estuvo acompañada de The Flaming Lips para interpretar «Lucy In The Sky With Diamods», además del tema de Bangerz «Love Money Party» y otras versiones de artistas como Led Zeppelin o Johnny Cash, debido a que según la cantante, los asistentes no serían grandes fanáticos de su estilo musical pop. En dicha presentación, Cyrus uso un vestuario plateado con una peluca de serpentinas plateadas y también utilizó unas "pezoneras". En dicha presentación, Cyrus interpretó por primera vez una canción escrita y producida por ella misma, «The Twinkle Song», se trata de una balada al piano surgida a raíz de unos sueños que tuvo la artista, donde el gato fallecido de un amigo se le aparecía. En diciembre de 2014, recibió una nominación a los Premios Grammy 2015 por su cuarto álbum de estudio Bangerz.

### 2015:Happy Hippie Foundation, álbum experimental y otros proyectos

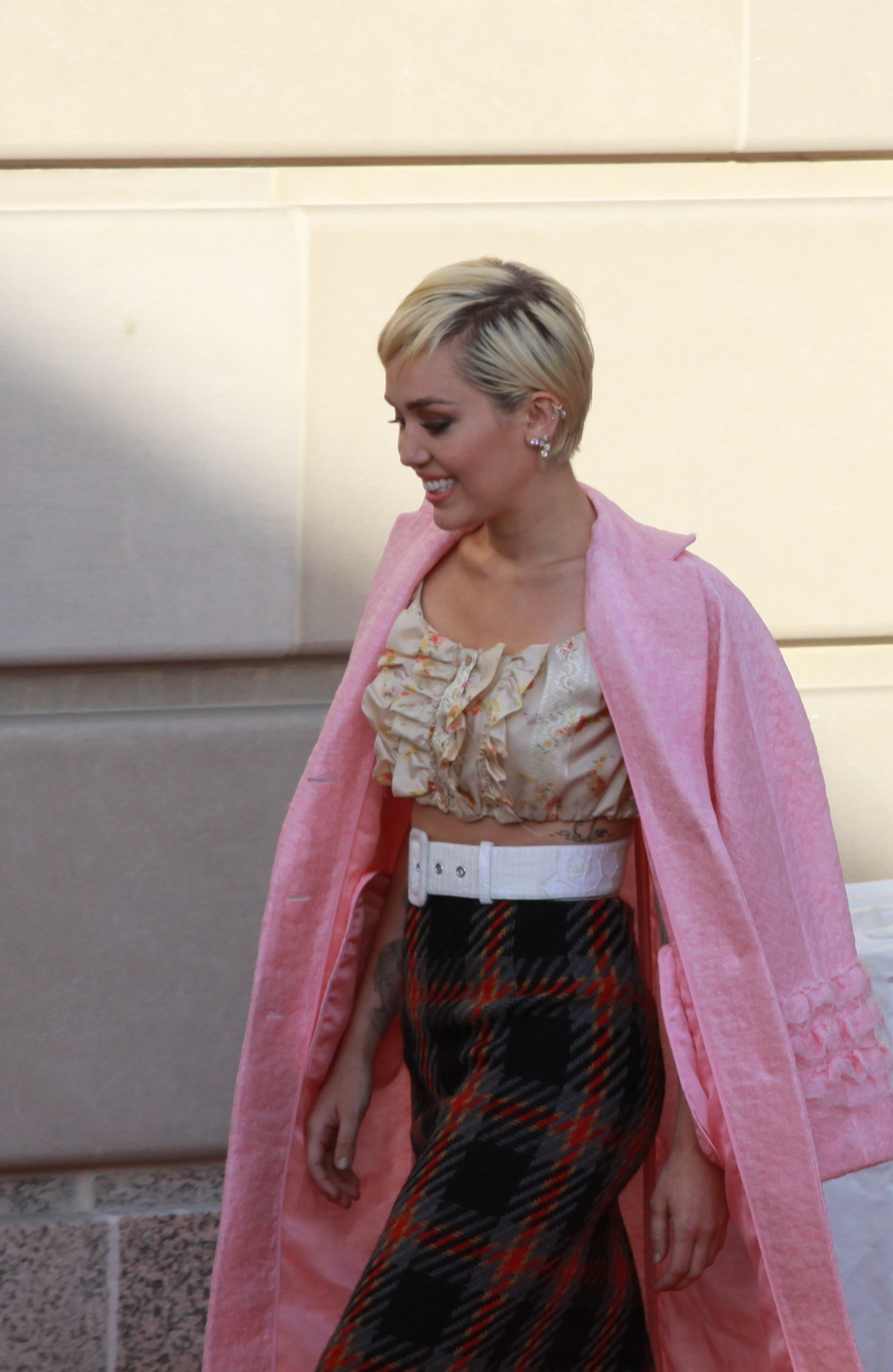
Cyrus en el Rock and Roll Hall of Fame Induction Ceremony 2015.

En diciembre de 2014 se sabía que Cyrus se encontraba trabajando en el que fue su quinto álbum de estudio, para el cual dijo «podría llevarme cinco años [realizar el álbum], (...) quiero que este bien hecho». Además, Cyrus se encuentra inmersa en el proyecto de su colaboración con MAC Cosmetics para obtener fondos contra el sida gracias a la puesta en venta de un pinta-labios de la línea "Viva Glam", en el cual también colaboraron personajes como Lady Gaga, Rihanna o Nicki Minaj en años anteriores. Esta campaña fue promocionada con distintas entrevistas en prensa escrita y en televisión, como el programa matinal Good Morning America, donde recalco que el verdadero objetivo de este proyecto es conseguir fondos para la investigación contra el sida. Un ejemplo de su promoción fue el pequeño anunció que se publicó mediante la cuenta de Instagram de la multinacional, donde Cyrus aparece en el mismo set en el cual se realizaron las fotografías mientras posa y luce el labial con la canción «Love Money Party» de Cyrus sonando de fondo. En enero de 2015 se dio a conocer que Cyrus había colaborado en la composición de una de las nuevas canciones del álbum Rebel Heart de la cantante estadounidense Madonna, dicha canción fue «Wash All Over Me», en la que además también participaron la propia Madonna Ciccone, Maureen McDonald y Tim Bergling. Poco después, en una entrevista con E! Online para la promoción de "Viva Glam", a Cyrus se le preguntó sobre el que sería su próximo álbum en aquel momento, a lo que contesto afirmando que se encuentra inmersa completamente en ello, y además, se le preguntó sobre su buena relación con Madonna y si habría un «esperado» dueto, a lo que la cantante dijo: «usted debe esperar a ver (...) Sé que todo el mundo quiere eso, ¿verdad? Hicimos algo juntas a principios de año y estamos seguras de que no vamos a descartarlo». El 15 de febrero de 2015, Cyrus participó en un programa especial de Saturday Night Live por su 40 aniversario en antena. En dicho programa, Cyrus rindió tributo a Paul Simon interpretando su tema «50 Ways to Leave Your Lover», por el cual la cantante recibió halagos de la crítica musical.
A partir de la primavera de 2015, Cyrus cuenta con su propia sección en la revista americana V, de la cual ha sido portada en varias ocasiones y con la que mantiene una buena relación profesional. En esta sección titulada "Diary Of A Dirty Hippie", Cyrus mostrará cada mes su visión del mundo y compartirá imágenes exclusivas de su vida personal. El 18 de abril de 2015, Cyrus fue invitada a la gala anual del Rock and Roll Hall of Fame, celebrada en el Public Auditorium de Cleveland, para llevar a cabo la inducción al museo, dedicado al recuerdo y memoria de los artistas más famosos e influyentes en la industria musical a través del género de la música rock, de la cantante y amiga de Cyrus, con la que ha colaborado y honorado en pasadas ocasiones, Joan Jett. En dicho evento, Cyrus expuso un discurso en honor a la cantante rockera afirmando: «Al principio, tener que inducir a Joan Jett en el legendario Salón de la Fama del Rock fue abrumador. Había mucho que podría decir y ella acaba de tener su vida en la música que es raro. (…) Joan Jett es una supermujer, lo que una supermujer debería ser! Ella tiene una carrera de décadas y ha hecho muchas cosas, no solo como mujer sino como una humana en este planeta. (…) La vida de Joan Jett llena de éxitos es una prueba de que no podemos parar de evolucionar. Quiero darle las gracias por luchar por nuestra libertad a Joan, a la que amo tanto». Además, Cyrus junto con Jett interpretaron juntas clásicos como «Bad Reputation» o «Cherry Bomb», para poco después unirse con Tommy James para cantar «Crimson & Clover» a lo largo de la prestigiosa ceremonia.
En mayo de 2015 se publicó, gracias a la revista Billboard, que Cyrus conjuntamente con la banda The Flaming Lips, que ya habían colaborado anteriormente, estaban preparando un álbum con siete canciones estilo punk-rock que escribieron y grabaron juntos en el último año en Los Ángeles. En la entrevista concedida por Wayne Coyne a la revista estadounidense afirma que el EP está influido por el estilo rock psicodélico que tanto lo caracteriza a él y a su banda, asimismo, Pink Floyd y Portishead fueron una gran influencia para el proyecto. En agosto de 2015 Cyrus, al ser portada de la revista Marie Claire, realizó unas declaraciones acerca de sus próximos proyectos musicales donde afirma tener la intención de liberar su nuevo proyecto de forma gratuita si desde su discográfica, RCA Records (Sony Music), no apoyan este nuevo álbum. Pocos días después desde Billboard se aclaró que estas declaraciones hacían referencia al EP con la banda americana. Desde la discográfica y Adam Leber, mánager de Cyrus, afirman a la revista que «No es un álbum de Miley (...) Es un proyecto en el que está trabajando con los Flaming Lips. Es increíble, increíble, la gente solo tiene que entender que no es un proyecto típico de Miley. No queremos que haya confusión en el mercado». Asimismo el director ejecutivo de la RCA, Peter Edge, se negó a comentar sobre el lanzamiento del EP con Flaming Lips, pero confirmó a Billboard que «sin duda Miley esta con RCA (...) tenemos una gran relación y no hay ningún desacuerdo». Así Cyrus se encuentra inmersa en dos proyectos musicales simultáneos, el EP con Flaming Lips y su propio álbum de estudio.
El 5 de mayo, después se asistir a la Met Gala en Nueva York, Cyrus visitó el programa Good Morning America para promocionar su fundación Happy Hippie para intentar recaudar fondos para la lucha contra las desigualdades sociales entre la juventud de Estados Unidos. Asimismo, declaró que todo lo que se recaude con el merchandising que se encuentra a la venta en la página web de la ONG será íntegramente utilizado para el proyecto. Como gesto, anunció la llegada de una serie de vídeos musicales llamados The Backyard Sessions. Como ya hizo en 2012, se trata de unos vídeos donde Cyrus actúa en su propio jardín, en esta ocasión, acompañada de otras personalidades de la música como Joan Jett, Ariana Grande, Laura Jane Grace y Melanie Safka. La idea es utilizar los vídeos como método para promover los donativos para la causa. El primer vídeo en publicarse, mediante Facebook, fue el de Joan Jett, que con Cyrus, interpretaron «Different».
El 13 de mayo de 2015, Cyrus actuó en el concierto benéfico "No Adult Swim Party" en Nueva York. En dicha presentación la cantante aprovecho para hacer un breve discurso sobre las desigualdades sociales y promovió la causa de su fundación Happy Hippie. Asimismo, interpretó hasta 14 canciones, algunas de su propia discográfica y versiones de otros artistas, fueron estas (orden cronológico): «#GETITRIGHT», «SMS (Bangerz)», «Do My Thang», «A Boy Named Sue» (Johnny Cash cover), «4x4», «50 Ways To Leave Your Lover» (Paul Simon cover), «No Freedom» (Dido cover), «Babe, I’m Gonna Leave You» (Led Zeppelin cover), «Drive», «Tiger Dreams» (con The Flaming Lips), «A Day In The Life» (Beatles cover, con The Flaming Lips), «My Neck, My Back» (Khia cover), «We Can’t Stop» y «Love Money Party». La interpretación causó furor por la estética de mariposa utilizada por la cantante, que uso hasta unas alas gigantes para su vestuario, así como fumar en pleno concierto.
El 17 de junio de 2015, después de la participación de Cyrus en la gala Amfar donde fue galardonada por su labor solidaria, en parte por la fundación Happy Hippie y su apoyo a la comunidad LGTB, se estrenó el vídeo musical del sencillo de Madonna «Bitch I'm Madonna», donde Cyrus aparece en un breve cameo, al igual que Beyonce, Katy Perry, Nicki Minaj, Kanye West o Rita Ora. Según Billboard, la unión de todas estas estrellas de la música es el evento masivo de la cultura pop. Asimismo, la revista coloco el videoclip como uno de los mejores del año. El 25 de junio se anunció la participación de Cyrus en la película-documental del diseñador de moda, y amigo de la cantante, Jeremy Scott. La partición de la artista en Jeremy Scott: The People's Designer es un cameo donde ofrece su punto de vista de su amigo y como ha sido trabajar juntos.

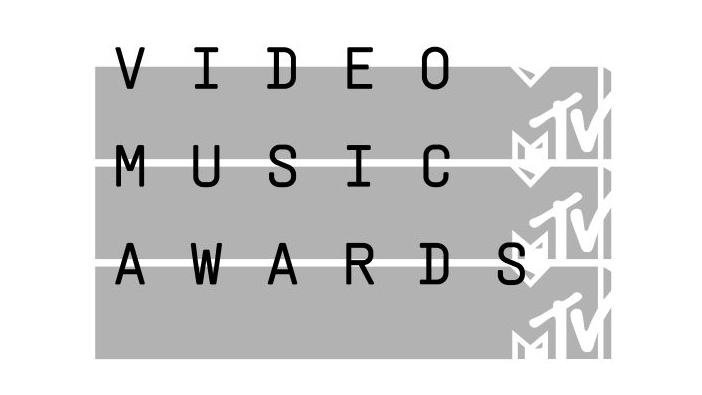
Cyrus utilizó su conducción en los VMAs 2015 como plataforma para anunciar el lanzamiento gratuito de su nuevo proyecto musical Miley Cyrus and Her Dead Petz.

El 20 de julio de 2015 se anunció que Cyrus fue la anfitriona de la gala de los MTV Video Music Awards de 2015, celebrados desde el Microsoft Theatre de Los Ángeles el 30 de agosto. Anunciado mediante las redes sociales, tanto por Cyrus como MTV, la noticia rápidamente se convirtió en trending topic a nivel mundial. Asimismo, MTV publicó un artículo con 7 razones por las cuales Cyrus es la perfecta presentadora para dicha celebración, postura en la que coincidieron también desde la prestigiosa revista Time, desde donde consideran a Cyrus la verdadera estrella de las pasadas galas y es que concluyen: «Los Video Music Awards necesita a un tipo franco, sin complejos y que dé emociones descomunales, una estrella sin miedo a parecer tonta como Cyrus ofrece. Sin ella, serían los Grammy». Poco después del anuncio, la Parents Television Council realizó una petición para que la cantante no presentase la gala por considerarla inapropiada para los niños, o que por lo menos el espectáculo presentado por Cyrus fuese catalogado para mayores de edad por prudencia a causa de las controversias del 2013. El 30 de junio se anunció mediante las redes sociales que Cyrus volvería a ser la imagen de MAC Cosmetics para la línea caritativa "Viva Glam" con un nuevo labial, esta vez rojo, siendo así la primera artista en ser la imagen de la campaña solidaria dos veces seguidas.
En agosto de 2015 se anunció a Cyrus como portada de la edición de septiembre de la revista Marie Claire donde confesó lo duro que fue realizar la serie que le dio la fama, puesto que las exigencias físicas para interpretar ese papel llegaron a causarle dismorfia. Según la cantante: «durante tantos años me dijeron cómo una chica debía ser (...) Desde que tenía once años, el tema era 'eres una estrella del pop! Eso significa que tienes que ser rubia, tienes que tener el pelo largo, y tienes que vestir ropa ajustada y brillante». Las palabras de Cyrus revelan que jugar a ser «una chica de 16 años con una peluca y toneladas de maquillaje» afectó a su manera de percibirse a sí misma, criticando así aquella época de su vida en la que la ansiedad y la presión por trabajar en la serie le jugaron malas pasadas. Asimismo, poco después se anunció a Cyrus como una de las anfitrionas del Saturday Night Live en su temporada 41 a estrenarse en octubre en la NBC, siendo así la persona en realizar el primer programa. El 26 de agosto Cyrus fue invitada al programa de Jimmy Kimmel para promocionar la gala de los MTV VMA que se celebra poco después. La visita Cyrus al programa fue trending topic mundial, por su vestuario al dejar ver su torso desnudo exceptuando una chaqueta y unas pezoneras, y por la broma que realizó disfrazada de periodista y preguntando a los hollywoodenses que opinaban sobre ella en plena calle.
El 30 de agosto de 2015 se celebró la gala de los MTV Video Music Awards 2015, en los cuales Cyrus fue la anfitriona. La presencia de la cantante fue trending topic durante toda la noche, por sus estilismos y por la sorpresa preparada al final de la gala. Para cerrar la ceremonia, Cyrus realizó una actuación sorpresa de su nuevo sencillo «Dooo It!» acompañada de 30 Drag Queens con un estilismo psicodélico. Desde MTV elogiaron la actuación realizada por Cyrus, diciendo que la puesta en escena va más allá que llamar la atención, dicen que el uso de los transformistas y la letra de la canción es un llamamiento a la libertad de expresión, y es que «tenía significado e intención». Al final de la presentación, la cantante anuncio la puesta en libertad, de forma gratuita, de su nuevo álbum Miley Cyrus and Her Dead Petz mediante su página web oficial, quedando colapsada a los pocos minutos. Este nuevo proyecto es una colaboración entre Cyrus y la banda estadounidense de rock psicodélico, The Flaming Lips, con la que Cyrus ya ha colaborado en el pasado y tiene una amistad públicamente documentada con el líder de la banda, Wayne Coyne. En una entrevista para New York Times la cantante afirma que este nuevo disco es un regalo a sus fanáticos y una nueva forma de expresarse apartada de su proyecto con su discográfica RCA Records. Con un total de 23 canciones, donde colaboraron artistas como Big Sean o Sarah Barthel de Phantogram, Cyrus afirma que la realización del disco ha supuesto una inversión de cincuenta-mil dólares, a diferencia de los millones que supuso su cuarto álbum de estudio lanzado en 2013. El álbum obtuvo 17 millones de reproducciones en SoundCloud durante los tres primeros días desde su puesta en libertad gratuitamente. En septiembre desde Billboard se publicó que la cantante ya había comenzado a trabajar en el que sería su próximo álbum con RCA Records, teniendo de nuevo a Mike Will Made It como productor. Así, se supo que Mike Will había producido ocho canciones de doce que compondrían este nuevo trabajo de la cantante con su discográfica.
El 13 de septiembre, Cyrus mediante su cuenta de Instagram confirmó su participación en la banda sonora de la película a estrenarse en cines en octubre, Freeheld protagonizada por Julianne Moore y Elliot Page, con una canción escrita por la compositora Linda Perry y producida por Kerry Brown titulada «Hands of Love». Así, el 30 de septiembre se anunció el lanzamiento de la canción para el 2 de octubre. A mediados de septiembre de 2015, la cantante estuvo promoviendo la salvación de los lobos en peligro de extinción del Canadá en la zona de British Columbia donde estaban siendo asesinados, viajando al lugar para hacer campaña en contra del maltrato animal. El 3 de octubre la cantante ejerció de anfitriona e invitada musical en el programa de televisión Saturday Night Live, realizando varios sketches e interpretando en vivo las canciones «The Twinkle Song» al piano y «Karen Don't Be Sad». Ambas actuaciones contaron con extravagantes vestuarios y la participación de la banda Flaming Lips en directo. La participación de Cyrus en el programa, que estrenaba su nueva temporada, fue trending topic mundial durante toda la noche. El estreno de temporada obtuvo una gran audiencia, aumentado en un 13 % respecto a la anterior, según los críticos, gracias a la participación de Cyrus y Hilary Clinton. Después la emisión del programa, Cyrus anunció que a finales de ese mismo año estaría realizando una pequeña gira, denominada Miley Cyrus & Her Dead Petz Tour, por Estados Unidos junto con The Flaming Lips para promover su álbum experimental gratuito lanzado en agosto.
En noviembre de 2015 Cyrus fue nombrada como una de los finalistas para ser reconocida como la Persona del Año para la revista defensora de los derechos LGBT, The Advocate, por sus las acciones llevadas a cabo durante el año, comenzando por crear su propia fundación y exponer su punto de vista para concienciar a la gente. Poco después, la cantante asistió a la gala de los Vanguard Awards en Los Ángeles, donde fue galardonada con este premio, ofreciendo un discurso en defensa de la comunidad LGBT y la libertad de expresión. En diciembre de 2015 fue nombrada por la revista británica NME como una de las Personas del Año, por su actividad artística y por la gran labor solidaria realizada durante ese año junto con su propia fundación y su implicación en otras causas caritativas. Asimismo según el medio Cyrus es todo un ejemplo por «rechazar lo establecido y celebrar la diversidad».

### 2016: Vuelta a la interpretación y debut enThe Voice
El 26 de enero de 2016 se confirmó la participación de Cyrus como protagonista de una nueva serie de televisión dirigida y coprotagonizada por el director y ganador del premio Óscar, Woody Allen. Asimismo, Cyrus estará acompañada por la actriz Elaine May. Se trata de un proyecto junto con Amazon Studios, arrancando las grabaciones de la serie, de seis episodios ambientados en los años sesenta de media hora de duración que estarán dirigidos y escritos en su totalidad por Allen, en marzo de ese mismo año. Así, la cantante volverá a ejercer su faceta de actriz, mostrándose muy entusiasmada en sus redes sociales afirmando que este será un buen año para su carrera.
El 3 de febrero se publicó la involucración de la cantante en la décima temporada de la versión estadounidense del talent show The Voice, ayudando a Adam Levine, Blake Shelton, Pharrell Williams y Christina Aguilera en las primeras fases del programa, ejerciendo de asesora de los diferentes equipos que forman los cuatro coaches. En unas declaraciones de Paul Telegdy, Presidente de NBC Entertainment, se mostró entusiasmado con la participación de Cyrus en el programa, afirmando que «Cuando Miley habla todo el mundo presta atención. Nuestros artistas son muy afortunados de tener el beneficio de sus instintos y su sabiduría (...) Nuestros televidentes podrán disfrutar de una mirada al interior de una de las mentes más brillantes de la música y de la industria del entretenimiento que está a la vanguardia de la cultura pop». Asimismo, tras esta nueva experiencia, Cyrus fue anunciada como nueva coach en la siguiente temporada del programa a realizarse a finales de 2016, dando lugar un nuevo proyecto televisivo para la cantante, quien afirmó estar muy contenta con su participación en el talent show porque «da esperanzas a las personas de ser lo que quieren ser». Así, se convirtió en el coach más joven en la franquicia a nivel mundial. El 31 de mayo de 2016, la cantante participó en el estreno del programa de NBC Maya & Marty, donde Cyrus actuó en directo, con un elegante traje negro con chistera, una versión de «I'm Your Man» de Leonard Cohen y después junto con la presentadora del programa, «I’m A Woman» de Peggy Lee. Gracias a las dos versiones, Cyrus recibió muy buenas críticas. La participación de la cantante también se extendió en un sketch. Asimismo, la aparición de Cyrus en el programa fue trending topic mundial.
En septiembre de 2016, Cyrus estuvo promocionando su participación en The Voice y en la serie de Woody Allen Crisis in Six Scenes. Entre los actos promocionales, estuvo presente en el Today Show y en The Tonight Show Starring Jimmy Fallon, donde cantó un tema de Bob Dylan, "Baby, I’m In the Mood for You". Su interpretación fue elogiada por la crítica y público. El 23 de septiembre Cyrus apareció por sorpresa en el iHeartRadio Music Festival celebrado en Las Vegas para interpretar junto al cantante británico Billy Idol su éxito «Rebel Yell» a dúo, siendo uno de los momentos más comentados y alabados de la noche. Poco después, el 29 de septiembre Cyrus fue la presentadora del programa The Ellen Show del 29 de septiembre debido a que la presentadora oficial y amiga de Cyrus, Ellen DeGeneres, se encontrase enferma e indispuesta para presentarlo y le pidió a la cantante que la sustituyese como anfitriona. Poco después fue anunciado que, Cyrus junto con otras personalidades, será premiada con el premio Honorífico - Solidario Power of Women otorgado por Variety debido a su lucha filantrópica y feminista. Por otra parte, Cyrus estuvo haciendo campaña por la candidata demócrata Hillary Clinton en la Universidad George Mason en el condado de Fairfax (Virginia) de cara a las Elecciones presidenciales de Estados Unidos de 2016. Poco después formó parte de un acto en tributo al actor y humorista, con el que trabajo Cyrus, Bill Murray en Nueva York. Poco después, durante la recta final del programa The Voice donde la cantante estuvo ejerciendo de juez, Cyrus se presentó junto con la cantante “country”, y madrina, Dolly Parton para interpretar su clásico «Jolene», siendo una de las actuaciones con mayor repercusión del talent show. Asimismo, poco después de la final del programa, Cyrus fue escogida como la mejor juez de un talent-show en 2016. Poco después, el 16 de diciembre Cyrus fue premiada por PETA con el premio honorífico PETA's Annual Libby Award en la categoría "Mejor voz para los animales" gracias a su lucha animalista y solidaria.

### 2017:Younger Nowy regreso a los escenarios

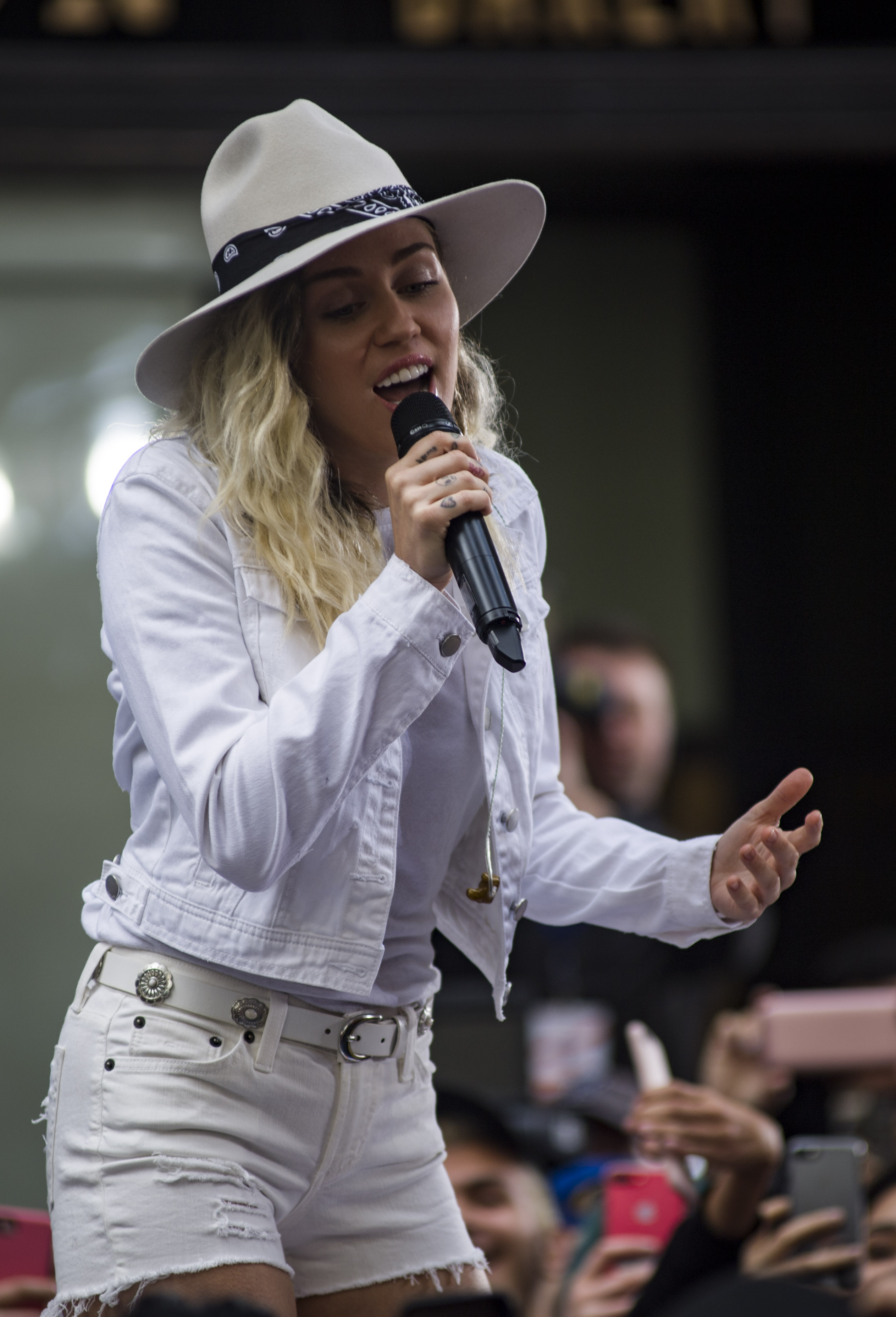
Cyrus promocionando su nuevo sencillo «Malibu» durante el Today Show en Nueva York (2017).

En abril de 2017, fue confirmado el cameo de Cyrus en la película Guardianes de la Galaxia vol. 2, donde prestaría su voz a uno de los personajes, abriendo la posibilidad de su incorporación a la saga en futuras entregas.
El 4 de mayo de 2017 fue anunciado que Cyrus lanzaría el primer sencillo de su sexto álbum, «Malibu», el 11 de mayo de 2017, en exclusiva en un reportaje de portada para la revista Billboard. En la entrevista la cantante afirmó ser una persona diferente y sentirse ilusionada con su nuevo proyecto, diciendo: «Este álbum en el que estoy trabajando es como un súper yin & yang. Estoy en equilibrio ahora. Decidí que nunca más iba a grabar un álbum con fechas límites, etiquetas, y personas diciéndome cuanto debía de tardar». Asimismo, Cyrus expone que esta nueva etapa de su carrera tenderá un estilo más "country" y sencillo, con una nueva imagen sin excesos de desnudos, dejando las polémicas atrás debido a que quiere ser tomada en serio como cantautora.
La primera actuación en directo por televisión del sencillo tuvo lugar el 21 de mayo durante la gala de los Billboard Music Awards 2017. La actuación fue muy sencilla, con Cyrus vestida de blanco, realizando una versión más "country" y "acústica" que la versión de estudio, recibiendo las alabanzas del público y la crítica por su talento vocal. La actuación fue considerada como la segunda mejor de la noche por Billboard, mientras que fue la más comentada de la gala en las redes sociales. El 23 de mayo, Cyrus volvió a interpretar «Malibu», esta vez durante la final de The Voice en su edición estadounidense donde fue coach. Asimismo, la cantante al inicio de la presentación dio unas palabras relacionadas con el Atentado de Mánchester sucedido el 22 de mayo durante un concierto de la cantante Ariana Grande, diciendo: «Me gustaría dedicar esta canción a mi buena amiga Ariana Grande y todos los que experimentaron ese horrible ataque».

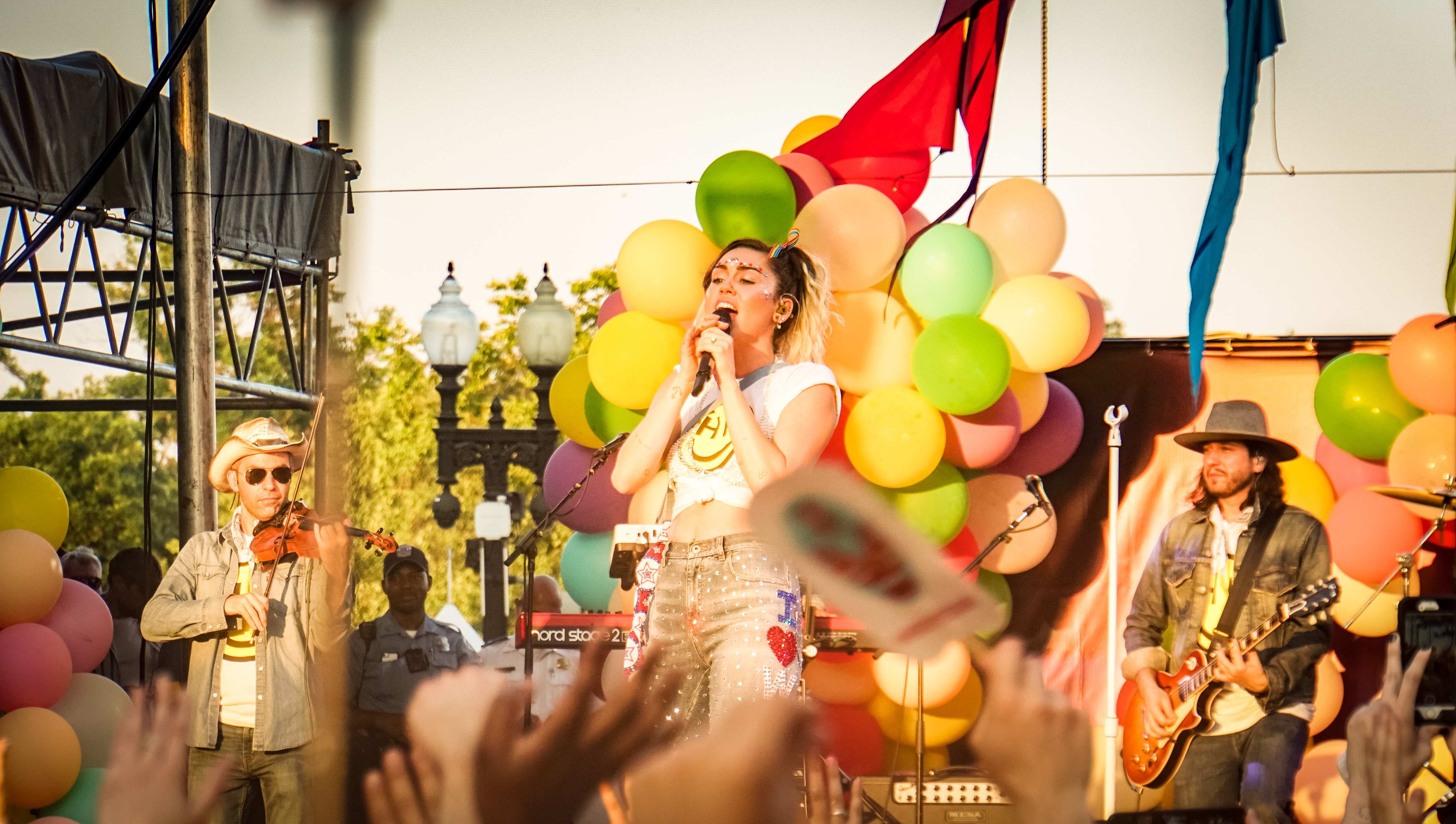
Cyrus actuando durante las fiestas del Orgullo Gay en Washington D. C.

El 4 de junio, Cyrus participó en el evento que tuvo lugar en Mánchester, un concierto benéfico llamado "One Love Manchester" para rendir tributo a las víctimas del atentado y recaudar fondos para las familias afectadas, donde asistieron cerca de 55 000 personas. En mencionado evento participaron una gran variedad de artistas como Coldplay, Katy Perry, Black Eyed Peas, Justin Bieber, Robbie Williams y Take That entre otros. Este concierto fue organizado por Ariana Grande junto con la BBC. Durante el concierto, Cyrus actuó en tres ocasiones, primero junto a Pharrell Williams para interpretar juntos «Happy», después ella sola interpretó una nueva canción llamada «Inspired», una balada pacifista con la que la cantante se emocionó. Finalmente, Cyrus se unió a Ariana Grande para cantar juntas la versión «Don't Dream It's Over», mostrándose muy emocionadas por enviar un mensaje de amor y paz ante el terrorismo. Al final del concierto, Grande interpretó «One Last Time» junto con todos los artistas invitados en el escenario junto a ella. En junio de 2017, Cyrus se asoció con a la marca de calzado Converse para lanzar una línea de zapatillas con motivo del Orgullo Gay, con un diseño basado en los colores del arco-iris y símbolos pacifistas con el objetivo de reivindicar la integración de la comunidad LGBTQ en la sociedad.
El 8 de agosto de 2017 fue anunciado que el sexto álbum de estudio de Cyrus se titularía Younger Now, con fecha de lanzamiento programada para el 29 de septiembre de ese mismo año. Este anuncio fue lanzado desde la página web oficial de Cyrus, mostrando una nueva imagen ambientada en el género musical country. Asimismo, la noticia de la llegada del nuevo proyecto de la cantante sucedió justo después de anunciar que Cyrus estaría actuando nuevamente en la gala de los MTV Video Music Awards de 2017 a realizarse en Los Ángeles, donde además el primer sencillo del disco, «Malibu», había recibido una nominación. Del mismo modo, fue anunciado que Cyrus volverá como entrenador en la temporada 13 del ‘talent’ The Voice después de tomar un descanso de una temporada. El 24 de agosto fue anunciado que Cyrus sería la portada del nuevo álbum fotográfico del artista David LaChapelle, "Lost and Found", mostrando la imagen en la cual la cantante aparece como un hada desnuda acompañada de varias rosas y un maquillaje vistoso.

Cyrus presentó por primera vez «Younger Now» en vivo durante los MTV VMAs 2017 realizado en Los Ángeles en agosto.

El 27 de agosto de 2017, se celebraron los VMAs 2017 con la anfitriona Katy Perry, quien presentó la presentación de Cyrus iniciando su actuación. Cyrus interpretó por primera vez en vivo el segundo sencillo del álbum, «Younger Now», vistiendo un mono de estilo "country" rosa y peinada con un tupé, simulando la estética del videoclip rodeada de sus bailarines de la tercera edad con quien interactúa a lo largo de los cuatro minutos que duró su momento, así como unos niños pequeños montados en unas motos en miniatura, mientras desde el techo del estadio colgaba un letrero iluminado donde se podía leer el título de la canción así como el nuevo álbum. Cyrus fue ovacionada por el público recibiendo comentarios positivos por su presentación y calidad vocal. Para la revista Rolling Stone : “Miley Cyrus se mantuvo fresca durante los MTV Video Music Awards de 2017, volviendo a una interpretación más centrado en lo vocal de su sencillo, "Younger Now" (...) mostrando su proeza vocal (...) La mirada estaba muy lejos del dúo polémico de Cyrus con Robin Thicke en el VMAs de 2013 ”.
El 15 de septiembre, Cyrus ofreció un concierto acústico grabado en los Rainbowland Studios donde la cantante creó el que era su nuevo disco. En dicho recital interpretó «Malibu», «Younger Now», «Party in the USA», «See You Again» y una versión de «The First Time Ever I Saw Your Face» de Roberta Flack, todo ello para la BBC Radio 1 en su programa Live Lounge. El 29 de septiembre Cyrus ofreció en Nashville una fiesta en un local típico de la ciudad del country, con motivo del lanzamiento del álbum. En dicho evento la cantante firmó discos y autógrafos a los centenares de fanáticos congregados en el lugar. Asimismo, interpretó varias de sus canciones, así como viejos éxitos y versiones de otros artistas. Del mismo modo, contó con la colaboración de su padre Billy Ray Cyrus durante algunas de las presentaciones, ofreciendo un concierto intimo para sus seres queridos y seguidores. Asimismo, al día siguiente la cantante se presentó por sorpresa durante un concierto de Billy Joel en el Madison Square Garden de Nueva York, uniéndose al cantante y su banda para interpretar algunas de las canciones del neoyorquino. Al día siguiente, 2 de octubre, Cyrus inicio su semana como estrella invitada en el programa de Jimmy Fallon "The Tonight Show" para la promoción de su disco, pero con motivo del Tiroteo de Las Vegas, Cyrus decidió no cantar ninguna canción nueva, sino que interpretó su sencillo de «The Climb» en honor a las víctimas. Asimismo, la cantante se unió al actor Adam Sandler para interpretar la canción «No Freedom» con el mismo objetivo. El 25 de octubre se supo que Cyrus estaría colaborando como productora del documental "Lost in America", donde se daría visión a las dificultades y la vida de los jóvenes sin hogar y la comunidad LGTBI en los Estados Unidos.
El 4 de noviembre, Cyrus fue la invitada musical del programa de televisión Saturday Night Live, donde interpretó por primera vez en vivo dos canciones de álbum, "Bad Mood" y "I Would Die for You". Para la primera presentación la cantante utilizó un vestido negro largo con mangas y top de rejilla con el cabello suelto y para la segunda actuación, utilizó un corsé blanco a conjunto con unos pantalones también blancos y peinada con la melena semirecogida. Ambas presentaciones fueron alabadas por la crítica por su calidad vocal e interpretación, recibiendo del mismo modo comentarios positivos del público. A finales de noviembre, Cyrus actuó junto con su equipo de The Voice, interpretando una versión del clásico de Shania Twain, «Man! I Feel Like a Woman!», recibiendo buenas críticas e incluso las alabanzas de la propia Twain. Cyrus volvió a cantar en diciembre de 2017 durante la final del talent-show, junto con la concursante de su equipo, y finalista del concurso, Brooke Simpson para interpretar «Wrecking Ball».

### 2018-2019: Otros proyectos,She Is Comingy divorcio

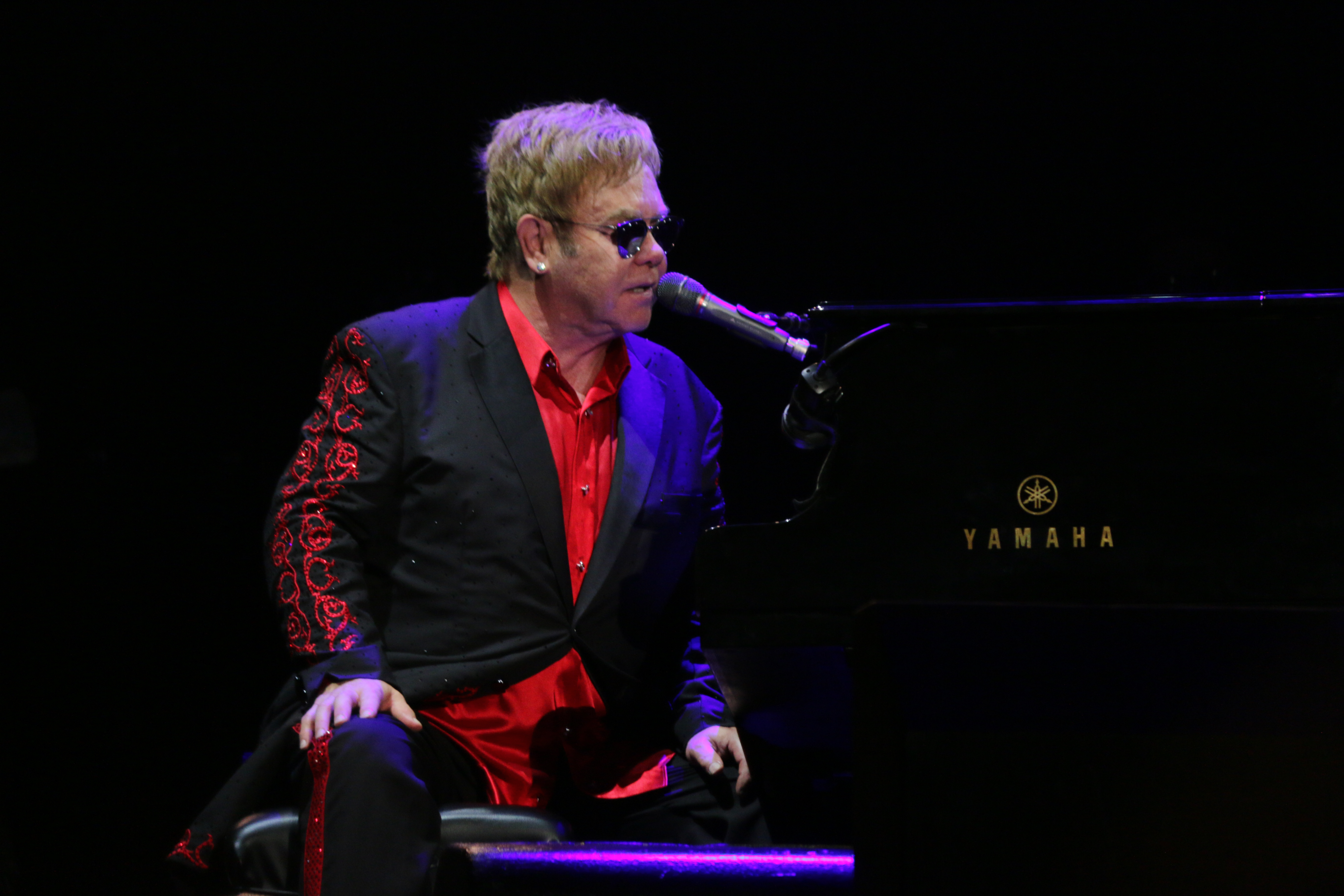
Cyrus actuó junto a Elton John durante los Premios Grammy de 2018. Asimismo, le rindió homenaje en una gala especial organizada también por The Recording Academy en Nueva York.

El 26 de enero de 2018, Cyrus volvió a aparecer después de las fiestas navideñas en dos ocasiones. La primera fue en el programa The Late Show with Stephen Colbert para promocionar su participación con Elton John en los Premios Grammy, y la segunda para actuar en la gala benéfica Music Cares en el Radio City Music Hall de Nueva York, interpretando la canción «Landslide» de Fleetwood Mac, a quien se rindió tributo.
Como se había anunciado, el domingo 28 de enero se celebraron en el Madison Square Garden de la ciudad de Nueva York los Premios Grammy, donde Cyrus protagonizó uno de los momentos más comentados de la ceremonia: su actuación junto a Elton John del clásico «Tiny Dancer». Con un vestido rojo de gran falda y John al piano, ambos interpretaron esta balada del británico, siendo considerada una de las mejores actuaciones de la noche, conmoviendo al público y a la crítica musical.
En marzo fue anunciada la colaboración de Cyrus en el álbum homenaje a Elton John, interpretando dos canciones del artista británico: «Don’t Let The Sun Go Down On Me» y «The Bitch Is Back». El 24 de marzo Cyrus participó en la manifestación March for Our Lives en Washington D. C. para reclamar una mayor regulación y control del mercado de armas en Estados Unidos, interpretando su canción «The Climb» que reunió a más de un millón de personas solo en la capital estadounidense. El 30 de marzo fue publicada una sesión fotográfica exclusiva para Vogue protagonizada por Cyrus con la temática de la Pascua, afirmando que cada festividad se celebrará con una nueva sesión fotográfica.
El 8 de abril Cyrus, junto con su fundación Happy Hippie, fueron homenajeados en la gala solidaria por el 30 aniversario de la organización My Friends Place celebrada en el Hollywood Palladium, por su labor para mejorar la vida de los jóvenes sin hogar en Estados Unidos así como su apoyo a la comunidad LGTB. El 10 de abril fue emitido el especial Grammy Salute en honor a Elton John, celebrada en el The Theater at Madison Square Garden, donde Cyrus realizó el número de apertura de la gala interpretando la canción «The Bitch Is Back» del británico. El 2 de mayo fue lanzada una colección diseñada por Cyrus para Converse, tanto de calzado como prendas de ropa, siendo un lanzamiento mundial. Para la promoción de esta nueva línea de moda, Cyrus fue la invitada especial de Jimmy Kimmel en su programa el mismo día del lanzamiento. Debido al éxito de la colección, fue anunciada una nueva, pero esta vez, con motivo del Orgullo Gay, siendo lanzada durante el mes de junio, como ja hizo en el pasado. Los beneficios de esta nueva colaboración serán destinados a asociaciones benéficas que luchan por la libertad del colectivo LGTB como la propia fundación de Cyrus, Happy Hippie. A finales de mayo fue anunciado que la Animal Rights National Conference estadounidense, premiará a la cantante con el Celebrity Advocate Award, por su lucha por los derechos de los animales y visibilizar veganismo. El 21 de junio fue emitida la actuación de Cyrus durante una gala homenaje al actor George Clooney, donde interpretó una versión de «Man of Constant Sorrow». El 26 de junio de 2018, Mark Ronson reveló que estaba trabajando en «melodías desgarradoras» para el séptimo álbum de estudio de Cyrus. Otros colaboradores confirmados fueron Andrew Wyatt y Mike Will Made It. Asimismo, en junio de 2018 Cyrus realizó un «apagón» en todas sus redes sociales, borrando todas sus publicaciones de Instagram con motivo de los preparativos de su nueva música, mantenido el silencio en las plataformas a largo plazo. La cantante rompió su silencio tras los sucesos de los Incendios forestales en California de 2018, donde Cyrus fue una de las afectadas al perder su casa así como varias miles de personas y celebridades. En sus publicaciones, expresó su devastación por su comunidad y reconoció la seguridad de sí misma, su prometido y sus muchas mascotas, al tiempo que proporcionaba enlaces para que sus seguidores donaran tiempo, dinero y recursos a grupos y organizaciones benéficas en el esfuerzo por extinguir los incendios. Así, ofreció ayuda económica a los afectados mediante su fundación.

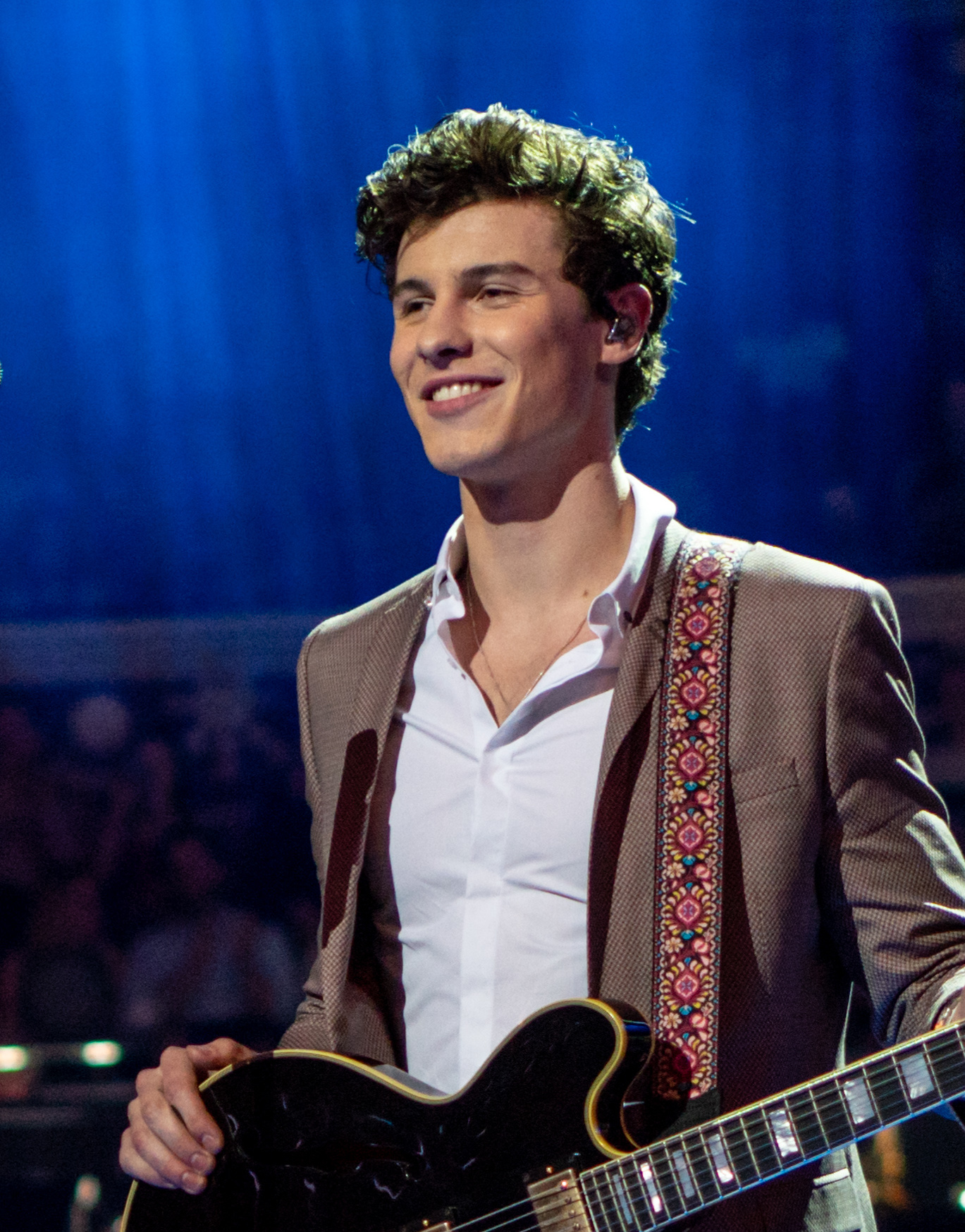
Cyrus actuó junto a Shawn Mendes durante los Premios Grammy de 2019.

Finalmente, tras varios rumores y comentarios, unos días después de su vigésimo sexto cumpleaños, Cyrus rompió su silencio total de 4 meses en las redes sociales para anunciar oficialmente su regreso al foco mediático mediante una colaboración musical con el productor Mark Ronson titulada «Nothing Breaks Like a Heart», que sería lanzada el 29 de noviembre. Para este anuncio, la cantante publicó breves adelantos de la canción y el videoclip. Asimismo, fue anunciada su tercera colección para Converse, realizando nuevos calzados y prendas de vestir de estilo deportivo. El 23 de diciembre de 2018 y luego de 10 años de relación, la Cyrus contrajo matrimonio junto su pareja en una ceremonia familiar en Nashville. Cyrus participó en un homenaje musical, celebrado en Los Ángeles en enero de 2019, al fallecido cantante Chris Cornell, volviendo a sorprender con su versatilidad.
A mediados de febrero la cantante participó en una gala musical benéfica organizada por MusicCares en homenaje a la cantante country y madrina de Cyrus, Dolly Parton. En dicha ceremonia, Cyrus interpretó junto al canadiense Shawn Mendes y Mark Ronson la balada de Parton «Islands In The Stream». Al domingo siguiente, tuvo lugar la gala de la 61.ª edición de los Premios Grammy, celebrada en el Staples Center de Los Ángeles, donde la cantante volvió a cantar con Mendes el sencillo «In My Blood» de este. Asimismo, volvió a unirse a Dolly Parton en otra actuación en reconocimiento a su trayectoria, interpretando a dúo «Jolene». En abril se publicó la canción «Earth» en la que colaboraron muchas otras personalidades con motivo de ser un sencillo solidario de carácter medioambiental. Algunos de los intérpretes colaboradores fueron, Ariana Grande, Katy Perry, Justin Bieber y Rita Ora.
A mediados de mayo fue anunciada la participación de Cyrus en la quinta temporada de la serie de Netflix Black Mirror, a estrenarse en junio. Para la banda sonora del episodio, Cyrus realizó dos canciones formando un pequeño EP, publicado oficialmente en plataformas digitales y streaming el 14 de junio. De este proyecto se lanzó un sencillo promocional con vídeo musical propio, «On a Roll», bajo el nombre artístico de Ashley O, el personaje de Cyrus en la serie. De este modo, la cantante se convirtió en la primera artista femenina de este siglo en entrar en las listas de Billboard con tres personajes diferentes: Miley Cyrus, Hannah Montana & Ashley O.

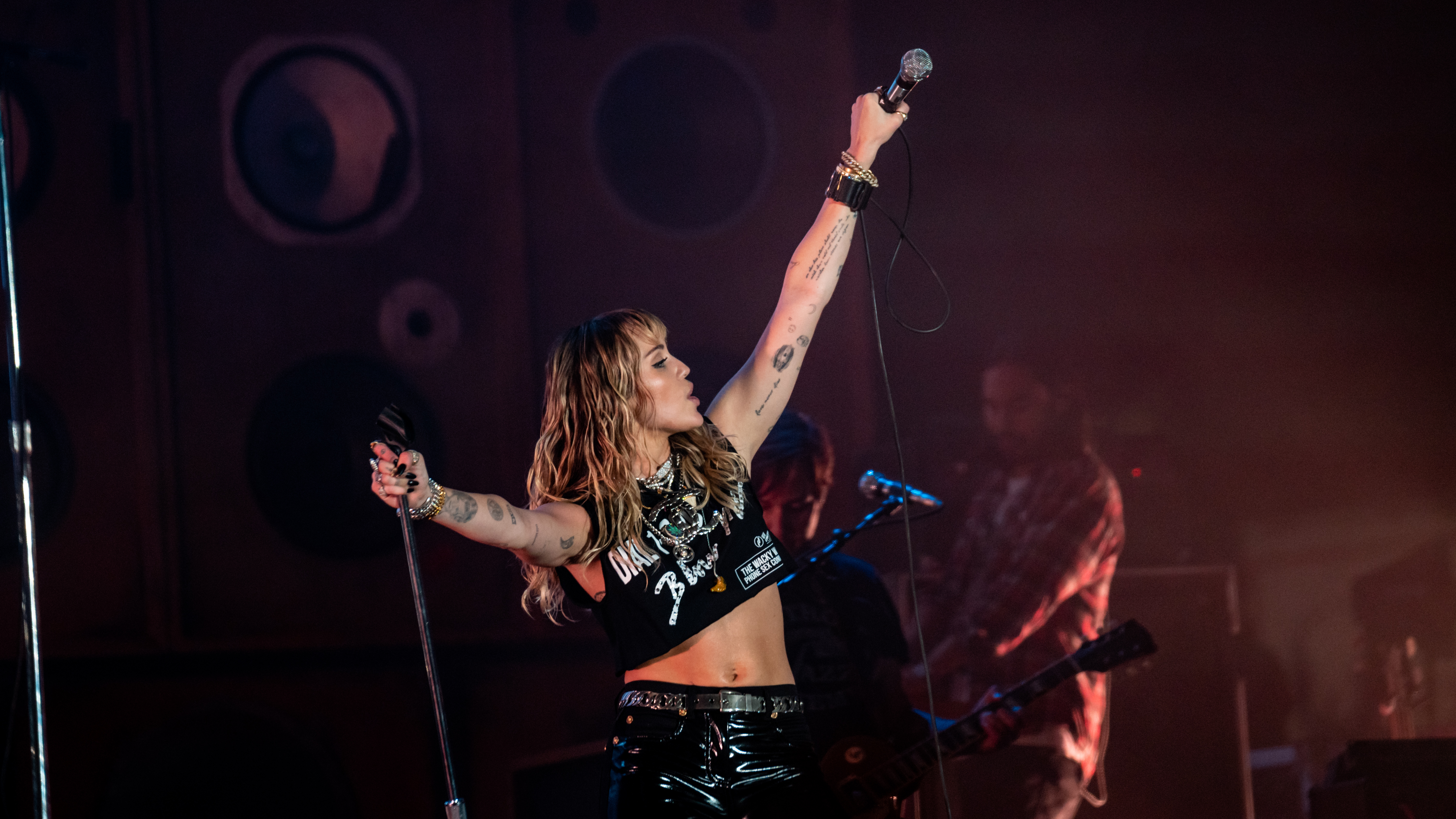
Cyrus durante el Primavera Sound de Barcelona (2019).

El 25 de mayo de 2019, Cyrus fue la cabeza de cartel del festival británico BBC Radio 1's Big Weekend, donde además de interpretar sus grandes éxitos, presentó en primicia tres nuevas canciones tituladas «Cattitude», «Dream» y «Mother's Daughter». Al día siguiente, la cantante anunció la publicación de su nuevo trabajo discográfico en forma de EP para el 31 de mayo de 2019, llamado She Is Coming, donde constan las tres canciones estrenadas en vivo en el concierto del día anterior. En una entrevista para Rolling Stone Magazine, Cyrus anunció que lanzará otras dos obras extendidas, afirmando que cada segmento es un capítulo totalmente diferente, denominadas She Is Here y She Is Everything a lo largo de 2019. Los tres EP conformarán el séptimo álbum de estudio de la cantante, She Is Miley Cyrus. El 27 de junio, se reveló que Cyrus había colaborado con Ariana Grande y Lana Del Rey en «Don't Call Me Angel», el sencillo principal de la banda sonora de la película Charlie's Angels de 2019. Fue lanzado el 13 de septiembre de 2019. En agosto de 2019, Cyrus lanzó «Slide Away», que fue su primera canción desde que anunció su separación de Hemsworth. La canción insinuó su ruptura y contenía letras como «Move on, no tenemos 17 años, ya no soy quien solía ser». Esta nueva canción fue interpretada en vivo por primera vez durante la gala de los MTV Video Music Awards en Nueva Jersey, donde su anterior sencillo «Mother's Daughter» había recibido dos nominaciones tras algunas polémicas iniciales con la elección de los candidatos anunciados en julio.

### 2020-2022:Plastic HeartsyAttention: Miley Live
El 15 de mayo de 2020, Cyrus mediante una presentación en vivo en Facebook Watch durante el evento Celebrate The Class Of 2020, interpretó su canción The Climb y dio un breve discurso a todos los graduados de la generación del 2020 que no pudieron realizar su graduación debido a la pandemia del coronavirus.

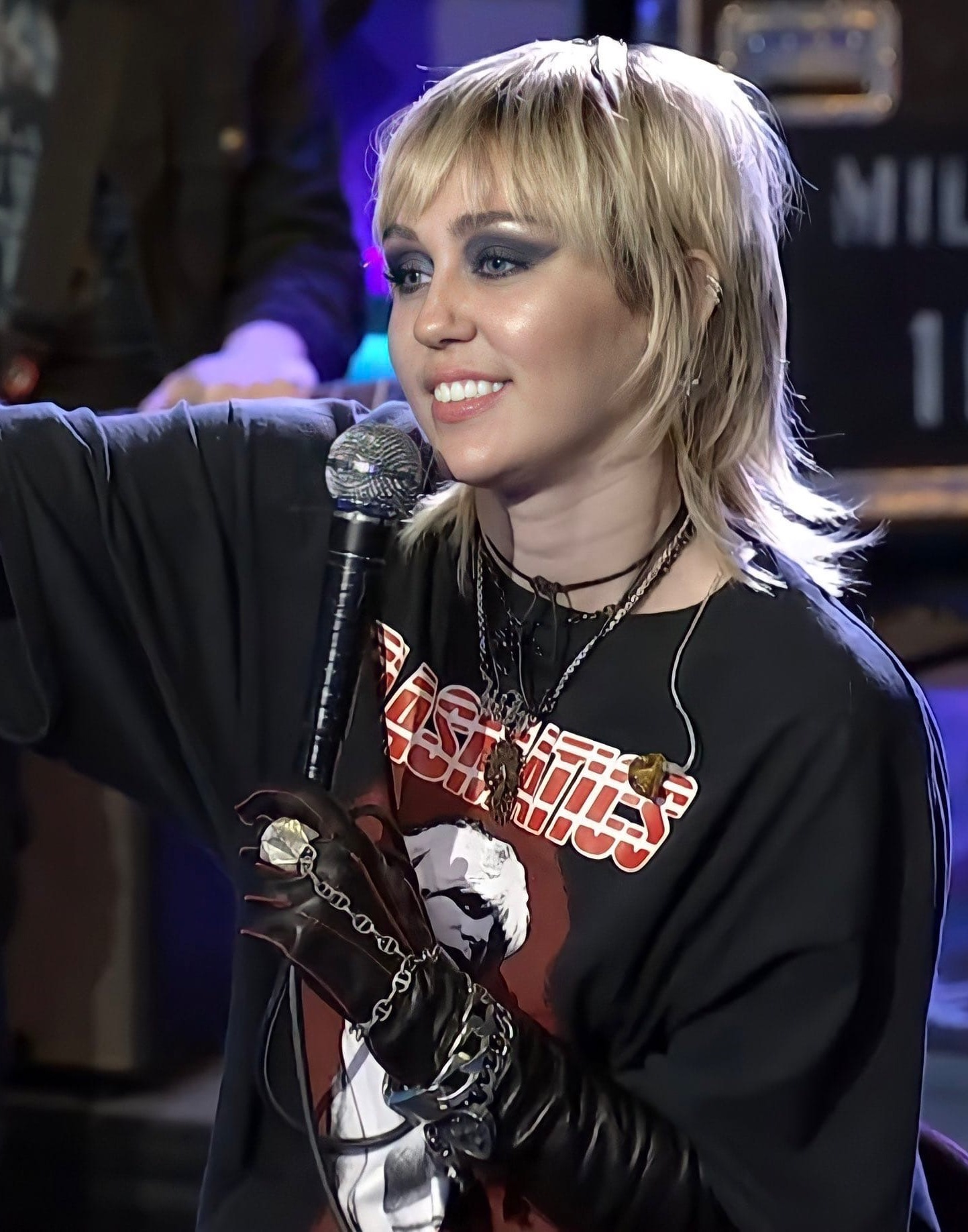
Cyrus en The Howard Stern Show promocionando el álbum en 2020.

El 14 de agosto de 2020, Cyrus lanzó el sencillo «Midnight Sky» y confirmó la cancelación de los EP's She Is Here y She Is Everything debido a importantes cambios recientes en su vida que no encajaban con la esencia del proyecto, incluido su divorcio de Hemsworth y el incendio de la casa de la pareja durante el incendio de Woolsey en California, así como la pandemia de COVID-19. «Midnight Sky» se convirtió en su sencillo en solitario con mayor puntuación desde «Malibu» en 2017, alcanzando el puesto número 14 en el Billboard Hot 100 de los Estados Unidos. A nivel internacional, en el Reino Unido la canción ha alcanzado el número cinco en la lista de sencillos del ese país. Más adelante se lanzó un remix de la pista con la canción «Edge of Seventeen» de Stevie Nicks. En octubre, Cyrus tuvo su tercera Backyard Sessions transmitida esta vez por MTV y anunció a través de Instagram que su séptimo álbum de estudio Plastic Hearts se lanzaría el 27 de noviembre de 2020. Anteriormente se pretendía que el disco se llamara She Is Miley Cyrus, completando la serie de EP's una vez finalizada. El álbum fue recibido con críticas positivas de parte de los críticos profesionales y tuvo un buen desempeño, debutando en el puesto número dos del Billboard 200, con 60 000 unidades vendidas en su semana debut, convirtiéndose en su duodécima entrada entre los diez primeros en la lista. Con esa entrada, Cyrus rompió el récord de obtener la mayor cantidad de álbumes entre los cinco primeros puestos en el Billboard 200 de Estados Unidos en el siglo XXI por una artista femenina. Plastic Hearts marcó un paso de Cyrus hacia el rock y la música glam rock y generó otros dos sencillos: «Prisoner» con la cantante inglesa Dua Lipa y «Angels Like You», que alcanzaron un peak de #8 y #66 respectivamente en el Reino Unido. El álbum también incluyó colaboraciones vocales con Billy Idol y Joan Jett. Debido a la demanda popular y a que se hicieron viral en las redes sociales, Cyrus incluyó en el álbum las versiones en vivo de «Heart of Glass» de Blondie y «Zombie» de The Cranberries.
Para promocionar Plastic Hearts, Cyrus se burló de una gira de conciertos en torno al lanzamiento del álbum. La gira se pospuso debido a la pandemia, pero Cyrus pudo encabezar varios festivales de música en el país durante el verano de 2021, incluidosAustin City Limits, Lollapalooza, and Music Midtown. Más tarde ese año, reveló que haría una gira por Sudamérica por primera vez en siete años a principios de 2022. El segundo especial de su acuerdo con NBCUniversal fue Miley's New Year's Eve Party, que Cyrus coorganizó desde Miami con el miembro del elenco de Saturday Night Live, Pete Davidson, y también fue coproductor ejecutivo de su productora Hopetown Entertainment, con actuaciones de Cyrus, 24kGoldn, Anitta, Billie Joe Armstrong, Brandi Carlile, Jack Harlow, Kitty Cash y Saweetie.

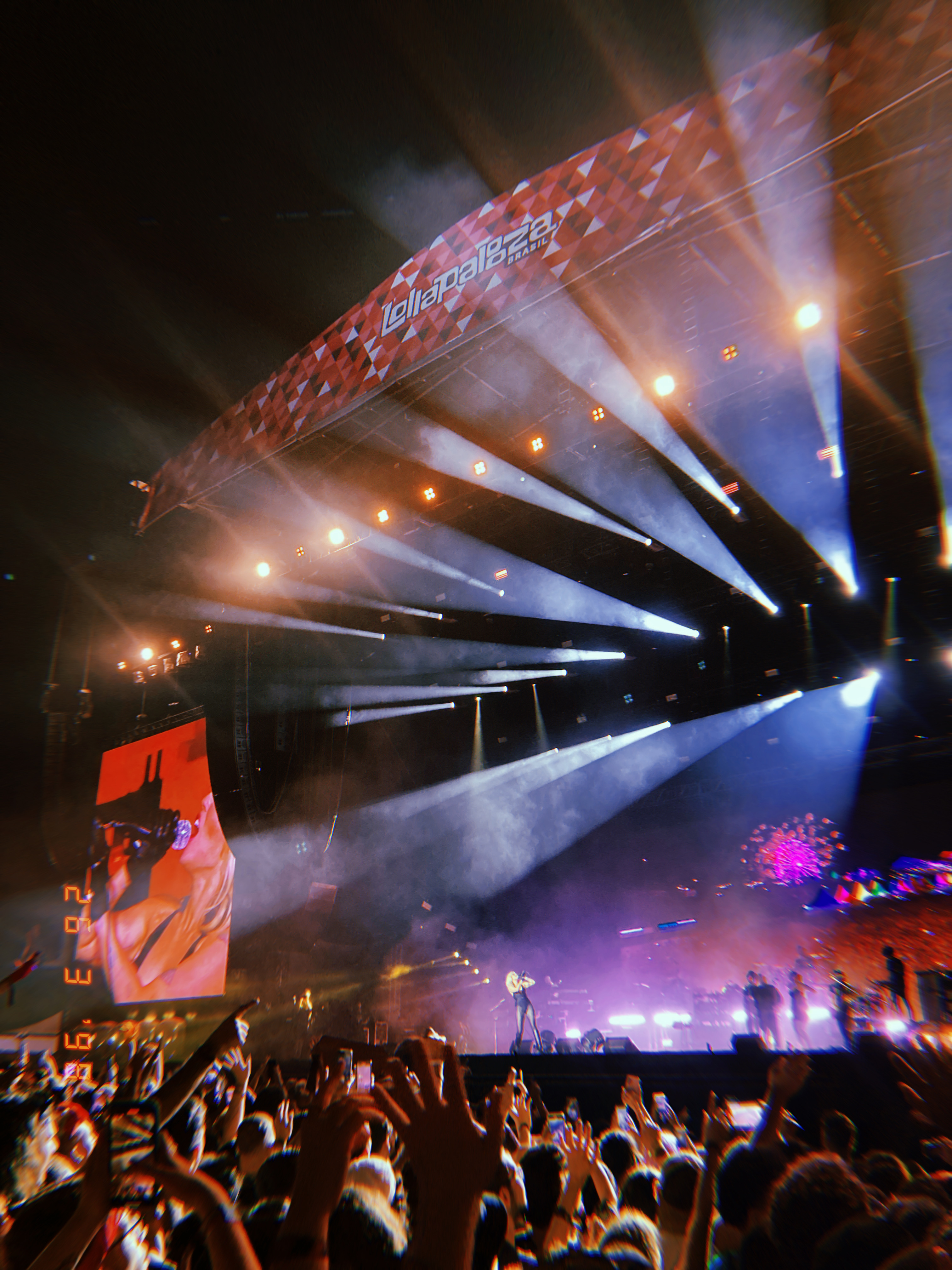
Cyrus durante su presentación en el Lollapaloozo de Brasil en 2022.

Cyrus ganó el Webby Special Achievement Award de 2020. En febrero de 2021, Cyrus actuó en el primer show de TikTok Tailgate en Tampa, para 7.500 trabajadores de la salud vacunados. Sirvió como pre-show antes del Super Bowl LV. Se emitió en TikTok y CBS. La presentación apareció en el video musical de «Angels Like You». En marzo de 2021, Cyrus dejó RCA y firmó con Columbia Records, un sello hermano de RCA que también es parte de Sony Music. Ese mismo mes, Cyrus abrazó sus días como Hannah Montana y escribió una carta abierta al personaje en las redes sociales para el 15.º aniversario del programa, a pesar de todas las declaraciones de que sus días como Montana le dieron a Cyrus una crisis de identidad. Los rumores sobre un posible resurgimiento del programa han existido desde entonces. El 23 de abril de 2021, The Kid Laroi lanzó un remix de su sencillo «Without You» con Cyrus, el primer lanzamiento de ella bajo Columbia Records. El 3 de abril de 2021, Cyrus actuó en el Campeonato de la División I de Baloncesto Masculino de la NCAA en Indianápolis con los trabajadores de atención médica de primera línea en la audiencia. Más tarde, firmó un acuerdo general con NBCUniversal en el cual se acordaba que Miley Cyrus debía presentar tres proyectos para el corporativo; el primer proyecto del acuerdo fue el concierto especial del orgullo Stand by You que se transmitió en Peacock. En junio, Cyrus lanzó una versión de estudio de «Nothing Else Matters» de Metallica, que se incluirá en The Metallica Blacklist, una versión tributo del disco homónimo de la banda, que cumple treinta años en 2021. La pista también cuenta con Elton John al piano, Yo-Yo Ma y Chad Smith de Red Hot Chili Peppers. La cantante inicialmente habló sobre un álbum completo de versiones de Metallica en octubre de 2020 y ya había interpretado la pista en vivo durante su presentación en Glastonbury.
En febrero de 2022, Cyrus se embarcó en su gira de conciertos de festivales de música, Attention Tour, en apoyo de Plastic Hearts, que tuvo lugar en Norteamérica, del Sur y Central. Esto marcó su primera gira por Sudamérica desde su Gypsy Heart Tour en 2011. La gira concluyó el 26 de marzo de 2022. El 1 de abril de 2022, Cyrus lanzó su tercer álbum en vivo, Attention: Miley Live. La mayor parte del álbum se grabó durante su concierto como parte del Super Bowl Music Fest en el Crypto.com Arena de Los Ángeles el 12 de febrero de 2022, y la lista de canciones incluye canciones de sus álbumes Plastic Hearts, Miley Cyrus & Her Dead Petz, Bangerz, The Time of Our Lives, Breakout y Meet Miley Cyrus, junto con múltiples versiones de canciones. El álbum también incluye dos pistas inéditas: «Attention» y «You». Ella dijo que el álbum fue «comisariado por los fans para los fans». Emily Swingle de Clash elogió la voz versátil de Cyrus y dijo que su «voz es realmente una fuerza a tener en cuenta, que se adapta perfectamente a cualquier género que elija abordar con mucho rap de '23', hasta la rica versión de blues de 'Maybe' de Janis Joplin, parece que Cyrus puede encajar en casi cualquier género en el que se ponga las patas». A finales de ese mes, Cyrus lanzó la versión de lujo del álbum, que incluye seis canciones adicionales, incluida una combinación de «Mother's Daughter» y «Boys Don't Cry» con Anitta, que son en su mayoría parte de su tiempo en el festival Lollapalooza en Brasil y otros espectáculos en Latinoamérica; ella comentó sobre la incorporación de su sencillo «Angels Like You» en su concierto en Colombia en agradecimiento a que la canción alcanzó el puesto número uno en iTunes en ese país y porque sus fanáticos cantaron la canción toda la noche afuera del hotel donde se hospedaba en Bogotá. El mes siguiente, NBC anunció que Miley's New Year's Eve Party se había renovado para una segunda iteración que se emitiría en New Year's Eve 2022-23. En agosto de 2022, se anunció que Cyrus protagonizará una película navideña para televisión Dolly Parton's Mountain Magic Christmas, producida por Dolly Parton para NBC.
En diciembre de 2022, Morrissey anunció que el equipo de Cyrus quería que se eliminara su voz de artista invitada de su próximo disco, que se grabó dos años antes, pero que aún no se había lanzado.

### 2023-2024:Endless Summer Vacationy otras colaboraciones
Cyrus y su antiguo colaborador Mike Will Made It se burlaron de la posible nueva música que se lanzará en 2023, en las redes sociales de este último. Cyrus continuó provocando una nueva era musical a través de una campaña promocional críptica, que incluía carteles en las principales ciudades del mundo, cuentas regresivas en su sitio web y avances de videos, con el título «Nuevo Año, Nueva Miley». Días después, durante la segunda edición de Miley's New Year's Eve Party, se anunció el próximo sencillo principal de la cantante, «Flowers». Fue lanzado el 12 de enero de 2023, acompañado de un video musical dirigido por Jacob Bixenman. «Flowers» debutó en el número uno en Billboard Hot 100, Global 200 y Global Excl. US de Estados Unidos; pasó nueve semanas no consecutivas en la cima de las listas mundiales. Encabezando el Hot 100 durante ocho semanas no consecutivas, la canción se convirtió en el segundo sencillo número uno de los Estados Unidos y el de mayor duración de Cyrus, después de casi una década desde «Wrecking Ball» (2013). Las versiones de demostración, instrumentales y alternativas de «Flowers» siguieron el 3 de marzo de 2023. El 5 de enero, Cyrus anunció su octavo álbum de estudio, Endless Summer Vacation, que coprodujo con Kid Harpoon, Greg Kurstin, Mike Will Made It y Tyler Johnson, lanzado el 10 de marzo de 2023. El cantante reveló la carátula del álbum y lanzó un tráiler en apoyo del anuncio. Su primer esfuerzo de estudio con Columbia Records, describió el disco como «[su] carta de amor a Los Ángeles», que refleja la «fuerza que [ella] encontró al centrarse en [su] bienestar físico y mental». Las letras de las canciones del disco se burlaron a través de postales en los Estados Unidos. Cyrus dio a conocer la lista de canciones a fines de febrero, revelando a Brandi Carlile y a la cantante australiana Sia como artistas invitados en el álbum. Endless Summer Vacation debutó en el número tres en el Billboard 200 de Estados Unidos con ventas en la primera semana de 119.000 unidades equivalentes a álbumes. Se convirtió en su décima entrada entre los cinco primeros y la decimocuarta entre los diez primeros en la lista. El segundo y último sencillo del álbum, «River», fue lanzado el 13 de marzo de 2023. La canción debutó en el número 32 en el Hot 100 de Estados Unidos y alcanzó el puesto número dos en la lista Hot Dance/Electronic Songs. Un concierto especial documental, bajo su serie Backyard Sessions, titulado Miley Cyrus - Endless Summer Vacation (Backyard Sessions), se estrenó en Disney+ el mismo día del lanzamiento del álbum. Con la producción ejecutiva de Cyrus, la cantante interpreta canciones del álbum y su sencillo de 2009 «The Climb».
El 8 de junio, dio voz a Van en la segunda temporada de la serie animada para adultos de Netflix, Human Resources.Una versión continuación del especial de Disney+, titulada Endless Summer Vacation: Continuet (Backyard Sessions), se estrenó en ABC el 24 de agosto de 2023. Al día siguiente, Cyrus lanzó su sencillo independiente «Used to Be Young», que se incluyó en la reedición digital de Endless Summer Vacation.La canción debutó en el número ocho en los EE. UU., marcando su duodécimo sencillo entre los diez primeros.Una reedición del sencillo de Cyrus de 2013 «Wrecking Ball» de Dolly Parton con el primero como vocalista invitado fue lanzada el 20 de octubre de 2023, como el último sencillo del álbum de Parton, «Rockstar».Billboard clasificó a Cyrus como la tercera artista femenina más vendida y la novena músico más vendida de 2023.
El 31 de enero de 2024, fue anunciada una versión de la canción «Psycho Killer», por parte de Cyrus, una colaboración junto a otros dieciséis artistas que versionarán las canciones de la banda Talking Heads en el álbum tributo de A24 Everyone's Getting Involved: A Tribute to Stop Making Sense de Talking Heads (2024). que fue lanzada el 17 de mayo.
El 4 de febrero, en la 66.ª edición de los Premios Grammy, Cyrus recibió seis nominaciones, incluyendo el álbum del año y mejor álbum de pop vocal por su álbum Endless Summer Vacation, y ganó la grabación del año y la mejor interpretación pop solistar por su canción «Flowers», la segunda de ser ganadora en los dos premios.El 23 de febrero, participó en cameo como Tiffany Plastercaster, pero sin acreditar, inspirada en Cynthia Plaster Caster, en la película de carretera cómica queer dirigida por Ethan Coen Drive-Away Dolls, estrenada a finales de este mes.Su primer lanzamiento de la canción «Doctor (Work It Out)» del artista Pharrell Williams. La canción es una toma de su cuarto álbum Bangerz (2013); se filtró en internet en 2017 y fue reelaborada y regrabada en 2023, y se lanzó el 1 de marzo.
El 18 de marzo, para conmemorar el sesenta y cinco aniversario del día internacional de la mujer, Cyrus fue una de las varias celebridades cuya imagen fue convertida en una muñeca de la línea de muñecas Bratz.
A finales de marzo, Beyoncé lanzó su canción titulada «II Most Wanted», en colaboración con Cyrus, la cual alcanzó el puesto número seis en el Billboard Hot 100.

### 2025-presente:Something Beautiful
Durante los Premios Grammy de 2025 en febrero, Cyrus ganó el tercer galardón de su carrera por «II Most Wanted», una colaboración con Beyoncé, en la categoría a la mejor interpretación country, dúo o grupo.
En marzo de 2025, Cyrus anunció que el lanzamiento de su noveno álbum de estudio Something Beautiful sería para el 30 de mayo de 2025, teniendo a Cyrus y a Shawn Everett como sus productores ejecutivos; la cantante lo describió como un disco centrado en el tema de la "sanación". Una película homónima codirigida por Cyrus, Jacob Bixenman y Brendan Walter será estrenada el 6 de junio de 2025 en el Festival de Cine de Tribeca y se tiene previsto que Columbia Records la estrene en teatros ese mismo mes como un complemento visual del álbum. Coproducido por Cyrus, XYZ Films, Panos Cosmatos y Live Nation Entertainment, el álbum visual fue calificado como una "ópera pop única en su tipo".

## Arte

### Estilo musical
Rob Sheffield, crítico de Rolling Stone (2010), dijo que «Tras cuatro años de carrera, Miley Cyrus está, igual que otros ídolos antes de ella, consiguiendo mal humor por su imagen». Miley es caracterizada por intentar probar con diversos géneros musicales como el pop, dance, hip-hop y rock haciendo diversas versiones de grupos como Nirvana o Poison.

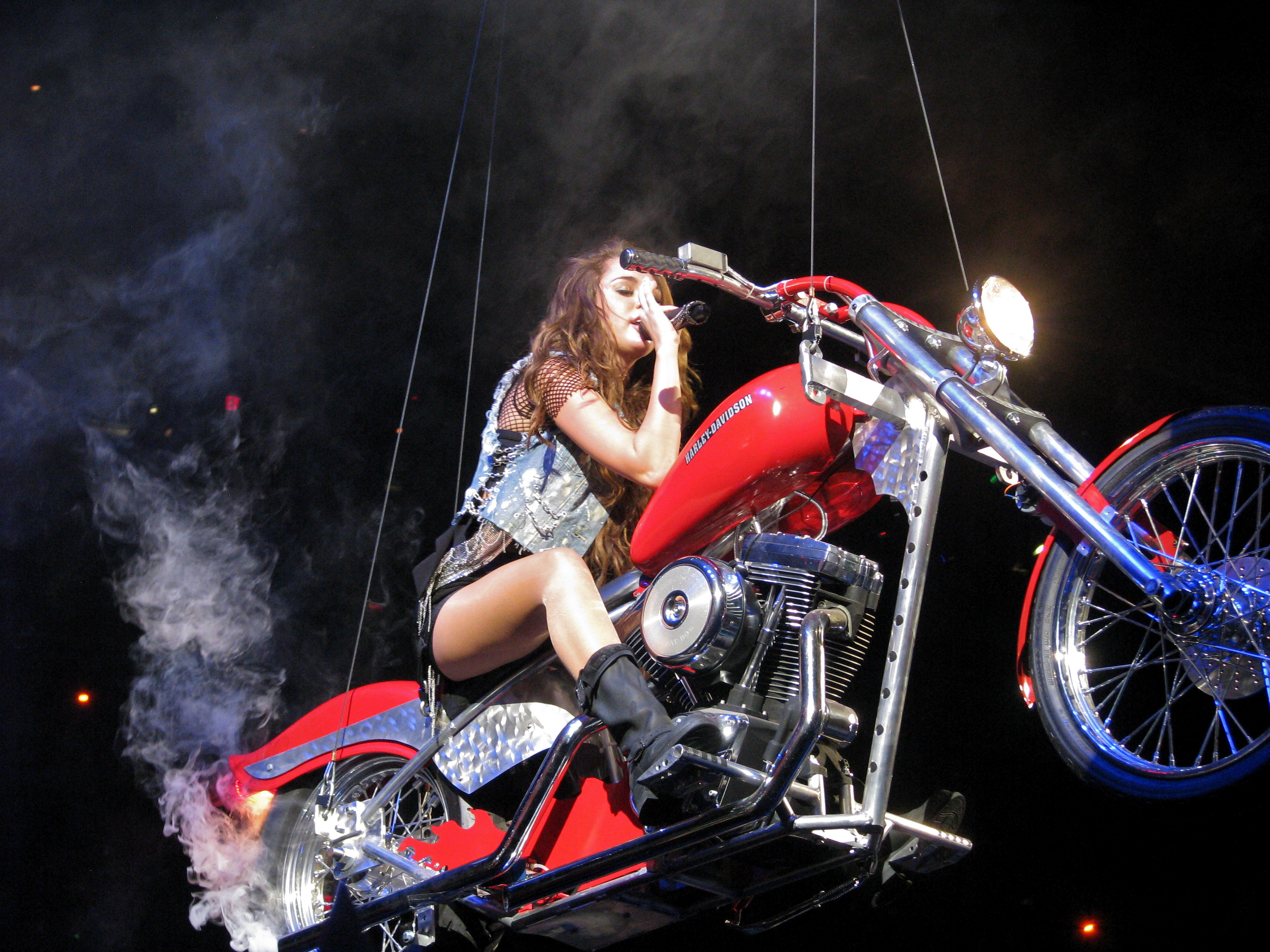
La música rock influyó a Cyrus desde el inició de su carrera.

El estilo musical de Miley Cyrus ha evolucionado desde la salida de su primer disco Hannah Montana 2: Meet Miley Cyrus en 2007. Este fue recibido positivamente por los críticos musicales, logrando el puesto número uno en la lista Billboard 200. Allmusic resalta los géneros musicales que contiene como pop y teen pop y que su sonido es parecido al de Vanessa Carlton, añadiendo que el sonido y las canciones son "buenas". Varias pistas, como «G.N.O. (Girl's Night Out)» y «I Miss You», podrían fácilmente ser canciones de Hannah Montana, pero las canciones de Cyrus son más bajas y guturales, y los arreglos son más orgánicos y orientados al rock.
En 2008 salió a la venta el segundo álbum de estudio de Miley Cyrus Breakout, que también fue recibido con críticas positivas por parte de Allmusic, Billboard y About.com. Según Billboard este disco está más orientado al pop y al dance que su antecesor. Además su sonido es similar o como una mezcla de otros artistas como Avril Lavigne, Britney Spears y Michelle Branch. Y resalta que la voz de Cyrus es más profunda y más dura que cuando cantaba como Hannah [...] Incluso estas canciones son derivadas de más divas del pop.
En 2009, Cyrus lanzó su primer EP, The Time of Our Lives, que la establece como una estrella del pop-rock. Los críticos resaltaron los géneros R&B, pop, rock y dance, además del gran parecido con los trabajos musicales de Britney Spears.
En 2010 lanzó el tercer álbum de estudio, Can't Be Tamed. El disco la proyectó a una imagen más madura y le abrió camino en el mundo más maduro. Rolling Stone dijo que: "El disco es caracterizado por el pop, dance, Electro-pop y sobre todo rock". Continua diciendo que: «Su disco está lleno de electro-pop y un estilo de Kelly Clarkson. La ira de Cyrus de 17 años de edad sin embargo es real, solo añade sabor». La página Prodigy dijo que: «Por momentos, el sonido del álbum recuerda a Lady Gaga, Britney Spears, Avril Lavigne y Christina Aguilera; pero, evidentemente, destaca el estilo electropop-dance de Miley. Can't Be Tamed contiene temas para todos los gustos. Hay canciones para levantar el ánimo, otras para llorar, unas más para cantar y varias para bailar. Si eres fan del género pop, definitivamente este es un disco que no puedes dejar pasar».
A partir de este último álbum Miley Cyrus ha dicho que quiere dejar el género del pop y adentrarse más en el rock. En una entrevista habló sobre su música y dijo que no escucha música pop «lo cual es muy extraño para alguien que compone ese tipo de música». Además agregó: «Mi 'yo' interno de 13 años regañaría a mi 'yo' de 17 años, porque me estaría diciendo '¡Te has vendido!', pero en realidad no se trata de eso». Además declaró que Can't Be Tamed será su último disco de pop, agregando que será capaz de encontrar un sonido que le agrade.
En 2013, con la publicación de su cuarto álbum de estudio bajo el sello discográfico RCA Records, Bangerz, Cyrus realizó una evolución musical elogiada por la crítica. En el disco se mezclan los géneros dance pop y pop con el country, hip-hop y dubstep. Bangerz explora temas relacionados como la «diversión», «el odio», «el amor» y el «desamor», que en su mayoría hacen referencia a ruptura de la relación que mantuvo con el actor Liam Hemsworth. Cabe destacar que la producción del disco estuvo a cargo de la propia Cyrus, compositora de la mayoría de canciones que lo forman, y el productor de hip hop Pharrell Williams y Mike Will Made It, sin embargo, Cirkut, will.i.am, Sean Garrett, Łukasz Gottwald también colaboraron. Además aparecieron como artistas invitados como Britney Spears, Nelly, Ludacris, Big Sean, French Montana y Future. El álbum supuso un antes y un después en la carrera de Cyrus, cosechando un buen rendimiento, siendo número uno en numerosas listas, aunque envuelto en varias polémicas y controversias dadas a su radical cambio de imagen. De este álbum se destacan los sencillos «We Can't Stop» y «Wrecking Ball». En 2014 Cyrus, a raíz de su amistad con la banda The Flaming Lips, declaró que se veía atraída por el estilo "psicodélico", mostrándolo con la banda americana en su versión de The Beatles, «Lucy in the Sky with Diamonds». Esta versión, además de la canción «A Day in the Life» formaron parte del álbum-tributo, a la banda británica originaria de Liverpool, bajo el título With a Little Help from My Fwends, el cual se puso a la venta el 27 de octubre de ese mismo año, con estas dos versiones donde colabora Cyrus como sencillos oficiales. Esta segunda colaboración fue considerada por la revista Rolling Stone como una de las diez mejores versiones realizadas durante el 2014.

### Influencias
Cyrus creció escuchando a Britney Spears y Christina Aguilera, de quienes la primera se transformó en su principal influencia musical. En 2008 declaró en una entrevista: «Ojalá pueda tener una carrera como la de ella [Spears]», mientras que en 2013 reconfirmó su admiración al señalar: «No creo que haya ningún ídolo pop que me importe más de lo que me importa Britney». También señaló: «Cuando era más joven, el primer álbum que me fui a comprar era de Britney Spears. [...] Creo que ella representa un momento en que los artistas tenían una relación diferente con sus seguidores, no solo en Twitter y todo esto, sino que había algo acerca de ir y comprar un álbum. He comprado cada álbum que ha salido de Britney, porque hay algo sobre tener ese álbum y te emociona ver lo que hay dentro. Ella es como un icono en eso». También sostuvo que le dijo: «Britney, realmente no te das cuenta de cuán genial eres. La gente me dice que represento su infancia, para mí tú representas toda mi infancia, como si fueras la banda sonora de mi vida».
En 2010, también citó ciertas influencias de Nirvana, Pixies, Poison y Lady Gaga, aunque los críticos no notaron mayor reflejo de dichas influencias en sus trabajos. Asimismo, para su álbum Can't Be Tamed, Cyrus citó ciertas influencias Joan Jett. En vísperas del inicio de su gira Gypsy Heart Tour (2011) declaró sobre Nirvana: «Me encanta Stevie y Joan Jett. Estoy haciendo versiones de ellos. Hay canciones que la gente no espera. Tengo un montón de canciones de Nirvana que puedo hacer. Mi banda está loca. Tienen que aprender todas las canciones de los artistas que me gustan porque nunca saben qué canción voy a escoger. Esta gira puede ser una locura, pero será divertida».
Cyrus también tiene influencias espirituales como Jesús y Buda, refiriéndose a ellos como una «verdadera inspiración». En 2009, dijo en Twitter «hablar con un hombre que mantiene sus promesas, un hombre que realmente entiende el amor incondicional, ese es Jesús». Además en otra entrevista en 2010 dijo que: «A mí, creer en Jesús me mantiene completa, pero creo que cada uno debe hacer lo que cree. Me gustaría influir en la gente para que sigan mi mismo camino, pero no es mi trabajo decirles lo que están haciendo bien y lo que hacen mal». En 2012, causó polémica al decir por Twitter «Todos son polvo. No podrían estar aquí si las estrellas no hubieran explotado, porque todos los elementos (carbono, nitrógeno, oxígeno, todas las cosas que importan para la evolución) no fueron creados en el principio de los tiempos, fueron creados en las estrellas. Así que olvídense de Jesús. Las estrellas murieron para que ustedes puedan vivir». Esto causó gran enojo con sus admiradores. En una entrevista realizada en 2013 para la revista Billboard, la cantante nombró a Dolly Parton, Joan Jett, Lil' Kim, Nicki Minaj y Beth Hart como las principales influencias de Bangerz, el cuarto álbum de estudio de Cyrus.
En 2014 Cyrus, a raíz de su amistad con la banda The Flaming Lips, declaró que se veía atraída por el estilo "psicodélico", mostrándolo con la banda americana en su versión de The Beatles, «Lucy in the Sky with Diamonds». Esta versión, además de la canción «A Day in the Life» formaron parte del álbum-tributo de The Flaming Lips, a la banda británica originaria de Liverpool, bajo el título With a Little Help from My Fwends, el cual se puso a la venta el 27 de octubre de ese mismo año, bajo un estilo rock psicodélico y neopsicodelia. Estas dos versiones donde colabora Cyrus, fueron publicadas y utilizadas como sencillos oficiales del álbum.

## Legado

Miley Cyrus cuenta con 54 canciones en la lista Billboard Hot 100, lo que la convirtió en la artista juvenil con más canciones en el Hot 100.

Miley Cyrus se convirtió en un icono del teen pop inmediatamente después de haber lanzado su álbum debut Hannah Montana.[cita requerida] Durante su gira Best of Both Worlds Tour, las entradas se vendieron en cuestión de minutos y los estadios estaban totalmente llenos, por lo que fue reconocida como la gira más exitosa del 2007 sobre artistas como Bruce Springsteen. La revista Rolling Stone escribió: «El aumento de Miley fue meteórico. Las entradas para su gira en 2007 Best of Both Worlds Tour se vendieron más rápido que cualquier gira en ese año [..] Parecía como si estuviera a punto de convertirse en una versión más estable de Britney Spears - especialmente después de sencillos como «The Climb» y «Party in the USA»». De acuerdo a la revista Billboard, Cyrus, como su alter ego Hannah Montana, ha logrado vender más de 7,1 millones de copias en todo el mundo y como Cyrus, 7,2 millones de copias. Asimismo, la revista publicó que en 2009 Cyrus fue clasificada como la cuarta artista femenina que más había vendido aquel año. Debido a su popularidad, Paul McCartney comparó su éxito con el de los Beatles en una entrevista durante su gira en 2011. Al respecto, comentó: «Creo que cuando tienen a nuevas sensaciones, como Miley Cyrus o Justin Bieber, los adolescentes se identifican con ellos, del mismo modo en que los chicos se identificaban con The Beatles, [...] cuando tienes miles de adolescentes sintiendo lo mismo, se vuelven eufóricos porque tienen este amor por algo en común, ya sea The Beatles, Miley Cyrus, Justin Bieber, o lo que sea».
El 11 de abril de 2014, la revista estadounidense Parade publicó los beneficios que varios artistas consiguieron en 2013, donde Cyrus se ubicó en la segunda posición, siendo la mujer con una mayor fortuna, con 76,5 millones de dólares. La cantante también apareció en la lista de las personas más influyentes, elaborada por Time, y en la que Dolly Parton escribió una reseña sobre ella. Además, el 7 de agosto de 2014, la revista Page Six la situó dentro de las 21 celebridades más poderosas menores de 25 años, con 150 millones de dólares gracias a su trabajo en Hannah Montana, sus giras musicales y sus ventas de discos y sencillos.

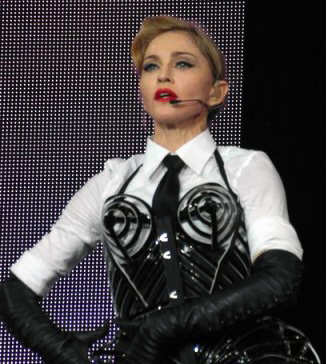
Cyrus ha sido repetidamente comparada con la Reina del Pop, Madonna, llegando a ser considerada la Madonna de su generación.

El 15 de septiembre de 2014, la revista estadounidense Forbes publicó la lista de los artistas más poderosos del momento, donde Cyrus apareció. Miley Cyrus destaca como la cuarta cantante más poderosa del 2014 y la octava en la clasificación general de los músicos bajo la siguiente reseña: «Cyrus vuelve al Forbes Celebrity 100 después de una ausencia de cuatro años. La última vez que hicimos nuestra lista fue cuando ella todavía estaba nadando en dinero de Hannah Montana. Ahora, la cantante pop está toda crecida y causando controversia en todo momento. Su twerk en los MTV Video Music Awards sorprendió a mucha gente que todavía veía a Cyrus como una niña, pero la atención ayudó en las ventas de discos. Su último álbum, "Bangerz", fue certificado platino». En noviembre de 2014, la misma revista la volvió a nombrar en una de sus listas, situándola como la séptima mujer mejor pagada, en la industria musical, en ese año con unos ingresos de más de 36 millones de dólares. Por esa misma cantidad monetaria, volvió a parecer en una lista similar, de la misma revista, como la sexta persona menor de treinta años más rica. Asimismo, en mayo de 2015 la revista Billboard publicó que Cyrus obtuvo unos ingresos superiores a los 11 millones de dólares por la realización de su gira mundial de 2014 Bangerz Tour solo en Estados Unidos, siendo la artista más joven en la lista de los músicos con mayores ingresos de ese año.

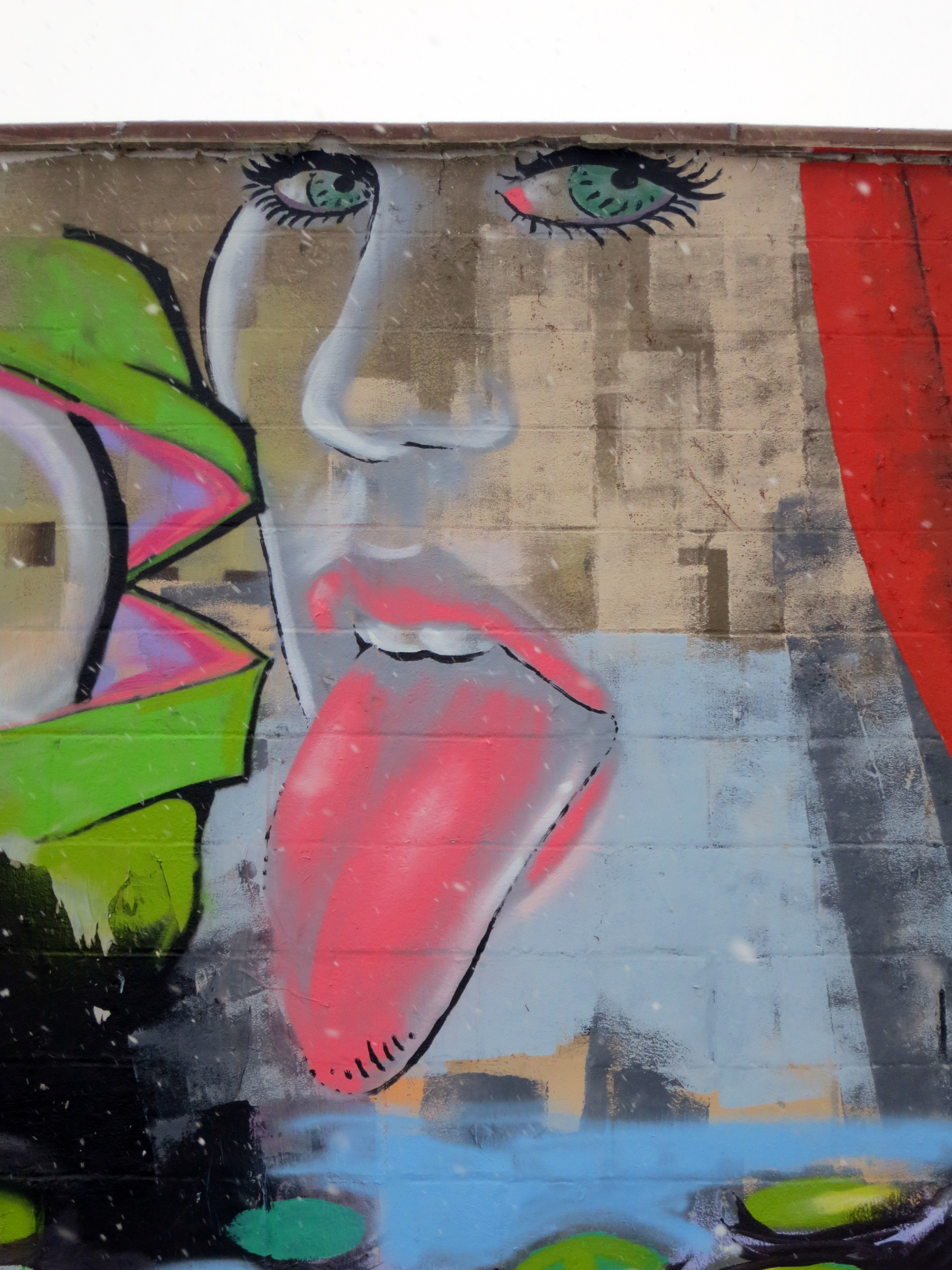
Grafiti de Miley Cyrus y su famosa lengua, que se convirtió en su sello personal.

En marzo de 2015, la cantante Madonna, con la que Cyrus ha colaborado en varias ocasiones, hizo unas declaraciones a cerca de la cantante para la revista Rolling Stone acerca del drástico y controvertido cambio de imagen de Cyrus, por el cual han sido comparadas: «Miley se está revelando contra su pasado y contra la imagen manufacturada que era durante Hannah Montana y durante su infancia. Ahora ella esta tratando de averiguar quién es. Desde que era muy pequeña ha sido famosa y eso debió ser un reto increíble. Ni siquiera me lo imagino, porque a mí me dejaron creer y empecé a ser lo que soy con 20 años, eso crea una gran diferencia. Ella está abriendo el sobre. Me acuerdo cuando salieron sus primeras fotos sexys y todo el mundo se volvió loco, yo en cambio, estaba como ¿y qué ocurre? Ahora la miras y por lo menos para mí, todo tiene sentido. Creo que es una buena chica y tiene un gran corazón. Ella me ha apoyado mucho, ella sabe la diferencia entre lo que es real y lo que no lo es». Poco después en mayo, Madonna volvió a expresar su cariño por Cyrus, diciendo: «Ella es mi hermana pequeña. La amo. Me encanta su sentido del humor. Ella es irreverente, divertida, ella lo tiene y consigue lo que se propone. Es una guerrera. A ella no le importa nada una mierda. Es una perra sin complejos ni remordimientos».
En junio de 2015, Rebecca Nicholson para The Guardian publicó un artículo periodístico en el que comparó a Cyrus y Madonna, definiendo a la primera como la Madonna de su generación. En el artículo repasa brevemente la carrera de Cyrus desde sus comienzos en la Compañía Disney, comparando su transición a estrella del pop con las de Britney Spears o Christina Aguilera, las tres usaron la polémica y el escándalo para evolucionar como artistas. Asimismo, defiende la rebeldía controvertido de Cyrus, destacando que detrás del personaje hay una persona humana, talentosa y fuerte que consigue conectar con el público, al igual que la Reina del Pop. En noviembre de ese mismo año, la revista Billboard catalogó a la cantante como una de las mejores artistas de todos los tiempos, ocupando la posición treinta y uno. Del mismo modo, la revista citada nombró a la cantante como una heroína de la comunidad LGTBI por su lucha filantrópica a la comunidad nombrada, siendo considerada todo un icono en su generación y en la sociedad.
El valor neto de Miley Cyrus se calcula en 200 millones de dólares en 2017. Ganó $201 millones de conciertos agotados y $76 millones de avales. Se calcula que las ganancias de su vida (2001-2017) superan los $360 millones.

## Mercadotecnia

### Líneas de ropa y productos
| Disfruto diseñando looks que definan perfectamente la individualidad y el estilo personal de cada uno. La colaboración con Max Azria ha sido una experiencia increíble y estoy realmente muy entusiasmada por el lanzamiento de esta línea de ropa en Walt-mart. |

En agosto de 2009 lanzó una línea de ropa junto con Max Azria exclusivamente para Walmart que lleva por nombre Miley Cyrus & Max Azria. Su primera colección estaba compuesta por todo tipo de ropa: camisetas, tops, zapatos y pantalones, así como una amplia línea de accesorios.
Cyrus dijo que: «Mi inspiración para la línea fue el estilo británico. Cada vez que voy a Europa me encanta recorrer las tiendas funky. Quise traer un poco de ese estilo divertido a las chicas de América».
Y además le dijo a la revista People que: «Quise finalmente hacer algo para chicas de mi edad. Algo que mis amigas y yo quisiéramos usar. Pero diría que cualquiera, desde los 8 años a los 80, podrán disfrutar de esta línea».
Con el fin de promocionar la línea de ropa, Cyrus lanzó el 11 de agosto de 2009 la canción Party in the USA, la cual se convertiría en la canción más exitosa de su carrera musical.
El vicepresidente ejecutivo y director de comercialización de Walmart, John Fleming, dijo en conferencia de prensa que: «Nuestro lanzamiento de la línea Miley Cyrus & Max Azria continúa nuestra estrategia de atraer clientes en todas las categorías. Esta vez, estamos reuniendo a una artista destacada y a una importante firma de ropa para llevar a nuestros clientes productos atractivos y los mejores precios».[cita requerida]
En 2014 Cyrus confeccionó una línea de accesorios, denominada "Dirty Hippie", en colaboración con el diseñador Jeremy Scott, que fue mostrada el 10 de septiembre de 2014 durante la Semana de la Moda de Nueva York en el desfile de primavera/verano del diseñador.
El 29 de octubre de 2014, durante la gala benéfica de los amfAR Awards, donde Cyrus fue galardonada con un premio solidario, anuncio de forma oficial que ella sería la nueva imagen de la línea solidaria de MAC Cosmetics con la gama de maquillaje 'Viva Glam' de la firma de cosméticos para enero y febrero de 2015, cuyos beneficios serán utilizados para "la ayuda de la investigación de una cura para el sida, la prevención del VIH y la educación sobre el tratamiento y la defensa de la enfermedad". Para su promoción, Cyrus realizó una sesión de fotos "sexy" en Londres en tonos rosados, la cual fue publicada el las redes sociales por la compañía y la propia cantante poco después. Además de ser la imagen de MAC Cosmetics, pocos días después, se anunció que Cyrus sería la nueva imagen de Golden Lady Company. La marca italiana lanzará una nueva línea de medias sin costuras, para la cual contara con Cyrus bajo el eslogan "Rock your legs". El 13 de noviembre se lanzó el anuncio oficial, para ser emitido en televisión, mediante la cuenta de la marca en YouTube. En el mismo, se usa la canción «#GETITRIGHT» del cuarto álbum de Cyrus, Bangerz, mientras esta usa unas medias rojas y un corazón hinchable con el que se cubre el torso desnudo. Dicho anuncio fue realizado con el fotógrafo y amigo de Cyrus, Terry Richardson. El 30 de junio se anunció mediante las redes sociales que Cyrus volvería a ser la imagen de MAC Cosmetics para la línea caritativa "Viva Glam" con un nuevo labial, esta vez rojo, siendo así la primera artista en ser la imagen de la campaña solidaria dos veces seguidas. En diciembre de 2015 se supo que, gracias a la participación de Cyrus en la campaña Viva Glam, se recaudaron 400 millones de dólares para la investigación contra el sida.
En noviembre de 2017 se supo que Cyrus había colaborado junto con la marca de calzado Converse para lanzar una nueva colección. Finalmente, el 2 de mayo de 2018 fue lanzada la colección diseñada por Cyrus para Converse, tanto de calzado como prendas de ropa, siendo un lanzamiento mundial. Debido al éxito de la colección, fue anunciada una nueva, pero esta vez, con motivo del Orgullo Gay, siendo lanzada durante el mes de junio, como ja hizo en el pasado. Los beneficios de esta nueva colaboración serán destinados a asociaciones benéficas que luchan por la libertad del colectivo LGTB como la propia fundación de Cyrus, Happy Hippie.

### Libros
Miley Cyrus también ha sido identificada por ser autora de libros. En 2009 se publicó su autobiografía bajo el nombre de Miles to Go, escrita por Miley Cyrus y Hilary Liftin y publicada por Disney Hyperion. En ella Miley Cyrus describe la relación con su familia, su vida antes de ser famosa, los inicios de su carrera, sus reflexiones sobre los medios de comunicación, su vida amorosa y sus proyectos y ambiciones para el futuro. El libro incluye fotos de Cyrus a lo largo de su vida, algunos con pequeños comentarios o dedicatorias.
El libro se posicionó en el #1 de la lista de best-sellers infantiles del New York Times. Además el libro fue traducido a 4 idiomas: español, francés, portugués, y vietnamita. Sus ventas a nivel mundial superaron los 2 000 000 ejemplares.
Durante la promoción del libro Miley declaró en conferencia de prensa que quiere que la gente la vea «como una persona real, como todos los demás. Quiero que también se sientan más cercanos a mí».

### Juguetes y videojuegos
La imagen de Miley Cyrus, principalmente bajo su alter ego Hannah Montana, ha sido utilizada para crear diversos juguetes o artículos y como muñecas, rompecabezas, bolsas, y hasta videojuegos creados por Disney.
En 2006, Disney lanzó Hannah Montana, el cual es un videojuego basado en el programa de Disney Channel Hannah Montana. Ha sido desarrollado por DC Studios y publicado por Buena Vista Games en octubre de 2006.
Un segundo juego llamado Hannah Montana: Spotlight World Tour se lanzó el 6 de noviembre de 2007 en Estados Unidos. Incluía arenas de los tours de Hannah Montana como Tokio, Londres y París. Los jugadores pueden tomar el control de los movimientos de "Hannah" usando el control remoto de Wii. Dicho videojuego está disponible en las consolas Wii y PlayStation 2. Incluye 16 canciones populares de Hannah Montana, 8 de la primera temporada y 8 de la segunda.
| Es difícil vivir una doble vida, pero tal vez aún más difícil de encontrar el éxito en las pantallas dobles. Este diseño de DS tiene un montón de cosas buenas, el sonido, la sensación general. Pero la experiencia es demasiado corta [...]. Es muy posible que se obtenga algo mejor en el futuro, pero por ahora, este es un concierto en el que cayó el telón antes de tiempo — Crítica de Ign.com a Hannah Montana DS |

Un tercer videojuego llamado Hannah Montana: Music Jam fue lanzado el 7 de noviembre de 2007 y el 29 de mayo de 2008 en Europa. El juego permite crear canciones, hacer videos musicales y mostrarlo a otros jugadores, que pueden enlazar sistemas de Nintendo DS.
En 2008, Disney y Mattel lanzaron al mercado una muñeca que canta inspirada en la serie Hannah Montana, la cual contiene varios accesorios incluyendo dos pelucas intercambiables: una rubia (Hannah Montana) y otra castaña (Miley Stewart).
Un cuarto videojuego llamado Hannah Montana: The Movie fue lanzado el 7 de abril de 2009, en Europa el 8 de mayo de 2009 y en Australia en mayo de 2009 en formato para Wii, PlayStation 3, Xbox 360, Nintendo DS y PC. El jugador juega como Miley y Hannah y explora Crowley Corners e interactuar con la familia y amigos de Miley durante las misiones. Los jugadores pueden desbloquear elementos clave para los conciertos de Hannah como las canciones y salas de conciertos para completar sus misiones.
Un quinto videojuego llamado Hannah Montana: Rock Out the Show fue lanzado el 4 de agosto de 2009 en formato de PSP. En el juego, Robbie Ray se enferma, por lo que Hannah tiene que administrar su nueva gira por todo el mundo. El jugador debe crear los escenarios, seleccionar las canciones y vestir a Hannah. La lista de canciones incluye 11 temas de la tercera temporada y algunos nuevos. El jugador se basa en el ritmo, mientras que Hannah canta las canciones.
El sexto videojuego, llamado Disney Channel All Star Party, se lanzó el 26 de octubre de 2010 exclusivamente para Wii. En él aparecen los personajes de las series Hannah Montana, Phineas y Ferb, Jonas L.A., Sonny with a Chance, Wizards of Waverly Place, The Suite Life on Deck y Camp Rock 2: The Final Jam.
El séptimo videojuego llamado Hannah Montana: Pop Star Exclusive iba a ser lanzado en 2010, pero fue puesto en espera indefinida. En el mismo, los jugadores asumen el papel de reportero gráfico vip de Hannah y se embarcan en una oportunidad de hacer una gira con Hannah Montana. Los jugadores resuelven rompecabezas para configurar la sesión fotográfica óptima y ayudar a Hannah a crear trajes para cada ocasión. Se pueden crear diseños de la revista para adolescentes para enviar al editor para la portada.
En 2011, se publicó un vídeo en YouTube donde se muestra un juguete de una bruja para Halloween cantando la canción Can't Be Tamed. Miley Cyrus inmediatamente lo publicó en su cuenta de Twitter para que lo vieran sus fanes.

## Vida privada

### Relaciones

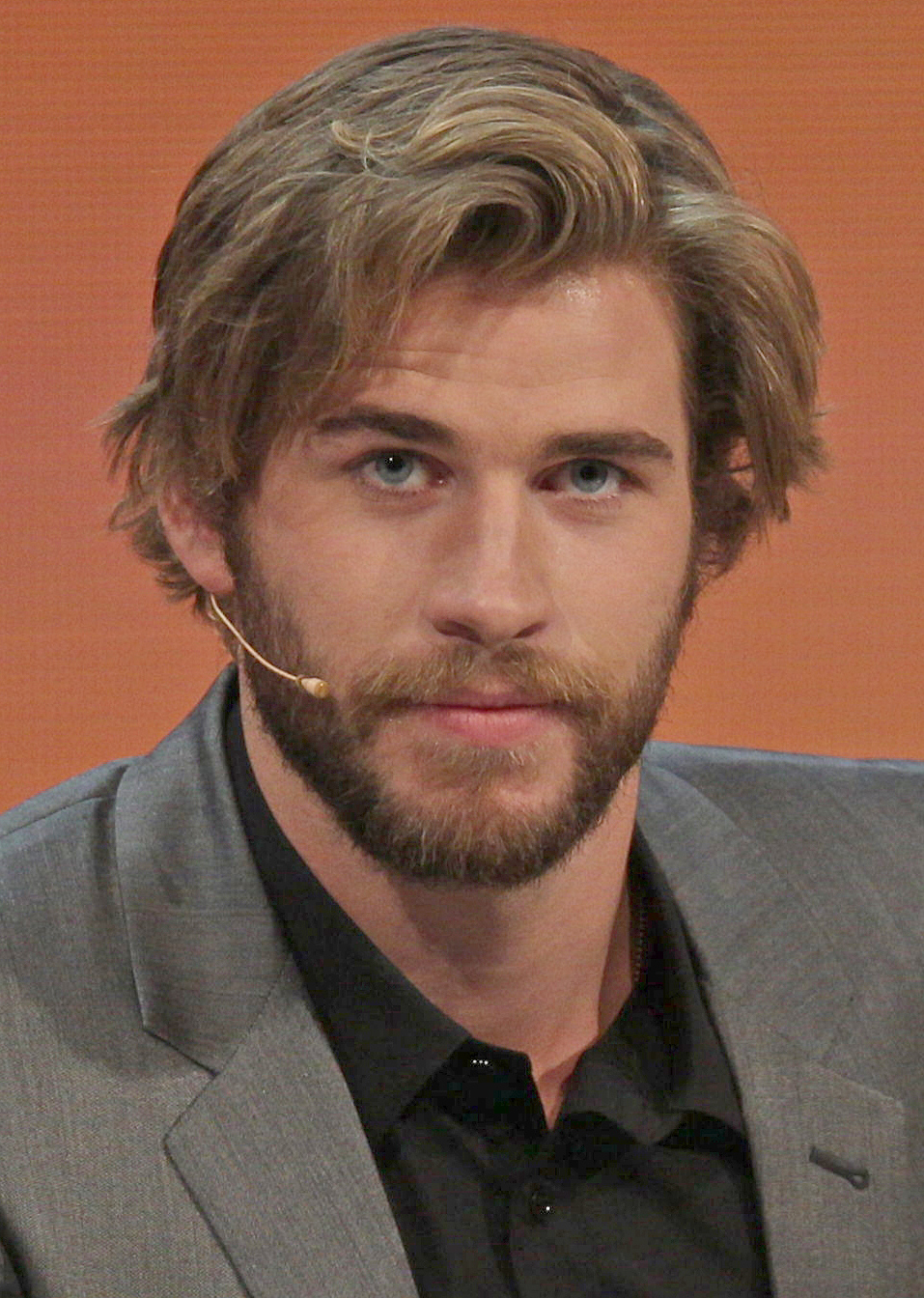
Liam Hemsworth, exesposo de la cantante.

Cyrus dijo a la revista Seventeen que había salido con Nick Jonas durante dos años, pero al final «peleábamos mucho y ya no era divertido». Después de la ruptura, Cyrus dijo que inicialmente se rebeló «en contra de todo lo que Nick quería que yo fuera. Y entonces me dije, tengo que estar sola por ahora, y solo saber quién soy realmente». En 2009, Cyrus mantuvo una breve relación con el modelo Justin Gaston.
Durante el rodaje de La última canción, Miley comenzó a salir con la coestrella de la película, el actor australiano Liam Hemsworth.
| Estoy tan feliz de estar comprometida y mirar hacia adelante a una vida de felicidad con Liam. — Miley Cyrus hablando sobre su compromiso con Liam Hemsworth |

 El 6 de junio de 2012 la revista People dio a conocer que el 31 de mayo Cyrus se había comprometido con Liam Hemsworth. La boda estaba prevista para finales de 2012 o principios de 2013. El 1 de febrero de 2013 la pareja postergó su compromiso. Finalmente, el 16 de septiembre de 2013, Ryan Seacrest, E! y la revista People informaron que Cyrus y Hemsworth habían terminado, debido a problemas en su relación.
El 13 de noviembre de 2014 se confirmó la relación entre Cyrus y Patrick Schwarzenegger, hijo de Arnold Schwarzenegger. Rompieron en abril de 2015.
En mayo de 2015, Cyrus declaró en una entrevista con el Associated Press que no todas sus relaciones habían sido heterosexuales. En lo que respecta a su sexualidad, Cyrus dijo: «¡No quiero volver a etiquetarme a mí misma! ¡Estoy lista para amar a alguien que me ame! Que soy y estoy abierta».
En junio de 2015, Cyrus ofreció una entrevista a la revista Paper para promocionar su fundación Happy Hippie. En dicha publicación aclaró su condición sexual. Según Cyrus, es consciente de su bisexualidad desde los 14 años, cuando se lo confesó a su madre, la cual tuvo miedo de que su hija sufriese y fuera juzgada, pero ante todo la aceptó.
En julio de 2015 se confirmó la relación entre Cyrus y la modelo Stella Maxwell. En agosto de 2015 confirmaron su ruptura. Asimismo, en dicha publicación se definió a sí misma como pansexual.
En marzo de 2016, la madrina de la cantante, Dolly Parton, confirmó la reconciliación de Cyrus y de Hemsworth. El 23 de diciembre de 2018 y luego de 10 años de relación intermitente, la pareja contrajo matrimonio en una ceremonia familiar. El 10 de agosto de 2019 se confirmó su separación tras ocho meses de matrimonio y Hemsworth presentó una demanda de divorcio 10 días más tarde.

### Ganancias e imagen pública

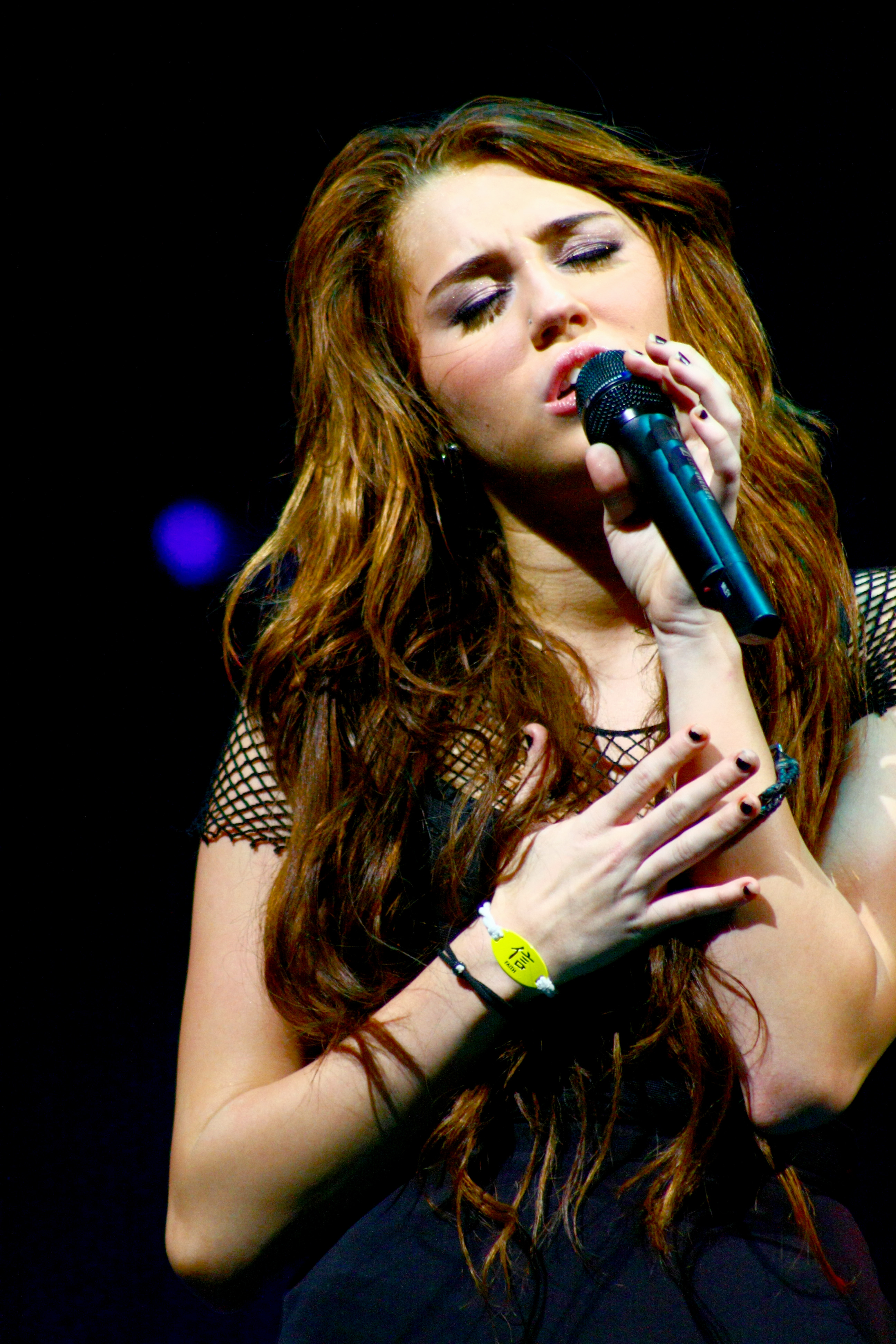
Cyrus durante la gira Wonder world Tour en 2009.

En 2008, Cyrus ganó $25 millones, frente a sus ganancias de $18 millones en 2007, y fue clasificada con el número 35 por Forbes en la lista "Celebrity 100". La revista Parade informó que ella era la más rica estrella adolescente y que su licencia se le vale aproximadamente $1 mil millones al final del año. Con el éxito creciente de Cyrus llegó una mayor atención de los medios. En mayo de 2008, en una entrevista con el diario Los Angeles Times, Francois Navarre, el titular de la agencia fotográfica X17, dijo que Cyrus aumentó el valor en mercado considerablemente después de las polémicas fotos de la revista Vanity Fair. "Ella comenzó a vender más [...] Ella solía ser de $300, y ahora es de $2000 para una foto". Las estimaciones de una imagen de la campaña de entonces 15 años el primer beso fue de $30 000 a $150 000.
| Mis padres cerraron Disneyland por mí, así que estoy bien por un rato. — Miley hablando sobre su fiesta en Disneyland |

Navarra señaló que Cyrus rara vez se comportaba en contra de su imagen sana y sin un padre que defenderla y declaró: "Ella tiene a la gente esperando el momento en que empieza a ser menos tradicional [...] Es natural. Cualquier adolescente. Pero va a venir muy rápido. [...] Tan pronto como su mamá la deja salir por sí misma. Va a empezar a ser interesante". La revista Time la incluyó en la lista Time 2008 100, de las 100 personas más influyentes en el mundo. Su reportaje fue escrito por el ex estrella infantil Donny Osmond, quien advirtió: "Como un ídolo de los preadolescentes de todo el mundo, la cantante y actriz Miley Cyrus, de 15, está montando una ola enorme en la cumbre de su carrera, lo que debería ser. Espero que lo disfrute. [...] Dentro de tres a cinco años, Miley tendrá que afrontar la edad adulta. [...] Como lo hace, querrá cambiar su imagen, y el cambio se adjuntara con la adversidad".
En enero de 2008 inició un proceso legal para cambiar su nombre a "Miley Ray Cyrus", en vez de "Destiny Hope Cyrus". Ese año publicó su primer libro, Miles To Go, en el cual habla sobre sus relaciones con sus amigos y parejas, el acoso escolar y sus objetivos para el futuro.
Cyrus celebró su cumpleaños número 16 en Disneyland con una recaudación de fondos de caridad para Youth Service America, una organización de servicio voluntario juvenil. A finales de 2009, la revista Billboard clasificó a Cyrus el cuarto mejor artista de venta en mujeres y la quinta cantante más vendida en general. Forbes clasificó a su #29 en la lista "Celebrity 100" y reportó que había ganado un total de $25 millones.
El 8 de octubre de 2009, Cyrus eliminó su cuenta en el sitio de red social Twitter, aludiendo a su deseo de mayor privacidad. Ella también dijo a la revista Parade, "He eliminado mi cuenta de Twitter porque dije allí que creía en la homosexualidad porque todos deben tener el derecho de amarnos unos a otros, y tengo cartas de odio diciéndome que soy una mala persona". Miley fue muy popular en el sitio: su cuenta ha sido vista por aproximadamente 2 millones de usuarios de Twitter, además de al público en general en el momento de la supresión. Finalmente, Miley regresó a Twitter en abril de 2011, expresando que extrañaba no estar en contacto con sus fanes.
El 26 de octubre de 2010, menos de un mes antes de cumplir los dieciocho años, su padre Billy Ray Cyrus, solicitó el divorcio de su madre en Tennessee, citando diferencias irreconciliables y debido a un supuesto engaño de su madre Tish Cyrus con Bret Michaels. En una declaración hecha a la gente al día siguiente de anunciar la separación, la pareja dijo: "Como se puede imaginar, este es un momento muy difícil para nuestra familia... Estamos tratando de resolver algunos asuntos personales. Gracias por sus pensamientos y oraciones". Sin embargo, el 18 de marzo de 2011, Billy Ray anunció en el programa The View, que había cancelado el divorcio y que se habían reconciliado.
En abril de 2011 Cyrus calificó como la 64.ª mujer más sexy en el mundo en Maxim's Hot 100. También, fue nombrada la 89.ª mujer más sexy del mundo por FHM's 100 Sexiest Women in the World.[cita requerida]. En 2011 fue catalogada por el sitio The Express Tribune en la lista de jóvenes más ricos del mundo en el puesto #1, dejando atrás a otros artistas como: Justin Bieber, Demi Lovato y Nick Jonas. En 2012 Miley Cyrus ocupó el puesto 82 de la lista de las «100 mujeres más influyentes en la música» de VH1, dejando atrás a Demi Lovato, Avril Lavigne, Jordin Sparks y Hillary Scott, entre otros.
En junio de 2015, Cyrus salió públicamente del armario como persona no binaria, definiéndose como género fluido. En una entrevista en mayo de 2017, Cyrus se definió como persona de género neutro. Según sus propias palabras: «[...] no me siento como una chica, y tampoco como un chico. Simplemente, no me siento como nada».

### Acoso en medios de comunicación

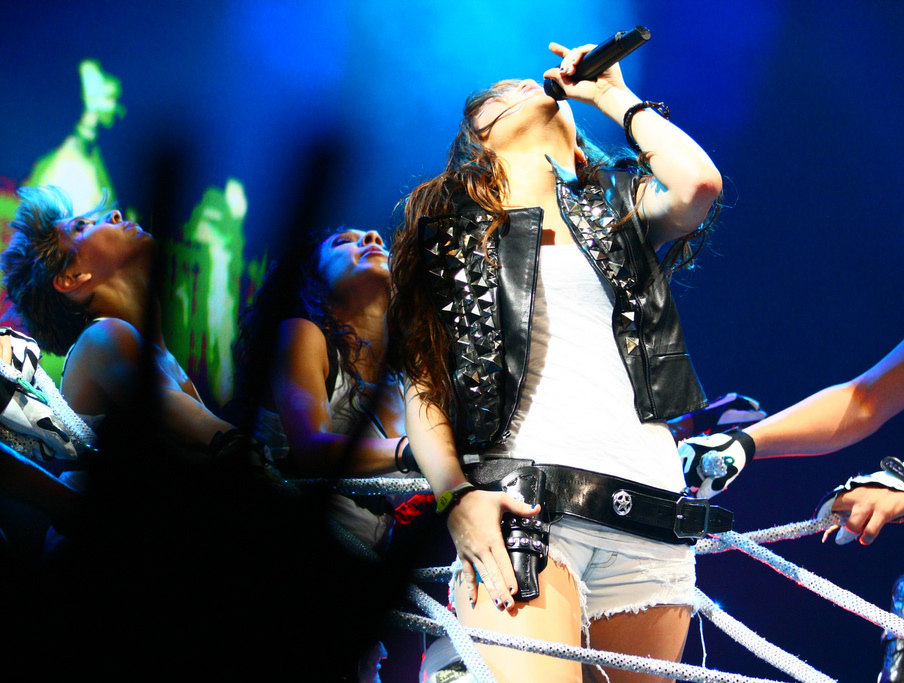
Cyrus en la presentación de «See You Again» en la Wonder World Tour.

En diciembre de 2007 surgió una breve controversia cuando se difundieron a través de Internet fotos de Cyrus tomadas de su cuenta privada de MySpace, en la que compartía con una amiga un trozo de regaliz.
En abril de 2008, varias imágenes provocativas de Miley en ropa interior y traje de baño se filtraron en la web a través de un adolescente que hackeó su cuenta de Gmail. Cyrus describió las imágenes como "fotos tontas, inadecuadas" y afirmó: "Voy a cometer errores y no soy perfecta. Nunca tuve la intención de que esto sucediera y lo siento mucho si he decepcionado a alguien". El 25 de abril de 2008, el programa de entretenimiento por televisión "Entertainment Tonight" informó que Cyrus, de 15 años, había posado en topless para una sesión de fotos tomadas por la fotógrafa Annie Leibovitz para Vanity Fair. El 29 de abril, The New York Times aclaró que, aunque las fotos dejaron la impresión de que estaba con el pecho desnudo, Cyrus fue envuelta en una sábana y en realidad no era en topless. Algunos padres expresaron su indignación por la naturaleza de la fotografía, que un portavoz de Disney describe como "una situación creada para manipular deliberadamente a una chica 15 años de edad, con el fin de vender revistas". En respuesta a la distribución en Internet de las fotos y la posterior atención de los medios de comunicación, Cyrus emitió un comunicado de disculpa el 27 de abril de 2008: "He participado en un sesión de fotos que se suponía iba a ser 'artística' y ahora, viendo las fotografías y leyendo la historia, me siento muy avergonzada.... Nunca tuve la intención de que nada de esto suceda y pido disculpas a mis fans que me importan tan profundamente". Leibovitz también emitió un comunicado: "Lamento que mi retrato de Miley se haya malinterpretado. La fotografía es un retrato simple y clásico, con muy poco maquillaje, y creo que es muy hermoso".
En junio de 2009 Cyrus dejó a Gossett y UTA, que había negociado recientemente sus ofertas para La última canción y la cuarta temporada de Hannah Montana, y se unió a la agencia Creative Artists, que ya la había representado en su música. Nikki Finke, quien dio la noticia, informó: "¿Es esto justo para UTA? Por supuesto que no. Pero oigo que la decisión fue tomada por la madre de Miley, Tish Cyrus.
El rendimiento de Cyrus de "Party in the USA" en los Teen Choice Awards de 2009 incitó un alboroto en los medios de comunicación, pues algunos espectadores criticaron su ropa provocativa y la inclusión de un baile del tubo breve, por ser inadecuado para su edad (de entonces 16 años) así como para sus jóvenes fanes. Por el contrario, Newsday informó que la sexualización "ha estado viniendo durante algún tiempo". Ian Drew, editor de US Weekly, dijo: "Ella ya tiene esta imagen subida de tono, por lo que en realidad no era mucho más que un estiramiento. Así es como Britney Spears despegó. Era la niña buena que se hizo mala, y eso parece estar funcionando también para Miley". Fue criticada también por salir un año en citas con Justin Gaston, cinco años mayor que ella, y por una foto que la muestra junto a amigos bromeando con "ojos rasgados" y sus expresiones, que la Organization of Chinese Americans alegó eran ofensivas para la comunidad asiática. Cyrus se disculpó por la foto en su página web, defendiendo sus acciones y diciendo: "De ninguna manera me burlo de alguna etnia".
En 2010, TMZ publicó un vídeo de Cyrus, de entonces 16 años, con Adam Shankman, productor de La última canción, realizándole un baile en la fiesta de la película. El padre de Cyrus defendió sus acciones, diciendo que Miley estaba simplemente "divirtiéndose" y que "es lo que la gente de su edad hace". En diciembre de ese año, TMZ publicó un vídeo de Miley Cyrus, que tuvo lugar cinco días después de su cumpleaños 18 en su casa de Los Ángeles, en los que se la ve fumando la planta psicodélica salvia divinorum en una pipa. La salvia es legal en el estado de California, y Cyrus era mayor de edad en el momento en que se grabó el vídeo. El padre de Cyrus expresó su tristeza sobre el asunto en Twitter, diciendo: "Lo siento, chicos. No tenía ni idea. Acabo de ver estas cosas por primera vez. Estoy tan triste. Está mucho más allá de mi control en este momento".

## Filantropía

### Acciones solidarias
Miley Cyrus a lo largo de su carrera ha estado inmersa en distintos proyectos y campañas con fines benéficos, desarrollando así una actividad filantrópica desde sus comienzos en 2006. Un ejemplo de ello son los distintos sencillos benéficos, como las canciones «Just Stand Up!», cuyo objetivo era recaudar fondos para la investigación contra el cáncer; «Send It on», cuyo objetivo era promocionar la protección del medio ambiente, y finalmente «Everybody Hurts» y «We Are the World 25 for Haiti», ambas canciones tenían como objetivo recaudar fondos para ayudar a las gentes de Haití después del desastre de 2010 provocado por un terremoto. Cabe destacar que en estos sencillos colaboraron artistas como Rihanna, Mariah Carey, Beyoncé o las «estrellas de Disney», como fueron los Jonas Brothers, Demi Lovato y Selena Gomez. Cyrus ha visitado varios admiradores enfermos en los hospitales a través de los años. Cyrus ha sido colaboradora de la fundación City Of Hope durante los años 2008, 2009 y 2012, durante los cuales se ofrecieron conciertos benéficos. En 2008 y 2009, durante sus giras "Best of Both Worlds Tour" y "Wonder World Tour", por cada boleto vendido, se donó un dólar a dicha organización. Cyrus celebró su 16 cumpleaños en Disneyland, mediante la entrega de una donación de 1
1 millón de dólares a la organización Youth Service America. En julio de 2009, Cyrus actuó en la gala anual Elizabeth Glaser Pediatric AIDS Foundation's 20th annual "A Time for Heroes" Celebrity Picnic y donó varios objetos, incluyendo merchandising autografiado y un guion de Hannah Montana de la Casa Ronald McDonald en la subasta benéfica. Cyrus apoya organizaciones benéficas como la Fundación Elton John contra el sida, Entertainment Industry Foundation, Habitat for Humanity, United Service Organizations, Youth Service America, y Music for Relief. En febrero de 2010, donó varios artículos, incluyendo el vestido que lució en los Premios Grammy de aquel año y dos entradas para el estreno en Hollywood de su película La última canción para recaudar fondos para las víctimas del terremoto de 2010 en Haití.
En enero de 2011, Cyrus conoció a un fan enfermo con una "espina bífida" con la organización de caridad Kids Wish Network. En abril de 2011, Cyrus apareció en un comercial de "Cruz Roja" pidiendo a la gente que donase $10 para ayudar a los afectados por el terremoto y tsunami de Japón en 2011. En ese mismo año, Hilary Duff presentó a Cyrus con el Premio al Liderazgo Mundial de los Jóvenes en el Global Action Awards, debido a su apoyo a Blessings in a Backpack, una organización que trabaja para alimentar niños hambrientos en las escuelas, así como su campaña personal "Get Ur Good On" con los servicios de apoyo la juventud de Estados Unidos que sufrieron acoso escolar, al igual que la cantante. Cyrus declaró: «Quiero (niños) para hacer algo que les gusta. No es algo que parece como una tarea, porque alguien les dice que eso es lo que hay que hacer o lo que sus padres quieren o lo que es importante para la gente alrededor de ellos, pero lo que está en su corazón». En diciembre de 2011, Cyrus apareció en un comercial de la caridad J/P Haitian Relief Organization y se asoció con su hermano mayor Trace Cyrus para diseñar una edición limitada de camisetas y sudaderas con capucha para la caridad. Todas las ganancias de la venta de estos artículos fueron hacia su campaña, "Get Ur Good On", que además apoya la educación de los niños desfavorecidos. En ese mismo mes, Cyrus interpretó su canción «The Climb» en la gala benéfica "CNN Heroes: An All-Star Tribute" en el Shrine Auditorium de Los Ángeles, emocionando al público que asistió a la gala.
En 2012, Cyrus lanzó una versión de «You're Gonna Make Me Lonesome When You Go» de Bob Dylan para la caridad Amnistía Internacional como parte del álbum Chimes of Freedom. Cyrus también apareció en un comercial de "Rock The Vote", una campaña que anima a los jóvenes a hacer oír su voz votando en las elecciones de Estados Unidos. Para su cumpleaños número 20, los activistas "People for the Ethical Treatment of Animals" adoptaron un cerdo llamado Nora, en nombre de Miley.
Cyrus, además, apoya 39 organizaciones benéficas conocidas incluyendo Make-a-Wish Foundation, Fundación de Fibrosis Quística, St. Hospital de Investigación Infantil de Jude, To Write Love on Her Arms, NOH8 Campaign en busca de los derechos del colectivo LGTB, Love Is Louder Than the Pressure to Be Perfect y La Fundación Jed, entre otras. En 2013, Miley fue nombrada la 14.ª celebridad más caritativa del año por Do Something, así mismo, apareció junto a Justin Bieber y Pitbull en un especial de televisión titulado "The Real Change Project: Artists for Education".

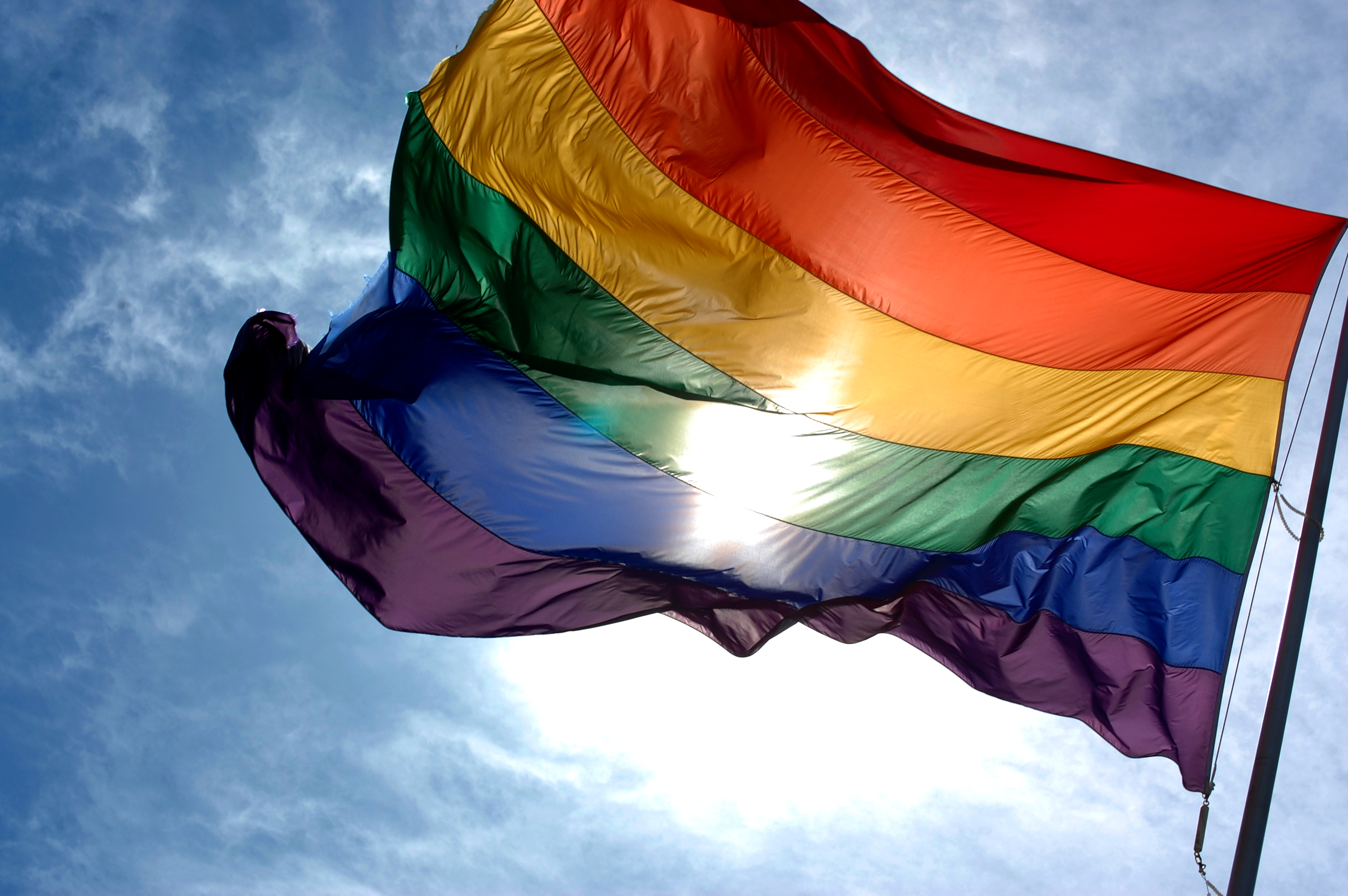
Cyrus es una firme defensora de los derechos de la comunidad LGBT.

El 24 de agosto, Cyrus asistió a los MTV Video Music Awards, celebrados en el estadio The Forum en Inglewood, California, donde estaba nominada en dos categorías, de las cuales ganó a vídeo del año por su sencillo «Wrecking Ball». Durante el momento de la entrega de dicho premio, en lugar de subir al escenario a recogerlo, dejó que un joven indigente llamado Jesse lo recogiese en su nombre para dar un discurso sobre la indigencia y la pobreza juvenil que hay en los Estados Unidos, y llamó a los espectadores a que ayudasen en la causa de la fundación My Friend's Place, en la que colabora Cyrus. Al día siguiente de la gala, The New York Times informó que la fundación consiguió recaudar más de 200 000 USD El 29 de agosto de 2014, se informó que Jesse, el joven que había recogido el premio de Cyrus en su lugar, tenía una orden de captura por la policía desde noviembre de 2011. En diciembre de 2014 se publicó que este acto fue uno de los momentos que más tuits generó por minuto, con un total de 138 792, situando a Cyrus en la séptima posición de la lista anual. Poco después, MTV nombró esta acción solidaria como el mejor momento de la cultura pop en 2014. El 29 de octubre de 2014, durante la gala benéfica de los amfAR Awards celebrada en Los Ángeles, Cyrus fue galardonada con el premio solidario al mejor ídolo, por su labor en el campo «a la ayuda de la investigación de una cura para el SIDA, la prevención del VIH y la educación sobre el tratamiento y la defensa de la enfermedad», además, Cyrus donó más de 500 000 dólares para la causa. Poco después se anunció que Cyrus se unió a la empresa MAC Cosmetics para ser la imagen de la gama de maquillaje 'Viva Glam' de la firma de cosméticos para enero y febrero de 2015, cuyos beneficios serán utilizados para ayudar a la investigación contra el sida, se trata de una campaña anual en el cual también colaboraron personajes como Lady Gaga, Rihanna o Nicki Minaj en años anteriores. En diciembre de 2015 se supo que, gracias a la participación de Cyrus en la campaña Viva Glam, se recaudaron 400 millones de dólares para la investigación contra el sida. El 28 de noviembre de 2014, Cyrus participó en un especial solidario del canal FOX. Bajo el título “Cause For Paws”, el proyecto tenía como objetivo ayudar a los animales sin hogar en Estados Unidos.
Cyrus siempre ha defendido los derechos del colectivo LGTB. En marzo de 2015 volvió a hacerlo a raíz de la denominada Nueva Ley de libertad religiosa de Indiana, que los detractores dicen que permitirá a los líderes empresariales religiosos discriminar legalmente a la comunidad gay, siendo criticado por voces de alto perfil como las de Ashton Kutcher, Hillary Clinton, y el CEO de Apple, Tim Cook. En una entrevista con la revista Time, Cyrus declaró: «He vivido una vida en la que tenía que ser algo todos los días y tenía que ser un personaje, y no era precisamente lo que yo quería ser. Y ahora que he dedicado mi vida a ser quien yo quiero ser, y también en constante aprendizaje y evolución. Eso es lo que le pasa a [los partidarios de la ley de Indiana], no eligen vivir de esa manera. Y si usted no elige vivir de esa manera, usted no va a durar en esta generación, porque estamos a punto de superarlo. Son dinosaurios, y se están muriendo. Somos la nueva generación, y con ese llegaremos a mucho. Estamos avanzando. Por mucho que nos distraemos por leyes estúpidas que nos hacen sentir como si estuviéramos en regresión, no lo somos. Nos estamos moviendo hacia adelante, porque es nuestro turno como jóvenes. Es un nuevo movimiento de derechos. Hay tanto que los jóvenes quieren hacer, cambiar y ver, y creo que mucho de eso puede venir a través de los medios de comunicación social. (...) Es confuso para mis fans, así que estoy feliz de [hablar al respecto]. No van a escuchar a Tim Cook, tal vez. Pero me van a escuchar a mí, ¿sabes? Y creo que la gente está empezando a escuchar».
A mediados de septiembre de 2015, la cantante estuvo promoviendo la salvación de los lobos en peligro de extinción del Canadá en la zona de British Columbia donde estaban siendo asesinados, viajando al lugar para hacer campaña en contra del maltrato animal. Este viaje estuvo realizado con la ayuda de la fundación Pacific Wild con la que Cyrus inicio a trabajar por la lucha por los derechos de los animales, afirmando que «después de esta visita, ya sé la ciencia está de mi lado, no solo en la matanza de lobos, sino también en la edición de caza de trofeos. Ambos son insostenibles y ambos son horribles. Ambos tienen que terminar». La cantante, de forma gratuita y para recaudar fondos, fue la invitada musical del evento solidario contra el alzheimer, organizado por James Franco, Hilarity For Charity el 17 de octubre de 2015 en Hollywood. Asimismo, al día siguiente del acontecimiento anterior, Cyrus participó en la caminata solidaria contra la esclerosis lateral amiotrófica celebrada en Los Ángeles, donde realizó una donación monetaria para la investigación de una cura para esta enfermedad.
En noviembre de 2015, Cyrus fue nombrada como una de los finalistas para ser reconocida como la Persona del Año para la revista defensora de los derechos LGBT, The Advocate, por sus las acciones llevadas a cabo durante el año, comenzando por crear su propia fundación y exponer su punto de vista para concienciar a la gente. Poco después, la cantante asistió a la gala de los Vanguard Awards en Los Ángeles, donde fue galardonada con este premio, ofreciendo un discurso en defensa de la comunidad LGBT y la libertad de expresión. En la noche del 26 de noviembre, Cyrus participó por tercer año en el especial solidario de la Fox The All-Star Dog Rescue Celebration, que tiene como misión ayudar a perros abandonados a encontrar un hogar. En la noche del Día Mundial de la Lucha contra el Sida, Cyrus participó en el evento solidario organizado por la fundación RED en Nueva York, siendo una de las invitadas musicales de la noche en el Carnegie Hall.
En abril de 2016, Cyrus lanzó un proyecto solidario en colaboración con el diseñador, y amigo de la cantante, Marc Jacobs y la artista Marilyn Minter. Se trató de una línea de camisetas con imágenes de la cantante, con las que recaudarían fondos para la organización sin fines de lucro Planned Parenthood, que proporciona servicios de salud reproductiva, incluyendo el aborto, en los Estados Unidos e internacionalmente. En junio de 2017 Cyrus se asoció con a la marca de calzado Converse para lanzar una línea de zapatillas con motivo del Orgullo Gay, con un diseño basado en los colores del arco-iris y símbolos pacifistas con el objetivo de reivindicar la integración de la comunidad LGBTQ en la sociedad.

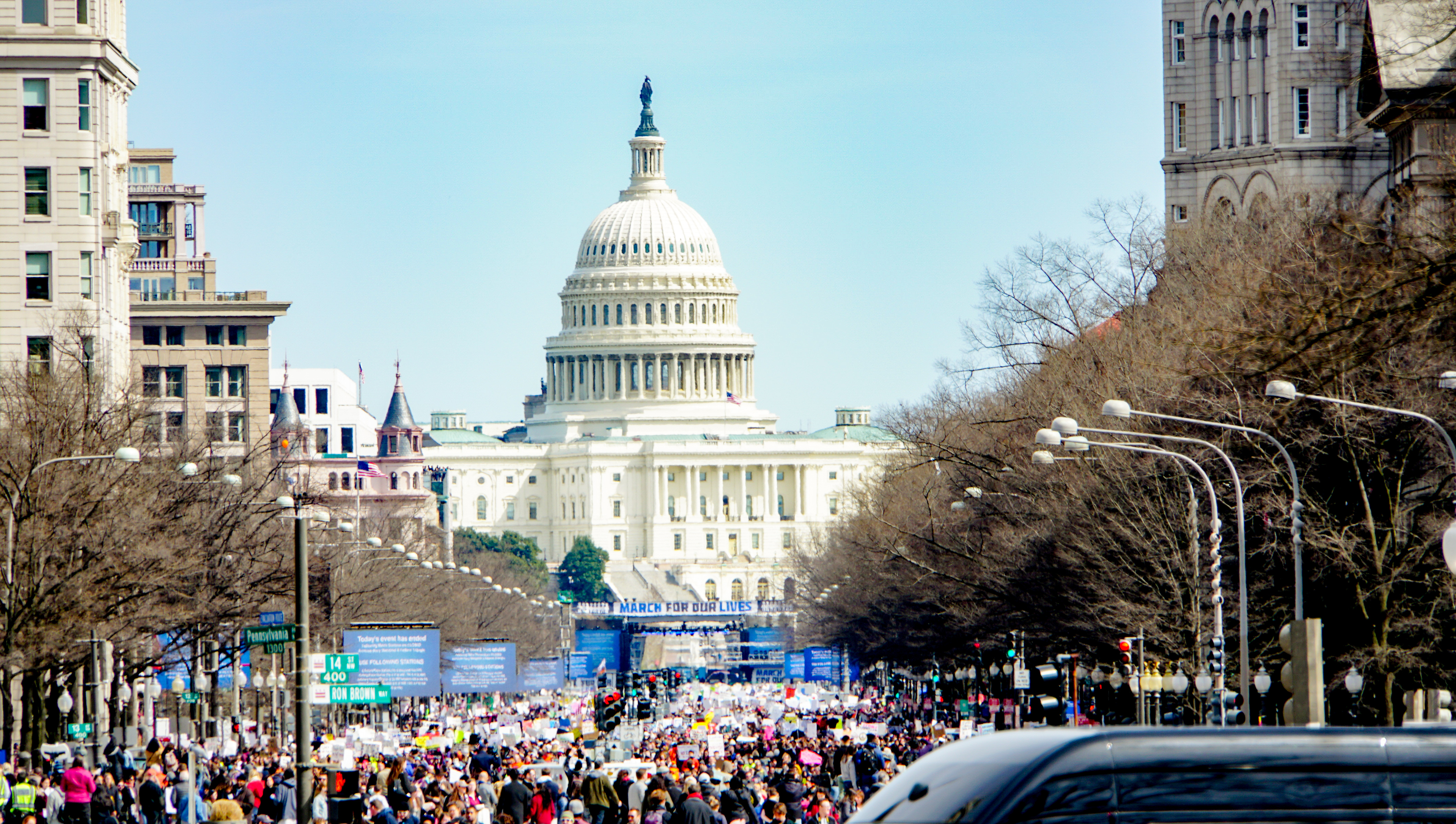
Cyrus participó en la manifestación March for Our Lives de Washington D. C. en marzo de 2018, para protestar contra la venta de armas en el país.

En enero de 2017, tras la toma de posesión de Donald Trump en la presidencia de los Estados Unidos, se realizaron una de las manifestaciones más numerosas en la historia reciente del país. La conocida como Marcha de las Mujeres obtuvo una afluencia total, entre todas las ciudades en las que se llevó a cabo, de 1,2 millones de personas en las calles contra el nuevo presidente y sus políticas, así como la defensa de los derechos de las mujeres, el derecho a la salud, el derecho a una educación pública de calidad o la igualdad de derechos de las personas LGBT. Cyrus estuvo presente en la manifestación de Los Ángeles y realizó un breve discurso, al igual que otras personalidades. En agosto de 2017, Miley donó medio millón de dólares a las víctimas del huracán Harvey, hecho que fue revelado en el programa de Ellen DeGeneres, cuando ella estaba de invitada... El 24 de marzo, Cyrus participó en la manifestación March for Our Lives de Washington D. C., para reivindicar una mayor regularización y limitación del mercado de las armas en Estados Unidos, interpretando su canción «The Climb» en la protesta, donde acudieron más de un millón de personas solo en la capital estadounidense.

### The Happy Hippie Fundation

Logotipo de la fundación.

En 2015, Cyrus creó la Happy Hippie Fundation, una organización sin ánimo de lucro que tiene como objetivo luchar contra la injusticia y ayudar a los jóvenes sin hogar y a la comunidad LGBT en los Estados Unidos. Esta ONG fue creada a partir del gesto que realizó Cyrus en los MTV Video Music Awards de 2014, donde al ser galardonada con el premio al Vídeo del Año por su sencillo «Wrecking Ball», cedió su momento a un joven sin hogar de Los Ángeles, de nombre Jesse, que realizó un discurso para concienciar al mundo de su situación y la de muchos otros jóvenes que padecen unas formas de vida que a día de hoy no deberían existir según el joven, además, invitó a la audiencia a donar a la causa mediante la página de Facebook de la cantante, para poder recaudar fondos en la Fundación Friends Place con la que Cyrus estuvo colaborando e inspiro para realizar su propia fundación. Cyrus anunció su creación mediante un comunicado en Facebook donde decir estar muy feliz de poder ayudar a acabar con las injusticias que ella misma ha podido ver con sus propios ojos, finalizando con un mensaje de libertad, igualdad y amor para todos.
The Backyard Sessions
The Backyard Sessions —en español: Las sesiones del patio trasero— son una serie de vídeos musicales, grabados en la casa de Miley Cyrus, con el propósito de promover la fundación y así incentivar las donaciones para la causa. En dichos vídeos, Cyrus estuvo acompañada de otras artistas, como Joan Jett o Ariana Grande, para interpretar diferentes canciones acompañados de la banda de cantante norteamericana. Las grabaciones se realizaron en febrero de 2015, siendo publicadas mediante la página de la cantante en Facebook, a partir de mayo de ese mismo año, siendo la colaboración con Joan Jett la primera en ser mostrada.

## Discografía
| Álbumes de estudio - Meet Miley Cyrus (2007) - Breakout (2008) - Can't Be Tamed (2010) - Bangerz (2013) - Miley Cyrus & Her Dead Petz (2015) - Younger Now (2017) - Plastic Hearts (2020) - Endless Summer Vacation (2023) - Something Beautiful (2025) | Bandas sonoras - Hannah Montana (2006) - Hannah Montana 2 (2007) - Hannah Montana: The Movie (2009) - Hannah Montana 3 (2009) - Hannah Montana Forever (2010) EP’s - The Time of Our Lives (2009) - She Is Coming (2019) |

## Filmografía

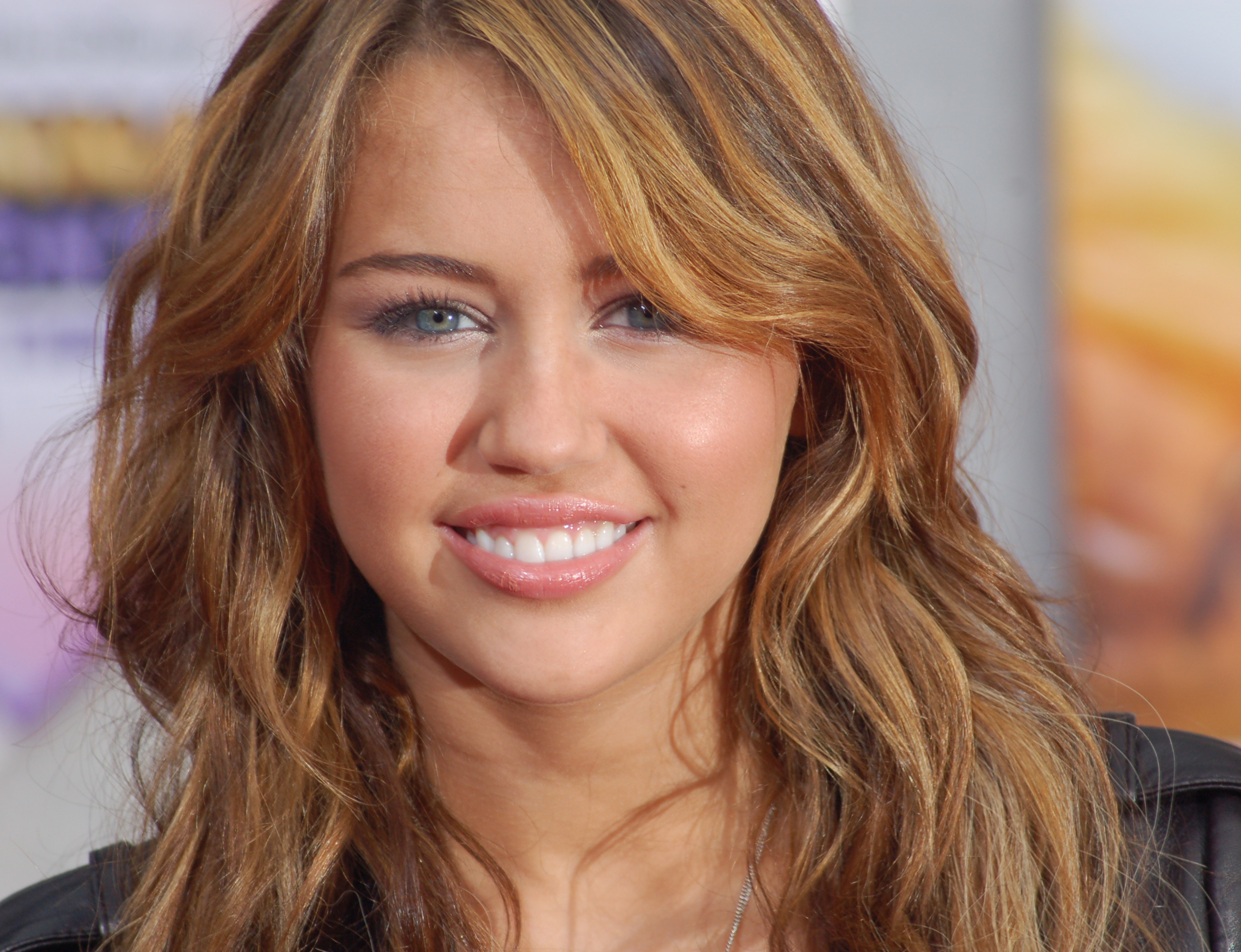
Cyrus en la premier de Hannah Montana: la película en abril de 2009.

Cyrus, además de un extenso catálogo de videos musicales, a lo largo de su carrera ha participado en la grabación de películas, series de ficción y programas especiales para la televisión, ya sea como actriz principal, actriz de reparto, actriz de voz, cameos como ella misma, y ha aparecido también en documentales.
Además de sus trabajos como actriz, Cyrus ha sido anfitriona de televisión como en la gala de 2008 de los Teen Choice Awards, los MuchMusic Video Awards de 2010 o los MTV Video Music Awards de 2015. Asimismo, ejerció tres veces de presentadora en el programa televisivo Saturday Night Live, la primera en 2011, la segunda en 2013 y la tercera en 2015 .
Además, en 2016 y 2017 Cyrus ejerció de asesora vocal en la décima temporada de la versión estadounidense del programa de talentos The Voice, ayudando a Adam Levine, Blake Shelton, Pharrell Williams y Christina Aguilera en las primeras fases del programa. Del mismo modo, fue la presentadora de la NBC para su especial de Nochevieja 2021-2022 denominado "Miley's New Year's Eve Party", donde además realizó diferentes actuaciones musicales en solitario y con artistas invitados, ante una audiencia de unos doce millones de espectadores aproximadamente y una repercusión en redes sociales de 1 millón de búsquedas. Tras los buenos datos obtenidos, fue renovada para dar la bienvenida al 2023 en la cadena de televisión nacional estadounidense, acompañada de Dolly Parton.

## Publicaciones
- Miles to Go (2009) ISBN 978-1-4231-1992-0 - Autobiografía

## Giras musicales

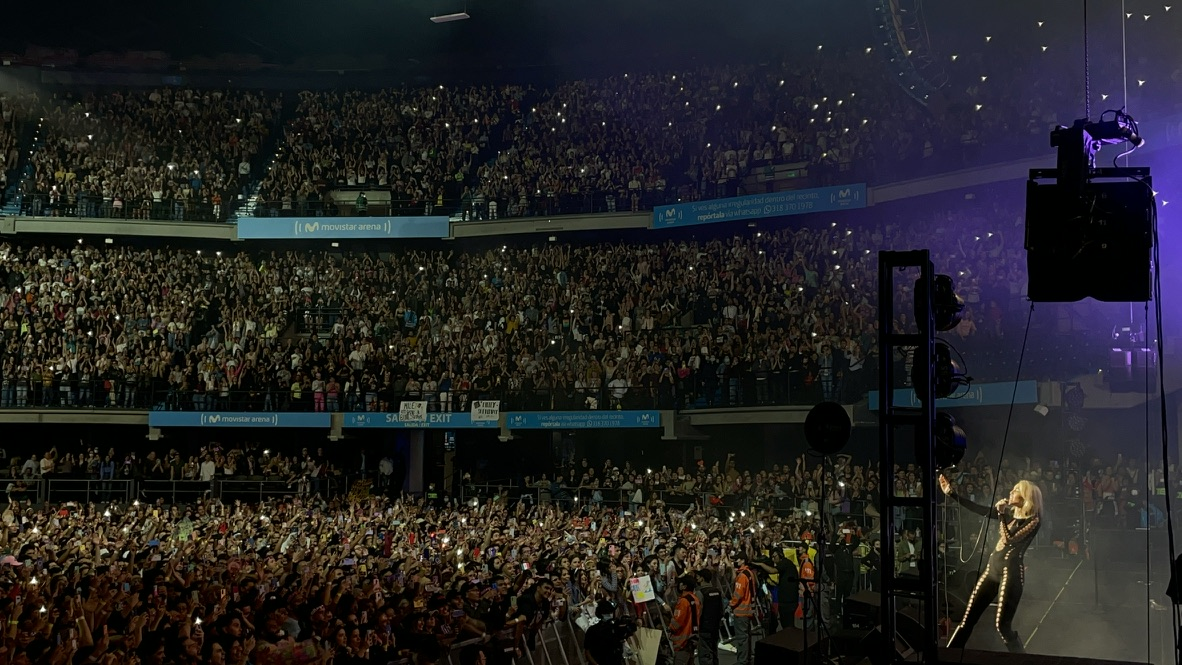
Cyrus durante el Attention Tour en Bogotá (Colombia).

La cantante y compositora Miley Cyrus se ha embarcado en varias giras de conciertos, de las cuales algunas son mundiales, mientras que en otras ocasiones ha llevado a cabo giras de carácter promocional ante el lanzamiento de algún proyecto discográfico o participando en festivales musicales, dando lugar a un número inferior de recitales.
Giras musicales
- 2007-08: Best of Both Worlds Tour
- 2009-10: Wonder World Tour
- 2011: Gypsy Heart Tour
- 2014: Bangerz Tour

Promocionales
- 2015: Miley Cyrus & Her Dead Petz Tour
- 2019: Festival Tour
- 2021-22: Attention Tour